# Hoechst
Die Hoechst AG – bis 1974: Farbwerke Hoechst AG, vorm. Meister, Lucius & Brüning – in Frankfurt am Main war eines der drei größten Chemie- und Pharmaunternehmen Deutschlands. Es wurde 1863 im damals nassauischen Höchst am Main gegründet und wuchs bis zum Ersten Weltkrieg zu einem Weltunternehmen. 1925 fusionierte es mit anderen Unternehmen zur I.G. Farbenindustrie AG und wurde 1951 nach der Entflechtung der I.G. Farben neu gegründet.
Durch Unternehmensübernahmen und Investitionen in neue Produkte wuchs Hoechst zu einem Großkonzern. Mitte der 1950er Jahre überschritt der Jahresumsatz erstmals eine Milliarde DM, 1969 die Marke von 10 Milliarden DM. Anfang der 1980er Jahre war Hoechst das nach Umsatz größte Pharmaunternehmen der Welt. Anfang der 1990er Jahre erreichte der Konzern mit 180.000 Beschäftigten, einem Jahresumsatz von 47 Milliarden DM und einem Gewinn von über vier Milliarden DM seine größte Ausdehnung.
1994 begann die Neuausrichtung und Umstrukturierung der Hoechst AG. Das ehemalige Stammwerk wurde 1997 zum Industriepark Höchst. Nach der Überführung in eine Holding schloss sich die Hoechst AG 1999 mit Rhône-Poulenc zur Aventis S.A. mit Sitz in Straßburg zusammen und spaltete die Chemieaktivitäten außerhalb der Pharmazie in der Celanese AG ab bzw. verkaufte sie (z. B. Farben und Pflanzenschutzmittel) u. a. an Clariant und Bayer.

## Aktie
Die Hoechst AG gehörte dem DAX seit seiner erstmaligen Berechnung 1988 bis zum 20. September 1999 an und blieb noch bis Ende Dezember 2004 als deutsche Zwischenholding der Aventis an der Frankfurter Wertpapierbörse notiert. Nach der Fusion von Aventis mit Sanofi-Synthélabo zu Sanofi-Aventis 2004 verschwand der Name Hoechst endgültig aus der Öffentlichkeit.

## Name und Firmenlogo
Die Bezeichnung Farbwerke Hoechst war seit der Firmengründung umgangssprachlich immer in Gebrauch und wurde erst ab 1951 offiziell im Firmennamen aufgenommen. Er ist vom Unternehmenssitz in der ehemals selbständigen Stadt Höchst am Main abgeleitet. Die Schreibweise ohne Umlaut war im Unternehmen immer gebräuchlich, denn die Internationalisierung des Unternehmensgeschäfts war bereits weit vor dem Ersten Weltkrieg gelungen.
Kurz nach Gründung einer „Theerfarbenfabrik Meister, Lucius & Co“ (1863) änderte sich der Name in „Farbwerke Meister, Lucius & Brüning“ (1865). Nach der Umwandlung in eine AG mit dem Namen „Farbwerke vorm. Meister, Lucius & Brüning AG“ (1880) tauchte auf den ersten Pharmaverpackungen der stilisierte Löwe mit den Initialen ML&B auf (Antipyrin, 1883).
Dieses älteste Firmenlogo zeigt einen liegenden Löwen, das nassauische Wappentier, der in der rechten Pranke ein Wappen mit den ineinander verschlungenen Initialen MLB (Meister, Lucius & Brüning) hält. Laut Archivunterlagen soll er bereits ab 1877 verwendet worden sein.
Kurz vor dem Zusammenschluss aller Chemiekonzerne in einer „IG-Farbenindustrie AG“ 1925 verwendete Hoechst auf Pharmaverpackungen zwei vereinfachte Logos „Hoechst“ in blauem Kreis und „ML&B“ in einem zweiten Kreis (Insulin, 1923).
Während der IG-Farbenzeit 1925–1951 trugen Pharmaverpackungen aus Höchst neben der Herstellerangabe „IG-Farbenindustrie AG, pharmazeutische Abteilung, Verkaufsstelle Höchst“ weiterhin die Initialen „ML&B“ in einem Kreis (Novocain).

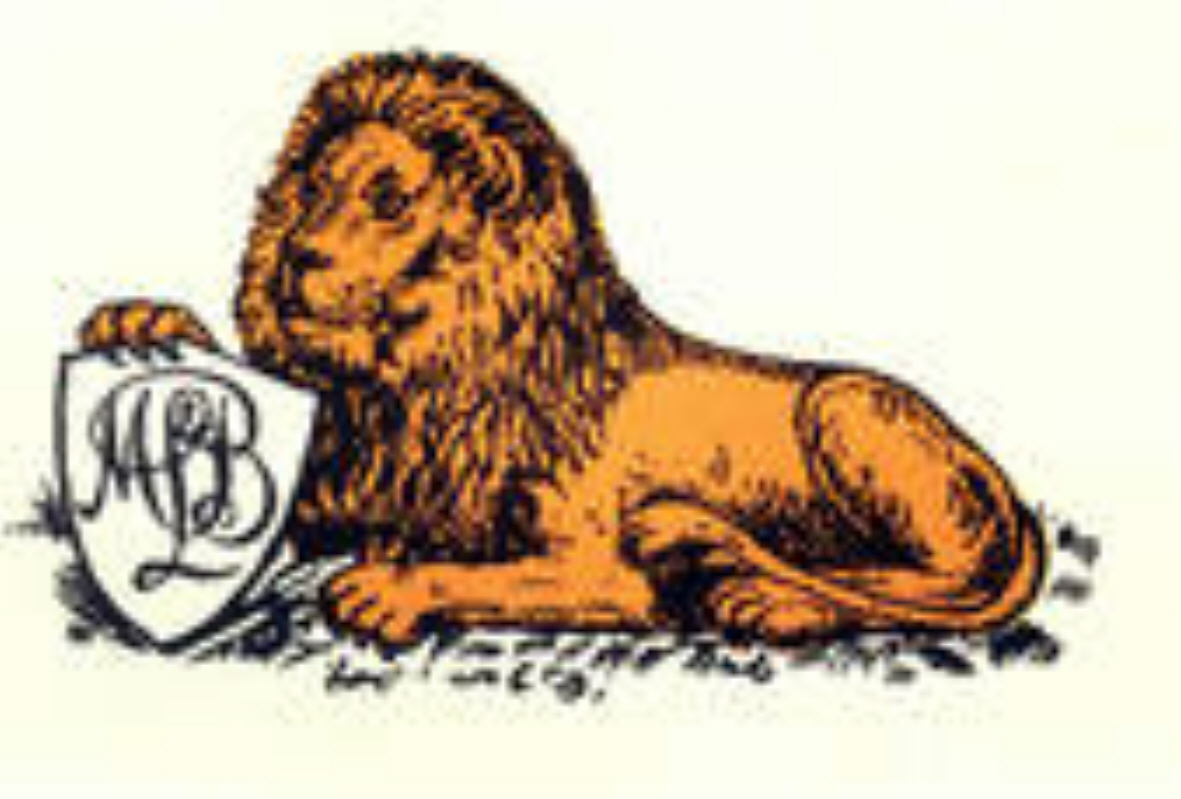
Ab 1877
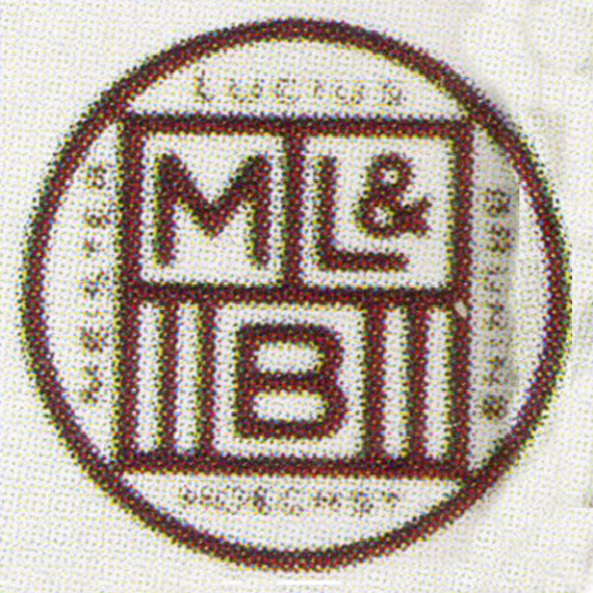
ca. 1923
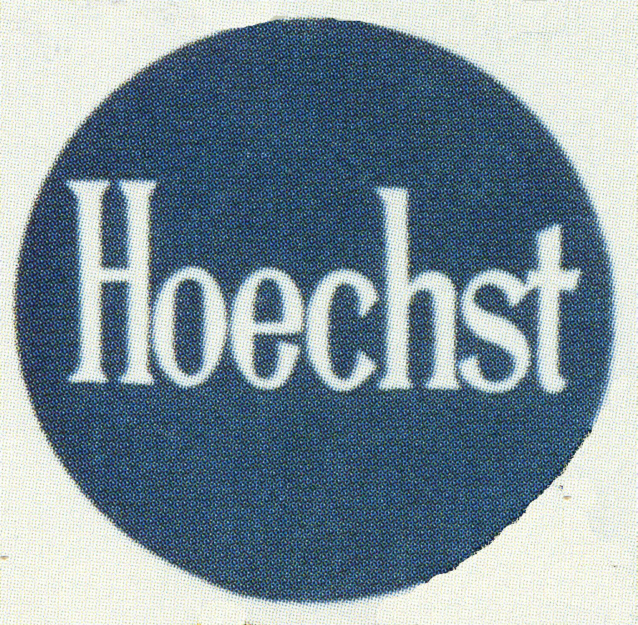
ca. 1923
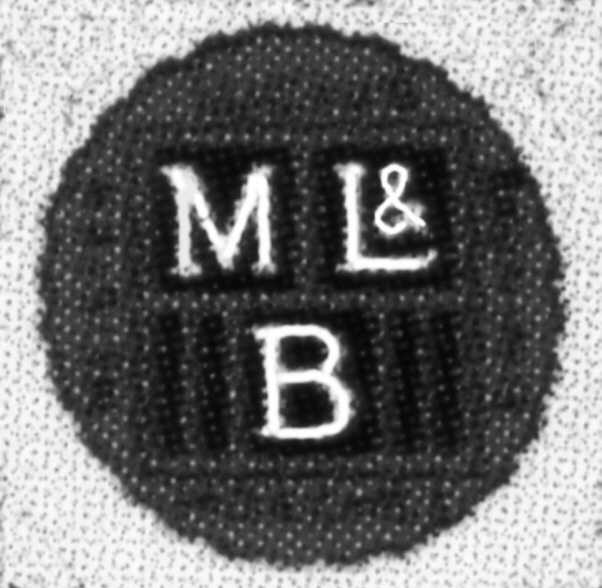
IG-Farbenindustrie-Zeit

Nach Liquidation der IG-Farben 1952 lautete der neue Firmenname „Farbwerke Hoechst AG vorm. Meister, Lucius & Brüning“ und als kreisförmiges Logo wurde erstmals die symbolische Darstellung der Brücke verwendet (Nirosan).
Bereits 1947 gestaltete der Frankfurter Dozent Richard Lisker für den Konzern ein Logo aus Turm und Brücke, einer stilisierten Darstellung des heute denkmalgeschützten Behrens-Baus, Dieser Entwurf mit mittenzentrierter Darstellung von Brücke und Turm wurde 1951 vom Frankfurter Graphiker Rober Smago überarbeitet. Der Turm rückte nunmehr an die linke Seite, während die Brücke nach rechts anstieg. Dieses endgültige Symbol wurde 1952 markenrechtlich geschützt.

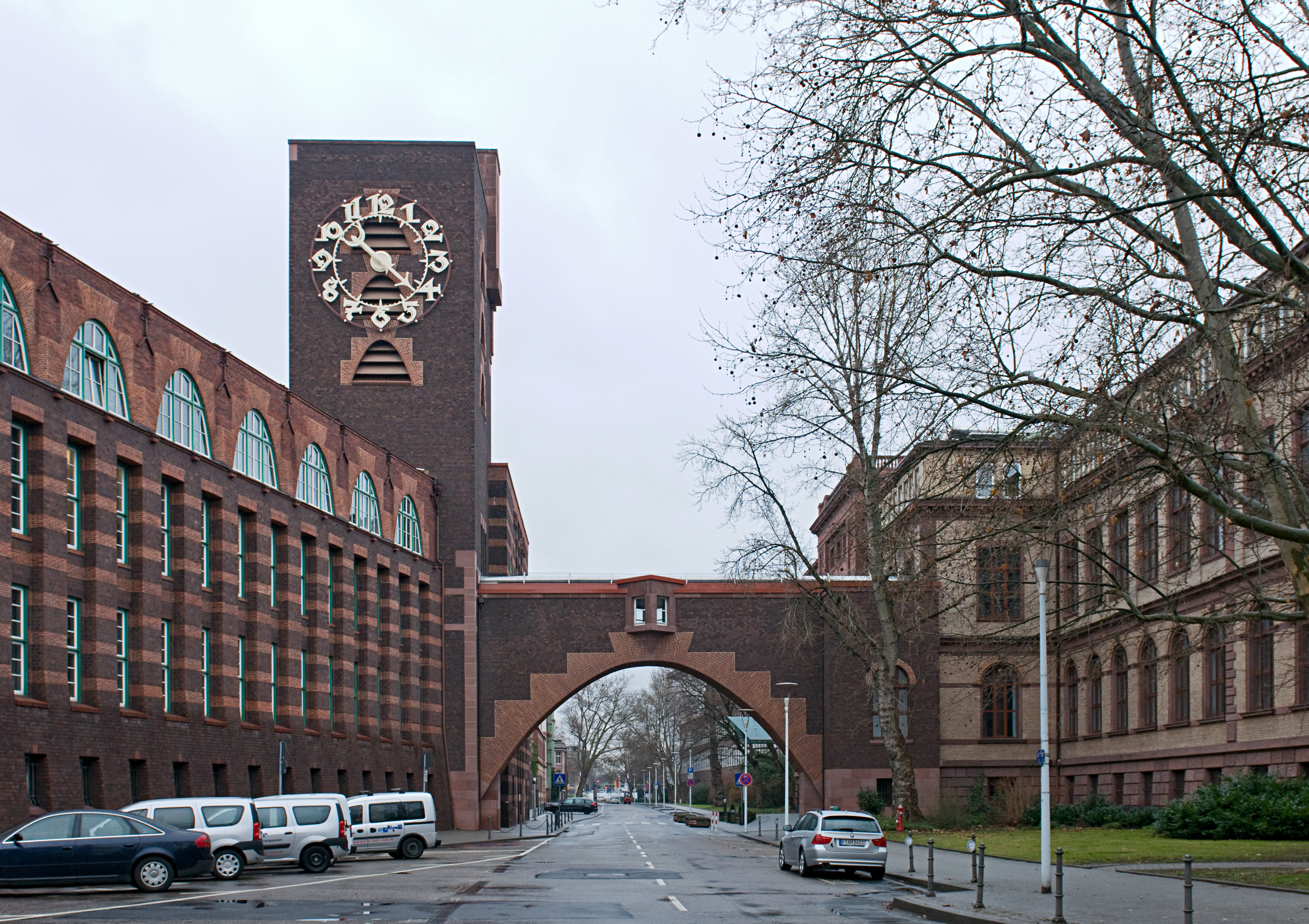
Der Behrens-Bau mit Turm, Verwaltungsbau
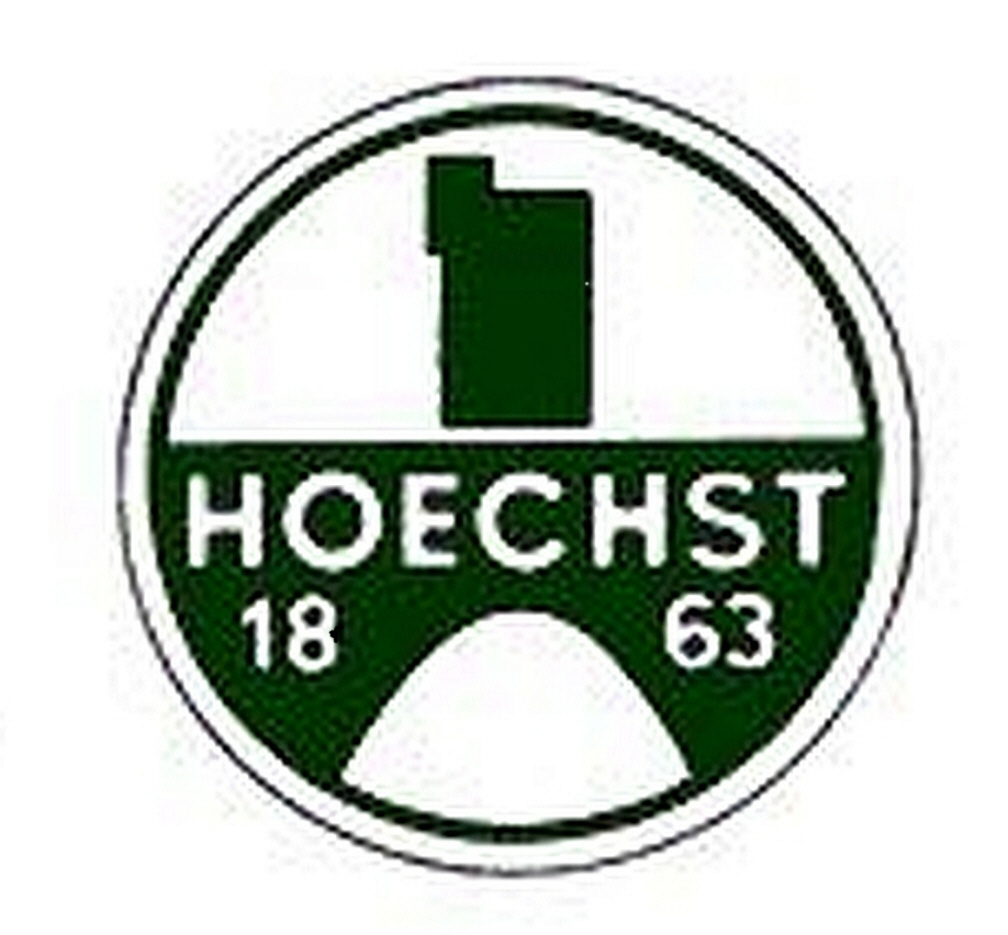
Entwurf 1947–1951 möglicherweise kurzzeitig als Bildmarke verwendet
Entwurf 1947–1951
Eingetragene Wort-/Bildmarke 1952

1966 gelang Hoechst die „Quadratur des eigenen Kreises“, das kreisförmige Logo versank in einer quadratischen Umrandung. Die hinzu gewonnene Fläche sollte in intensivem Blau Aufmerksamkeit erwecken. Dieses endgültige Symbol wurde 1966 markenrechtlich geschützt. In dieser Form war das Markenzeichen bis in das 21. Jahrhundert an zahlreichen Apotheken als Reklameschild zu sehen.
1974 verzichtete der Konzern auf die Nennung historischer Gründernamen und vereinfachte den Unternehmensnamen zu Hoechst Aktiengesellschaft. Als Signet diente der Schriftzug „Hoechst“ mit rechtsstehendem Logo von 1966.

Eingetragene Wort-/Bildmarke 1966
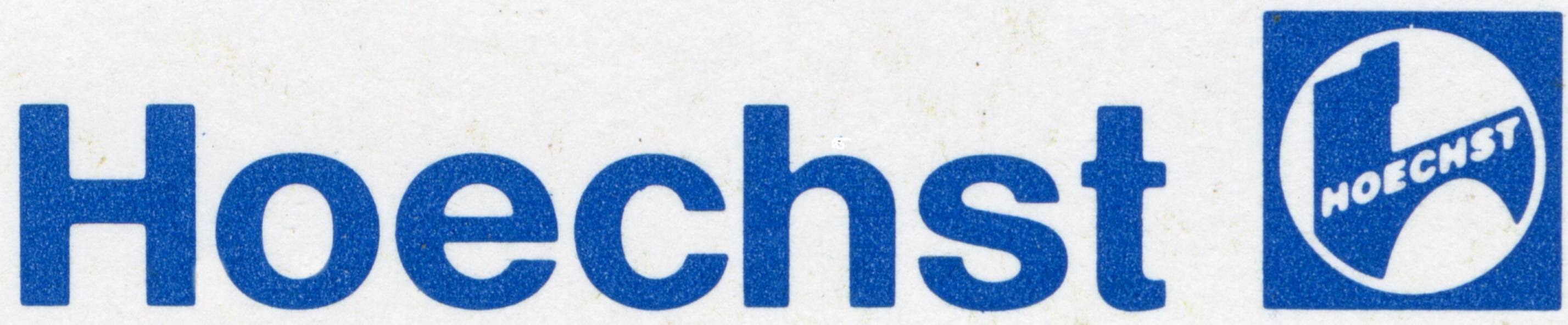
Ab 1974
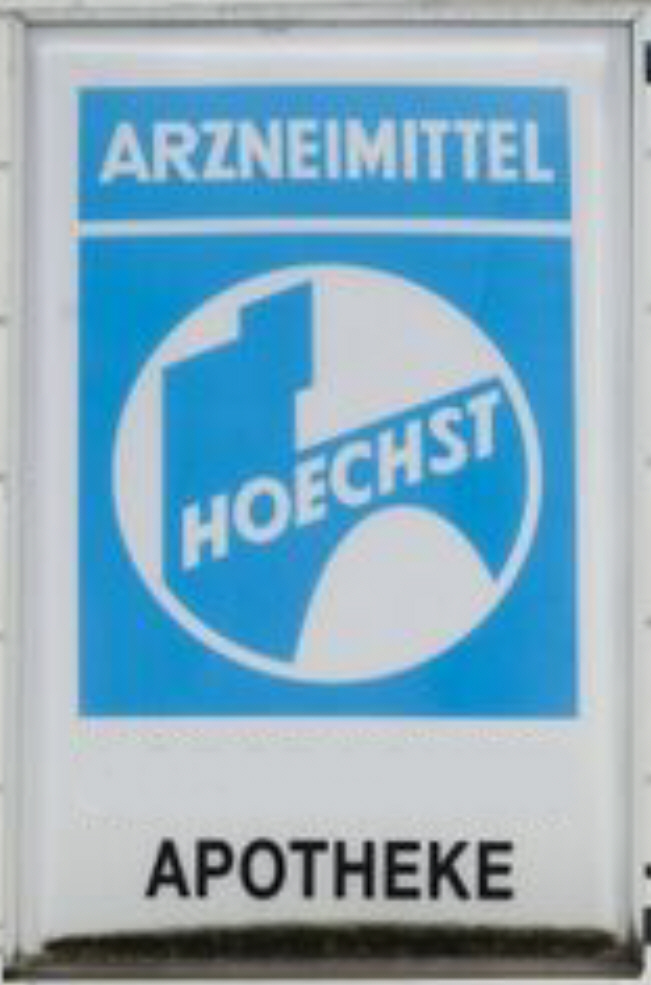
Apotheken-Reklame
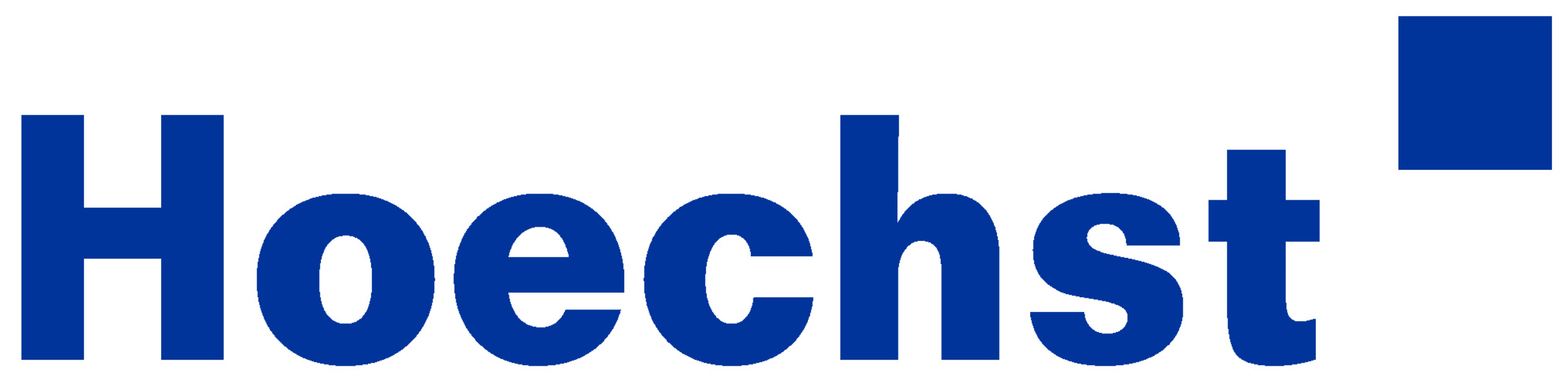
Ab 1997

1997 ließ sich die Hoechst Managementholding-Gesellschaft zur Abgrenzung von der früheren Hoechst AG vom Wuppertaler Designer Hans Günter Schmitz ein neues Firmensymbol kreieren.
Als Signet diente nun – nach zweieinhalbjähriger „Entwicklungsarbeit“ – der Schriftzug „Hoechst“ mit simplem rechts hochgestellten Quadrat. Kritiker bezeichneten das neue Logo in Leserbriefen scherzhaft als passend zur neuen Unternehmenskultur – kleinkariert und etwas abgehoben. Nach Unternehmensdarstellung solle das neue Logo positive Assoziationen wie Ideenpotential, Qualität, Weiterentwicklung und Kreativität symbolisieren. Mit Turm und Brücke, die das Behrens-Bauwerk im Stammwerk symbolisieren, könnten nur Frankfurter etwas anfangen. Hoechst sei aber kein Frankfurter, sondern ein internationales Unternehmen.
Pikanterweise beansprucht die Rechtsnachfolgerin Sanofi-Aventis noch heute die Aufrechterhaltung der alten Markenrechte von 1966 und verhindert juristisch eine Nutzung durch Dritte. Zur Bekräftigung dieser Ansprüche meldete 2011 eine „Hoechst GmbH Frankfurt“ das Logo von 1966 nochmals als eigene Wort-Bildmarke an. 2015 findet man bei den Nachfolgefirmen das Hoechst-Logo noch als Prägung auf Urbasontabletten.

## Unternehmensgeschichte

### 1863 bis 1914

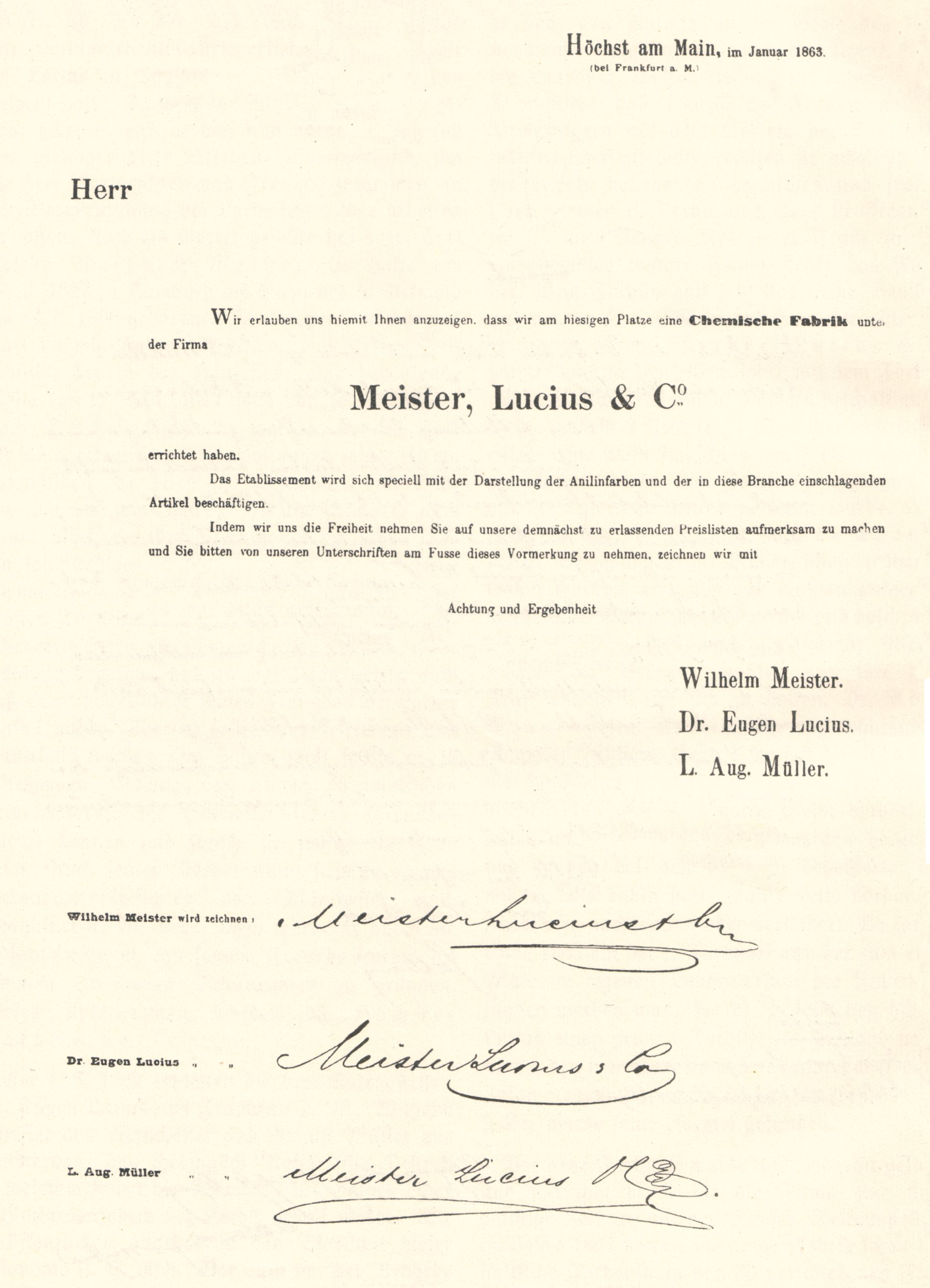
Erstes Rundschreiben der Farbenfabrik von Januar 1863 mit den Unterschriften der Unternehmensgründer Meister, Lucius und Müller

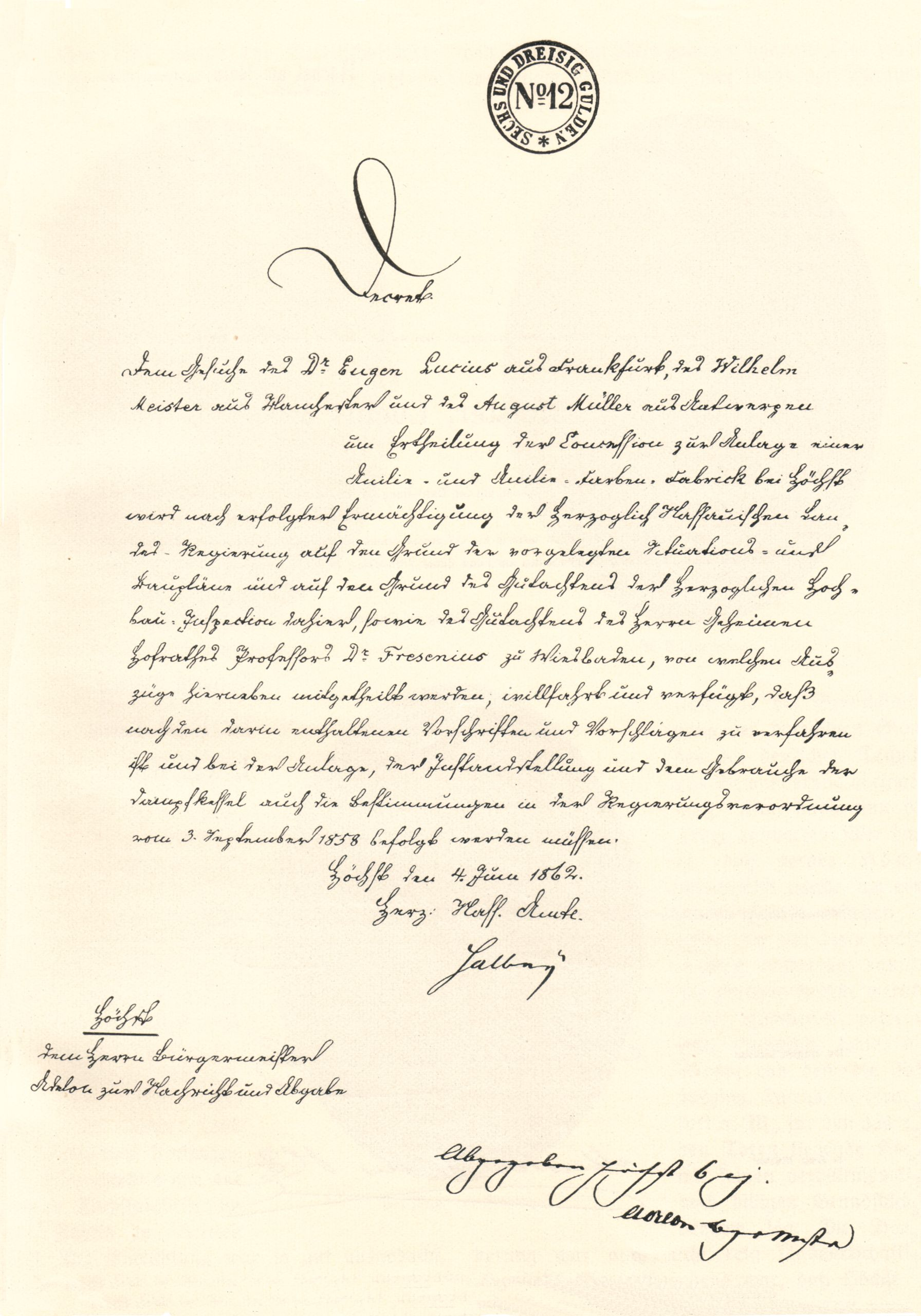
Bau- und Betriebsgenehmigung für die Farbenfabrik durch die herzoglich-nassauische Verwaltung, 4. Juni 1862

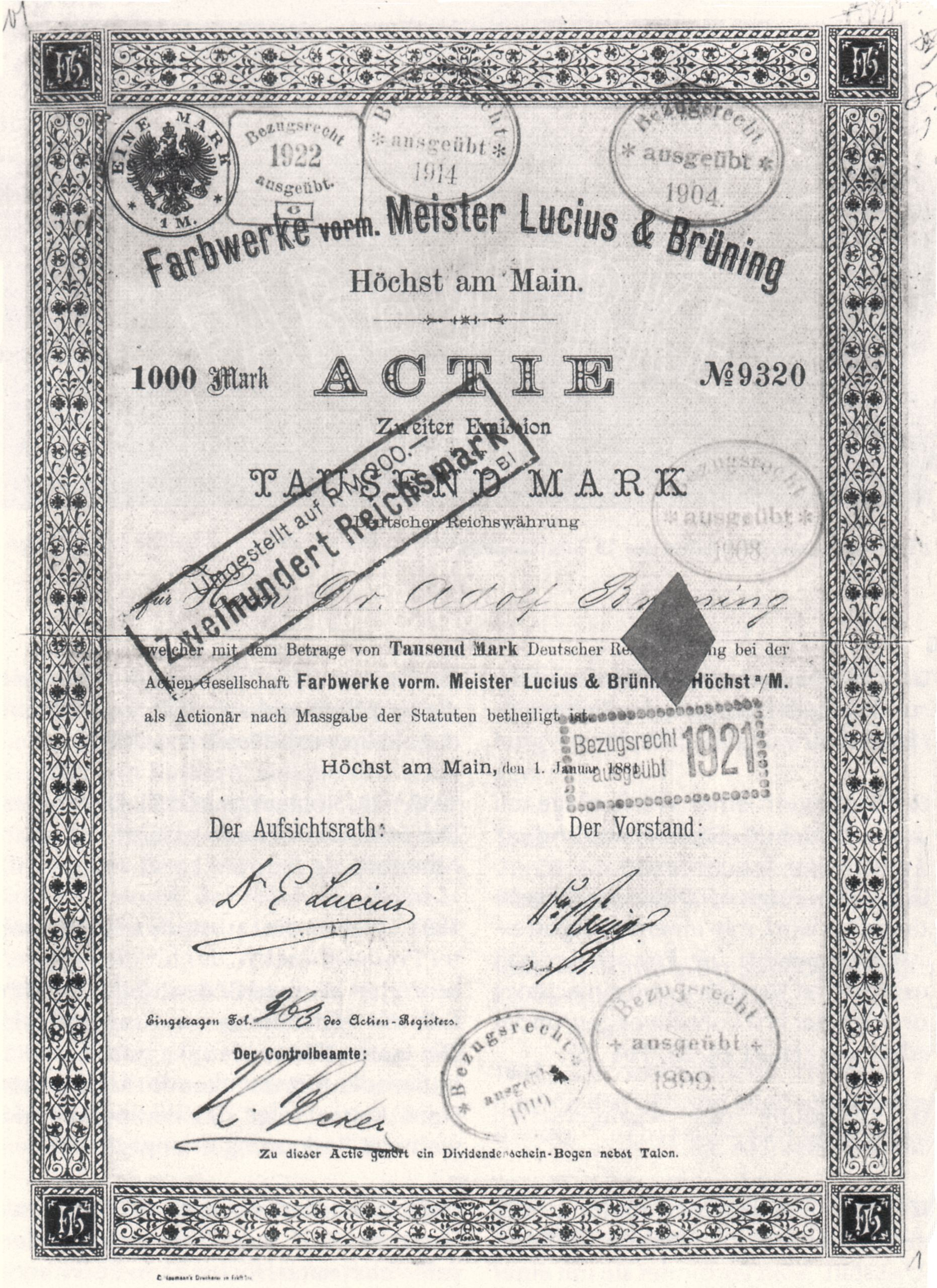
Aktie der Farbwerke von 1881

Am 2. Januar 1863 morgens nahm die von Carl Friedrich Wilhelm Meister, Eugen Lucius und Ludwig August Müller gegründete Theerfarbenfabrik Meister, Lucius & Co. ihren Betrieb auf. Das Betriebsgelände lag direkt am Ufer des Mains in der kleinen Stadt Höchst, die seit 1928 ein Stadtteil von Frankfurt am Main ist. Obwohl die Gründer Bürger der Freien Stadt Frankfurt waren, gründeten sie ihr Unternehmen im benachbarten Herzogtum Nassau, das im Gegensatz zum industriefeindlichen Handels- und Finanzzentrum Frankfurt die Ansiedlung von Industriebetrieben förderte.
Nach Müllers Ausscheiden 1865 übernahm der bisherige Technische Direktor Adolf von Brüning dessen Anteile. Er wird deshalb oft auch als Gründungsmitglied bezeichnet. Seit Brünings Eintritt firmierte das Unternehmen als Farbwerke Meister, Lucius & Brüning.
Die Fabrik stellte zunächst die in der zweiten Hälfte des 19. Jahrhunderts so bezeichneten Teerfarben her. Sie waren im Gegensatz zu anderen damaligen Farbstoffen wie Indigo oder Krapp kostengünstig aus dem Steinkohlenteer, einem Abfallstoff der Kokserzeugung, zu gewinnen. Zunächst stellte die Fabrik Fuchsin und Anilin her, ab 1864 auch das von Lucius und Brüning entwickelte Aldehydgrün (ein Derivat des Fuchsins). Dies war der erste grüne Textilfarbstoff, der auch bei Gaslicht seinen Farbton behielt. Als es gelang, die französische Kaiserin Eugénie als Kundin zu gewinnen und an die Textilindustrie in Lyon große Mengen der Höchster Farbstoffe zu liefern, brachte dies den Durchbruch für das neugegründete Unternehmen.
1869 brachten die Farbwerke den roten Farbstoff Alizarin (Krapprot) auf einen hart umkämpften Markt. Dank eines neuen patentierten Verfahrens von Ferdinand Riese wurde es rasch zum erfolgreichsten Produkt. Umgehend begann man mit der Verlagerung der Produktion auf ein etwa einen Kilometer flussabwärts gelegenes Gelände, das wesentlich mehr Platz für neue Fabrikanlagen bot. Das neue im Volksmund bald Rotfabrik genannte 1874 fertiggestellte Werk wurde später in mehreren Etappen erweitert und bildet heute den Industriepark Höchst.

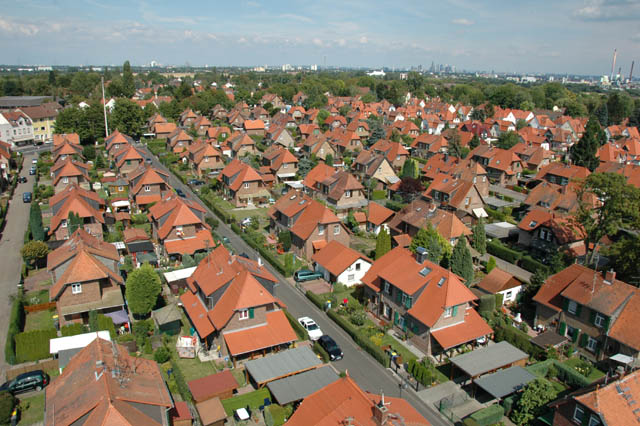
Siedlung Colonie in Zeilsheim

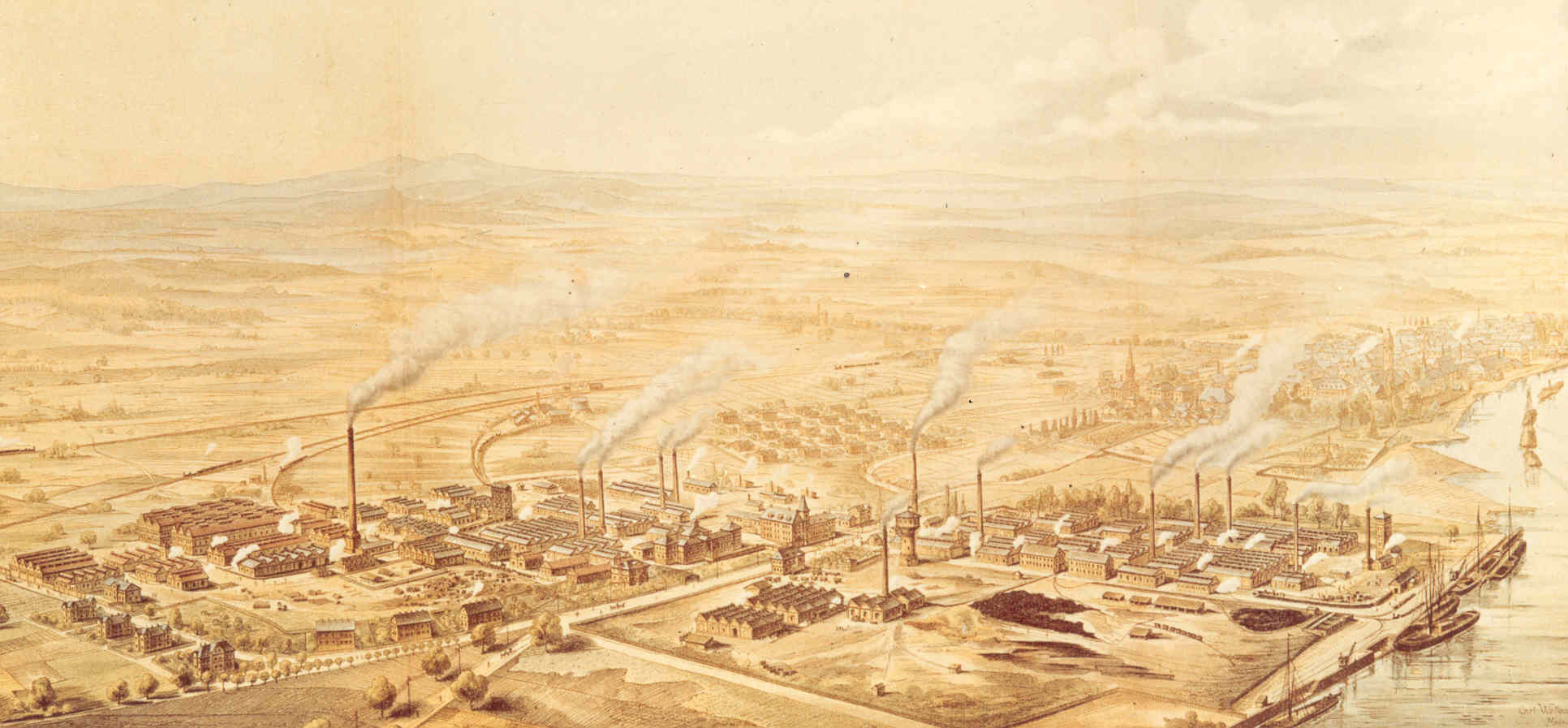
Ausdehnung der Farbwerke 1888

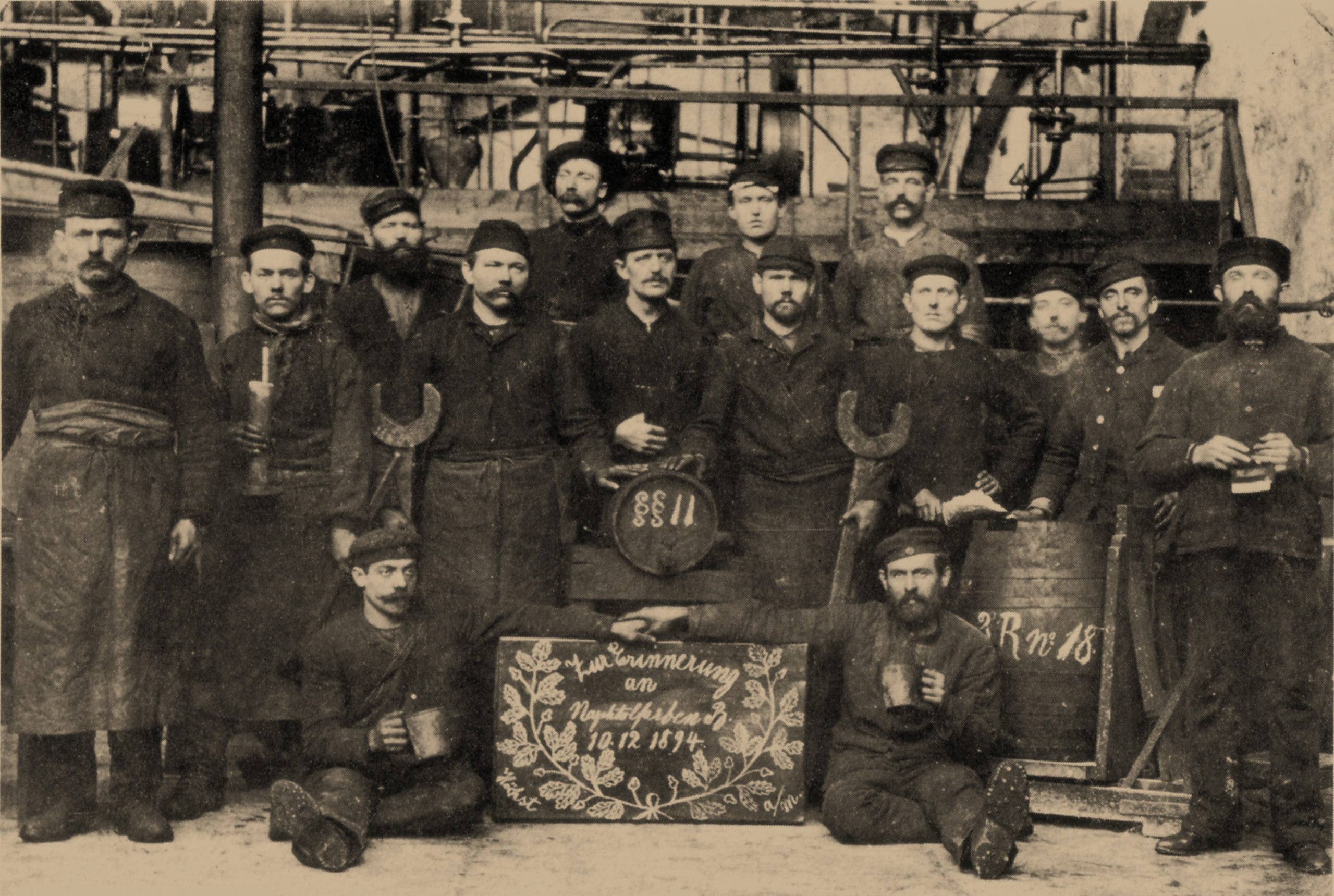
Arbeiter im Naphtholbetrieb im Jahr 1894

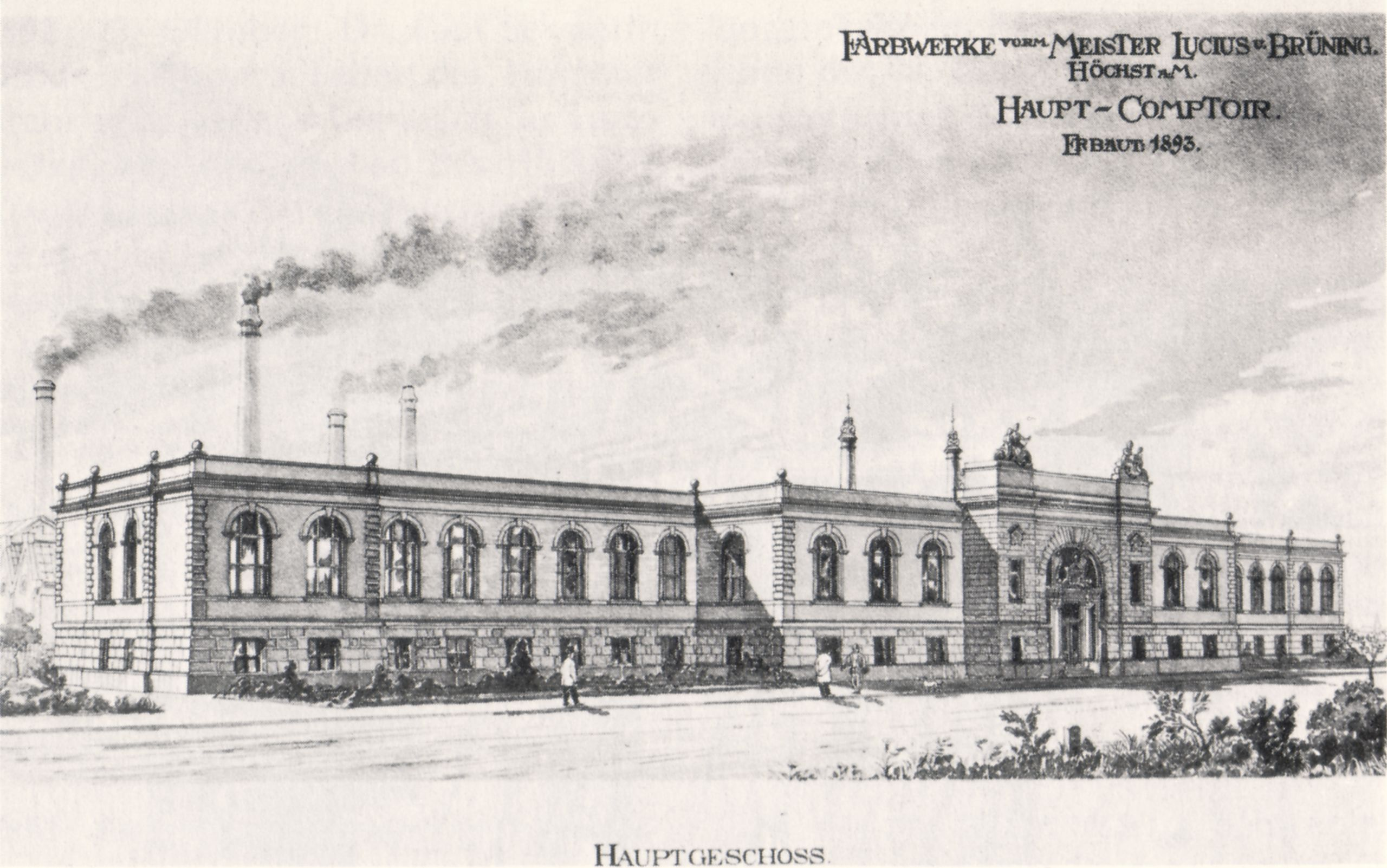
Hauptkontor der Farbwerke im Jahr 1893

Um die schnell wachsende Zahl von Arbeitern mit ihren Familien zu versorgen, entwickelten die Gründer eine Reihe von für die damalige Zeit vorbildlichen betrieblichen Sozialleistungen. Die 1874 gegründete Hilfskasse für erkrankte Arbeiter war eine Betriebskrankenkasse, die auch die soziale Sicherung der Arbeiter und ihrer Angehörigen bei Unfall, Invalidität, Berufskrankheiten, Alter und Tod übernahm. Der Werksärztliche Dienst war ein Pionier in der Erforschung von Berufskrankheiten. Von 1874 bis 1875 wurden die ersten Arbeiterwohnungen in der Siedlung Seeacker in Höchst gebaut, später auch in Unterliederbach und in der Zeilsheimer Siedlung Colonie. 1879 richtete Brüning die Kaiser-Wilhelm-Augusta-Stiftung ein, eine Pensionskasse für Höchster Arbeiter, die auch Hypothekendarlehen für den Hausbau gewährte; sie finanziert heute als Höchster Pensionskasse VVAG auf dem freien Markt zinsgünstig Immobilien.
1880 wurden aus dem kleinen Unternehmen die Farbwerke vorm. Meister, Lucius & Brüning AG, die bald darauf ihre Wertschöpfungskette verlängerte. Seit 1881 stellte die Rotfabrik auch Vorprodukte wie anorganische Säuren her, 1883 begann die Produktion von synthetischen Arzneimitteln. Die ersten erfolgreichen Arzneimittel der Farbwerke waren das schmerzstillende und fiebersenkende Antipyrin sowie ein von Emil von Behring entwickeltes Immunserum gegen Diphtherie. 1897 kam das Pyramidon (Aminophenazon) hinzu, welches etwa dreimal wirksamer als das Antipyrin war.
In den Jahren bis zum Ersten Weltkrieg wuchs das Unternehmen zu einem Weltkonzern, der 88 Prozent seiner Produktion exportierte. Auch Produktionsanlagen entstanden im Ausland, zunächst 1878 in Moskau, 1883 in Creil bei Paris und 1908 in Ellesmere Port bei Manchester. 1900 gründeten die Farbwerke ein neues Werk in Gersthofen bei Augsburg. Die Wasserkraft des Lech wurde dabei für die energieintensive Synthese von Indigo genutzt.
1904 bildeten die Farbwerke Höchst mit den Cassella Farbwerken durch wechselseitige Kapitalverflechtungen und Lieferbeziehungen den Zweibund, der 1907 durch den Beitritt der Chemischen Fabrik Kalle in Biebrich zum Dreibund wurde.
Friedrich Stolz synthetisierte 1904 in den Labors der Farbwerke das Adrenalin. Es war das erste Hormon, dessen Struktur genau bekannt war und das in reiner Form hergestellt werden konnte. 1905 entwickelte Alfred Einhorn mit Novocain das erste nicht-süchtigmachende Lokalanästhetikum. 1910 begannen die Farbwerke in Höchst mit der Produktion des ein Jahr zuvor von Paul Ehrlich entwickelten Salvarsan.
Im Jubiläumsjahr 1913 hatte das Unternehmen, das noch immer mehrheitlich im Besitz der Gründerfamilien war, einen Weltumsatz von 100 Millionen. Es beschäftigte allein in Höchst rund 9000 Mitarbeiter.

### 1914 bis 1952

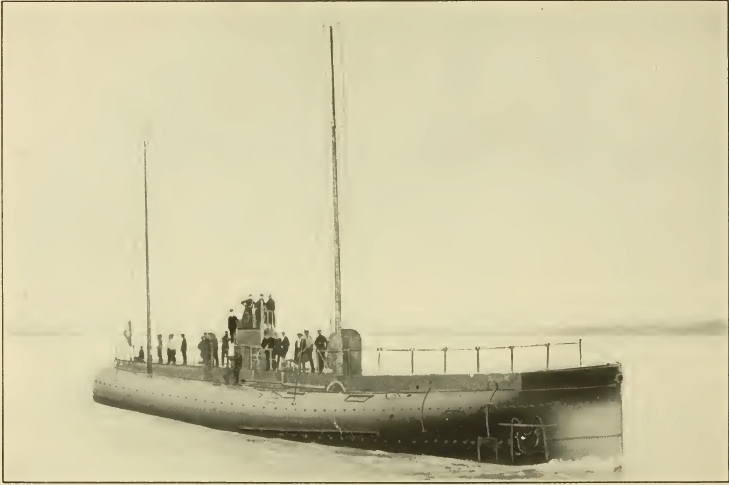
Das Handels-U-Boot „Deutschland“ im Dienste der Hoechst AG, 1916

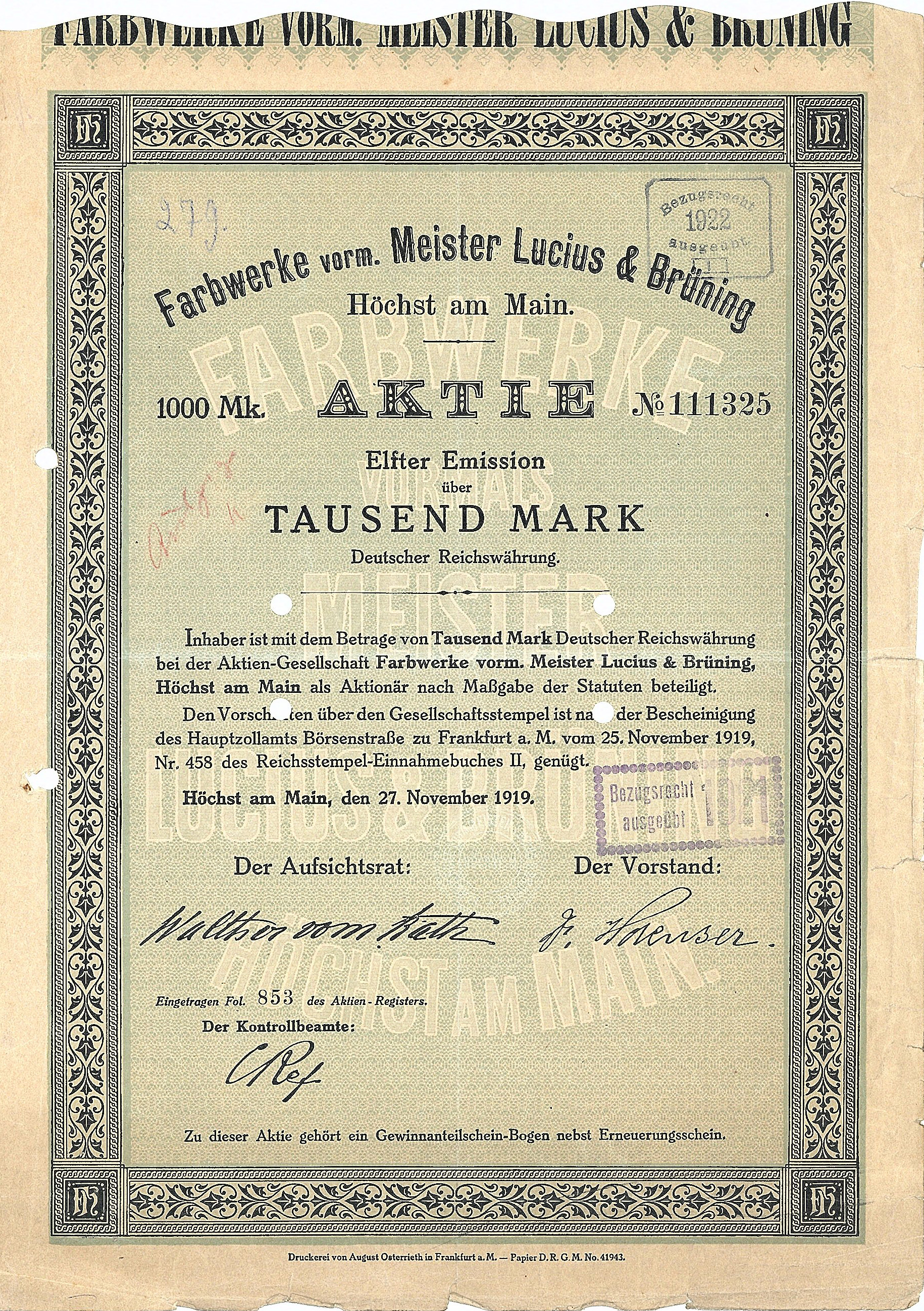
Aktie der Farbwerke vorm. Meister Lucius & Brüning über 1000 Mark, ausgegeben am 27. November 1919 in Höchst am Main, mit Unterschrift von Walther vom Rath als Aufsichtsratsvorsitzender und von Geh. Regierungsrat Dr. Dr. Ing. h.c. Adolf Haeuser als Vorstandsvorsitzender

Der Erste Weltkrieg bedeutete für das exportorientierte Unternehmen eine Zäsur, welche die Unternehmensentwicklung für die folgenden dreißig Jahre beeinflusste. Die Auslandsorganisation, Patente und Warenzeichen wurden enteignet, große Teile des Weltmarktes gingen für immer verloren, da die Kriegsgegner eigene Industrien aufbauten. 3237 der 9200 Mitarbeiter des Werkes Höchst wurden 1914 einberufen, 547 von ihnen fielen im Krieg. Die Entwicklung im Stammwerk wurde durch die Umstellung auf Kriegsproduktion geprägt. An die Stelle von Farbstoffen und Arzneimitteln traten Ammoniak, Salpetersäure und Ammoniumnitrat. Weil so viele Arbeiter zum Kriegsdienst eingezogen worden waren, mangelte es an Fachkräften. Die Rohstoffversorgung litt unter der britischen Seeblockade. Trotzdem schaffte es das erste deutsche Handels-U-Boot Deutschland bis 1916, die USA zweimal mit Produkten der Hoechst AG (u. a. Alizarin und Salvarsan) zu versorgen.
| Jahr | Mitarbeiter |
| ---- | ----------- |
| 1914 | 9.200       |
| 1915 | 6.000       |
| 1917 | 15.000      |
| 1919 | 10.000      |
| 1922 | 14.600      |
| 1929 | 11.000      |
| 1933 | 8.000       |
| 1944 | 11.784      |

1916 war Hoechst Gründungsmitglied der Interessengemeinschaft der deutschen Teerfarbenfabriken, einem Kartell, das die Rohstoffversorgung, Produktionssteuerung und Absatzstrategien der beteiligten Unternehmen unter den Bedingungen der Kriegswirtschaft aufeinander abstimmen sollte. Im auf 50 Jahre abgeschlossenen Vertrag hatte Generaldirektor Adolf Haeuser durchgesetzt, dass Hoechst zusammen mit Kalle denselben Anteil am Gewinn erhielt wie BASF und Bayer, obwohl Hoechst in den letzten Friedensjahren im Wachstum zurückgeblieben war und dem technischen Vorsprung der BASF in der Hochdrucksynthese und der modernen Infrastruktur des Bayerwerkes Leverkusen nichts entgegenzusetzen hatte. Die Unternehmen der Interessengemeinschaft blieben im Übrigen selbständig.
Das Kriegsende und der Versailler Vertrag brachten den Farbwerken neue Belastungen: Das Werk wurde von französischen Truppen 1918 besetzt, Kohle- und Rohstoffmangel, Zwangsabführungen sowie Devisenknappheit behinderten die Neuausrichtung und den Wiedereinstieg in den Weltmarkt. Anstelle der Kriegsproduktion von Sprengstoffen, die zuletzt 70 % des Umsatzes ausgemacht hatten, stellte man nun Arzneimittel, Düngemittel und Pflanzenschutzmittel als Reparationsleistung her.
Die traditionellen Hoechster Schmerzmittel Antipyrin und Pyramidon wurden 1922 durch Novalgin ergänzt, und 1923 produzierten die Farbwerke als erstes deutsches Unternehmen Insulin in Lizenz.

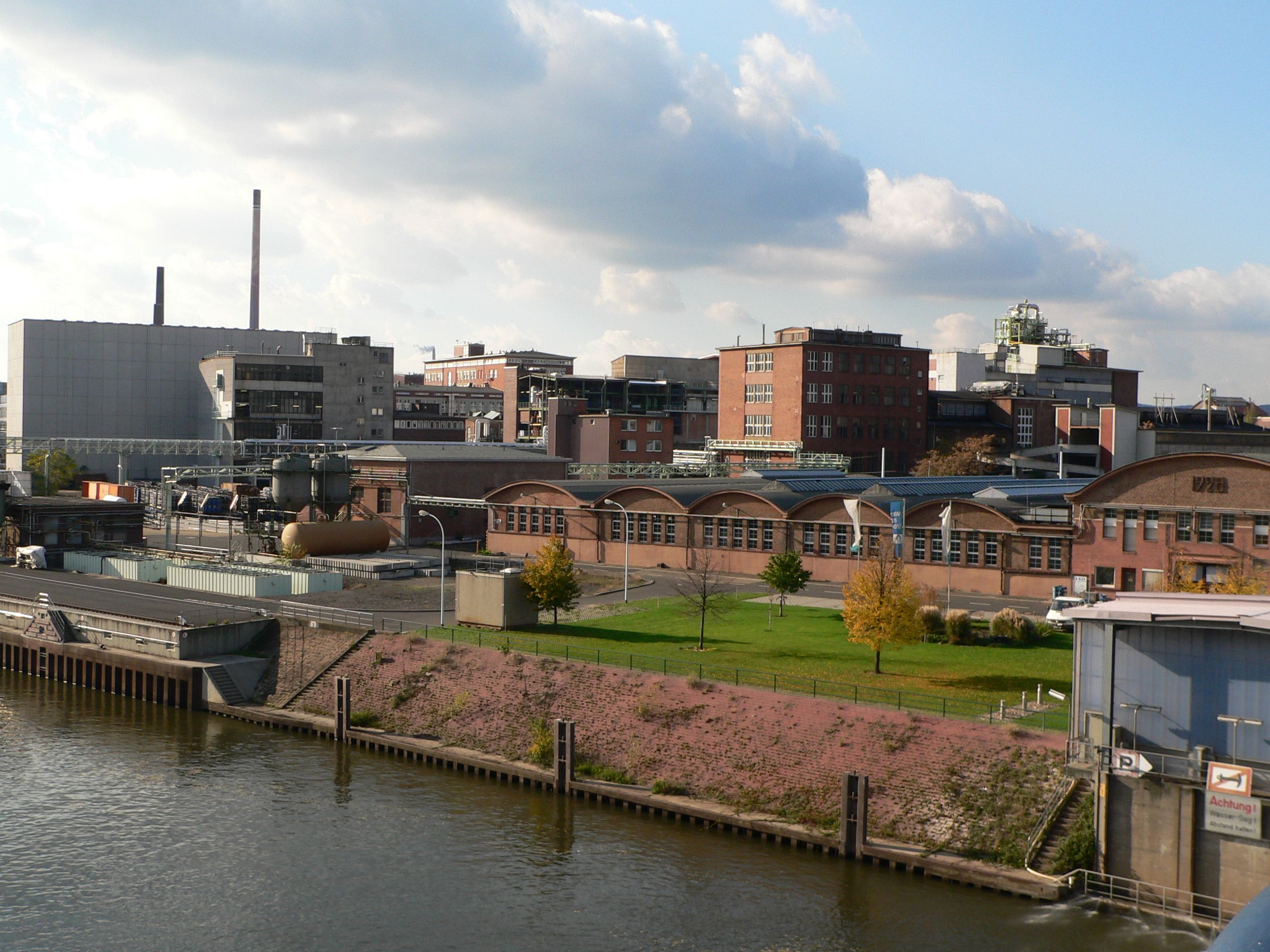
Werksgebäude aus den 1920er Jahren (Vordergrund)

Von 1920 bis 1924 baute Peter Behrens das Technische Verwaltungsgebäude, das heute als einer der bedeutendsten expressionistischen Industriebauten Deutschlands gilt. Während der Bauzeit führte die zunehmende Inflation in Deutschland zu Arbeitskämpfen über Lohn- und Arbeitszeitfragen. Im Sommer 1920 sowie im Herbst 1921 kam es deswegen zu Demonstrationen und Unruhen im Werk. Auf dem Höhepunkt der Inflation im November 1923 verdiente ein Arbeiter 10 Milliarden Mark in der Stunde; das Mittagessen in der Werksküche kostete 4,5 Milliarden Mark. Für das Geschäftsjahr 1923 konnte weder der Umsatz noch der Gewinn festgestellt und keine Dividende gezahlt werden.
1925 schlossen sich die Farbwerke der Fusion zur I.G. Farbenindustrie AG an. Aufgrund Haeusers geschickter Verhandlungsführung brachten die Farbwerke mit 27,4 Prozent den gleichen Anteil am Grundkapital der I.G. wie Bayer und BASF ein, der Rest stammte von den drei kleineren Gesellschaftern AGFA, Griesheim-Elektron und Weiler-ter Meer. Die I.G. Farben konzentrierte ihre Investitionen in neue Produkte, wie Buna, Fischer-Tropsch-Synthese und Kunstfasern, auf die neuen mitteldeutschen Werke, wo mit der Braunkohle eine günstige Rohstoffbasis verfügbar war. Das traditionelle Stammwerk der Farbwerke Höchst geriet dadurch etwas ins Abseits, der Umsatz stagnierte und die Beschäftigtenzahl ging zurück. Das Werk bildete zusammen mit den Werken Fechenheim, Griesheim, Offenbach und den Behringwerken in Marburg die Betriebsgemeinschaft Mittelrhein, später Maingau. Neuer Werksleiter wurde Paul Duden, der dafür in den Vorstand der I.G. Farben aufrückte.
1930 endete die französische Zwangsverwaltung und die Folgen der Weltwirtschaftskrise erfassten die Farbwerke. Große Teile der Farbstoffproduktion wurden in den folgenden Jahren an andere Standorte verlagert, dafür entstanden neue Anlagen für die Herstellung von Lösungsmitteln und Polymeren. Der Personalabbau im Stammwerk Höchst vollzog sich teilweise durch Frühpensionierung, aber auch über Entlassungen. Um die sozialen Folgen abzumildern, sammelte eine seit 1931 bestehende Notgemeinschaft der Werksangehörigen der I.G. Farbenindustrie AG Werk Hoechst Spenden, um damit Unterstützungszahlungen an Bedürftige zu leisten. Im Frühjahr 1931 führte die Werksleitung Kurzarbeit ein. Die wöchentliche Arbeitszeit wurde auf 40 Stunden gesenkt. Erst Ende 1936 wurde wieder die Normalarbeitszeit von 48 Wochenstunden eingeführt.
Mit der nationalsozialistischen Machtergreifung 1933 begann auch die Gleichschaltung der I.G. Farben, die auf wenig Widerstand im Unternehmen stieß. Der seit 1. Januar 1933 amtierende Werksleiter Ludwig Hermann entwickelte sich zum begeisterten Anhänger Hitlers. Zum 1. August 1935 durfte er, trotz der damals bestehenden Aufnahmesperre, mit Sondererlaubnis des Gauleiters in die NSDAP eintreten. Zwischen 1933 und 1938 mussten alle jüdischen Mitarbeiter das Unternehmen verlassen. Auch die jüdischen Aufsichtsratsmitglieder, darunter Carl von Weinberg und die Frankfurter Ehrenbürger Leo Gans und Arthur von Weinberg, wurden aus ihren Ämtern vertrieben.
Mit dem Vierjahresplan von 1936 begann die Vorbereitung auf die erneute Kriegführung unter den Bedingungen der Autarkie von kriegswichtigen Rohstoffen. Mit Beginn des Zweiten Weltkrieges 1939 wurden wiederum zahlreiche Mitarbeiter der Stammbelegschaft zum Kriegsdienst eingezogen und später durch Kriegsgefangene, Fremd- und Zwangsarbeiter ersetzt. Im Oktober 1944 zählt die Belegschaft des Werkes Höchst 11.784 Personen, davon 3021 Zwangsarbeiter (2302 Männer und 719 Frauen) und 142 Strafgefangene. Insgesamt wurden während des Krieges rund 8500 Menschen aus fast allen besetzten Ländern Europas zur Zwangsarbeit im Werk Höchst gepresst, wo sie in einem eigenen Lager unter harten Bedingungen bei meist unzureichender Ernährung lebten.
Die Kriegsereignisse zogen das Werk kaum in Mitleidenschaft, obwohl die Stadt Frankfurt vor allem ab Herbst 1943 regelmäßig zum Ziel der alliierten Luftangriffe auf Frankfurt am Main wurde. Nur am 29. Juni 1940 schlugen bei einem Luftangriff einige Sprengbomben auf dem Gelände ein, von denen eine den Behrensbau traf. Ansonsten blieb Höchst wie auch die BASF von Luftangriffen verschont.
1937 war den Chemikern Otto Eisleb und Otto Schaumann die Synthese des Pethidin gelungen, eines Opioids, das 1939 unter dem Markennamen Dolantin eingeführt wurde. Während des Krieges wurde es in großen Mengen als Morphinersatz für die Wehrmacht hergestellt. Das 1939 von Max Bockmühl und Gustav Ehrhart in Höchst synthetisierte Methadon (2-Dimethylamino-4,4-diphenylheptanon-(5)) kam während des Krieges nicht mehr über das Stadium einer klinischen Erprobung hinaus.
1943 lieferte das Werk Höchst Präparate für Pharmaversuche der SS im Konzentrationslager Buchenwald, bei denen Häftlinge vorsätzlich mit Fleckfieber infiziert wurden. Zahlreiche Versuchspersonen starben bei diesen Versuchen. Werksleiter Carl Lautenschläger hatte die klinischen Versuche zunächst gefordert, um die in Höchst entwickelten Wirkstoffe Akridin-Granulat und Rutenol erproben zu können, ließ die Lieferungen aber einstellen, nachdem er aus den Berichten schließen konnte, dass die Versuche gegen Gesetze und medizinische Standesregeln verstießen.
1942 begannen Versuche zur Herstellung von Penicillin. Sie verliefen erfolgreich, eine daraufhin geplante Produktionsanlage konnte jedoch vor Kriegsende nicht mehr in Betrieb gehen. Im Januar 1945 kam die Produktion wegen Mangels an Kohle teilweise zum Erliegen. Am 27. März 1945 wurde die Produktion vollends eingestellt.

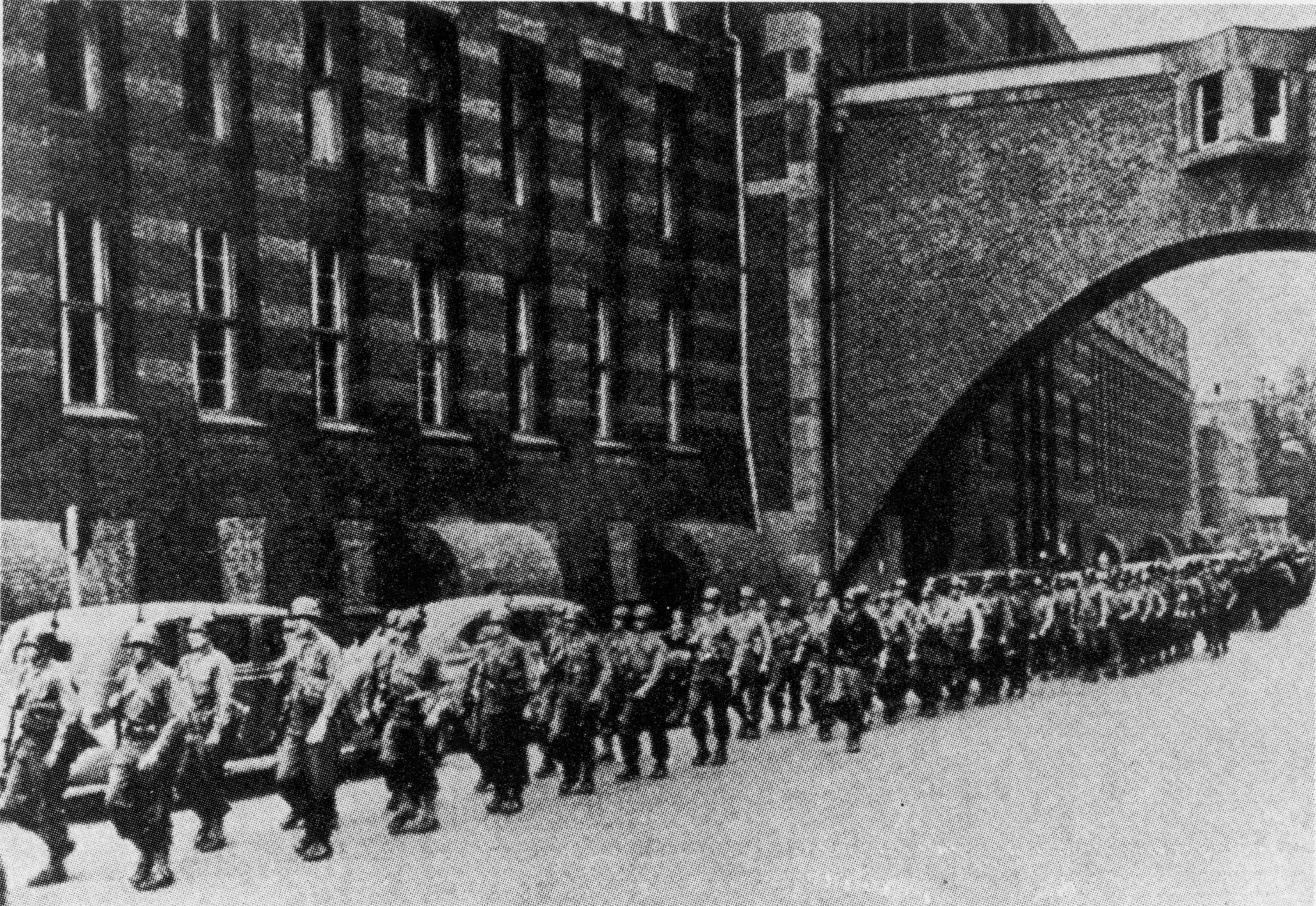
Kampflose Einnahme des Werks Höchst am 28. März 1945

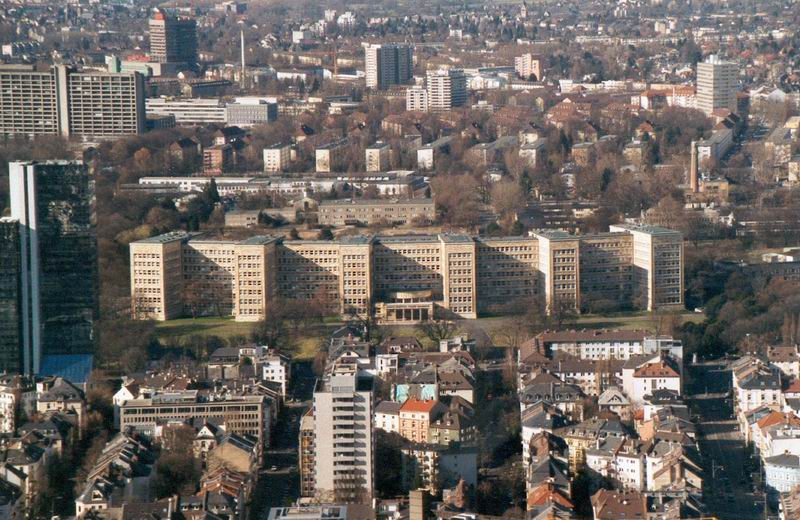
I. G.-Farben-Haus: Ab 1945 Sitz der amerikanischen Militärverwaltung, seit 2001 Teil der Goethe-Universität.

Am 28. März 1945 besetzten amerikanische Truppen, von Westen und Oppenheim kommend, das menschenleere und unzerstörte Werksgelände und requirierten sofort das I.G.-Farben-Haus, das Kasino und die werksärztliche Abteilung. Bereits kurz nach der Besetzung des Werkes Höchst liefen die ersten Betriebe wieder an, vor allem die für Diabetiker lebensnotwendige Insulinproduktion. Aus Mangel an Kohle mussten manche Produktionsbetriebe in den ersten Nachkriegswintern jedoch immer wieder geschlossen werden, zum Teil wurden sie für die Herstellung von Alltagsprodukten wie Bohnerwachs oder Puddingpulver zweckentfremdet.
Am 5. Juli 1945 verfügte die Militärregierung in ihrer Anordnung Nr. 2 zum Gesetz Nr. 32 die Beschlagnahme des gesamten I.G.-Farben-Vermögens. Die Werke wurden unter alliierte Militärverwaltung gestellt. Bis April 1946 wurden etwa 380 Führungskräfte, die Mitglieder der NSDAP und ihrer Organisationen gewesen waren, entlassen, darunter Werksleiter Lautenschläger, sein Stellvertreter Chefingenieur Jähne und der spätere Vorstandsvorsitzende von Hoechst, Karl Winnacker. Lautenschläger und Jähne kamen 1947 im I.G.-Farben-Prozess zusammen mit 21 weiteren leitenden Angestellten der I.G. Farben vor das Nürnberger Kriegsverbrechergericht. Das Gericht sprach am 30. Juli 1948 Lautenschläger wegen Mangels an Beweisen frei, Jähne wurde wegen Plünderung und Raub zu einem Jahr und sechs Monaten Haft verurteilt.
Nach der Beschlagnahme planten die amerikanischen Behörden zunächst, das Werk Höchst in etwa fünf unabhängige Unternehmen zu zerlegen, eine Pharma-, eine Farbstoff-, eine organische und anorganische Chemikalien-, eine Pflanzenschutzmittel- sowie eine Düngemittelfabrikation. Es erwies sich jedoch als technisch unmöglich, die in siebzig Jahren gewachsene Infrastruktur und den Produktionsverbund des Werkes zu entflechten. Daher gab man diese Pläne im Frühjahr 1947 auf, ebenso wie die geplante Demontage der I.G.-Farben-Werke Offenbach und Griesheim. Ab August 1947 firmierte das Werk Höchst als Farbwerke Hoechst US Administration. Der Umsatz erreichte 77 Millionen Reichsmark, davon jeweils 24 Millionen mit Arzneimitteln und Chemikalien, 17 Millionen mit Farbstoffen, 6 Millionen mit Düngemitteln und 5 Millionen mit Pflanzenschutzmitteln. Der Auslandsumsatz betrug 200.000 Reichsmark, exportiert wurden Farbstoffe und Chemikalien in fünf Nachbarländer.

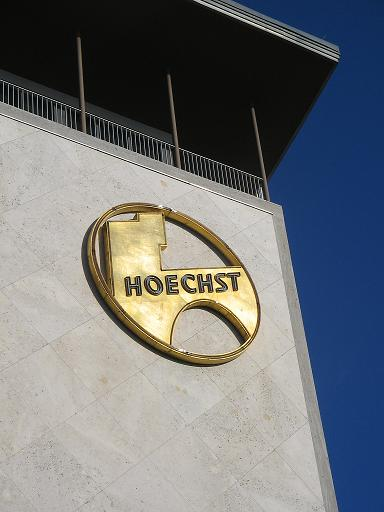
Firmenemblem Turm und Brücke am Hoechst-Haus in Berlin

Ebenfalls 1947 entstand die erste Fassung des später weltweit bekannten Firmenlogos Turm und Brücke, des von Peter Behrens entworfenen Technischen Verwaltungsgebäudes.
Durch die Währungsreform am 21. Juni 1948 und die schrittweise Aufhebung der Zwangsbewirtschaftung begann das später so genannte Wirtschaftswunder. Bereits kurz nach der Währungsreform begann der gemeinnützige Bau von Werkswohnungen, um die durch Kriegszerstörungen und die Aufnahme von Flüchtlingen entstandene Wohnungsnot zu lindern.
1949 genehmigte die amerikanische Kontrollbehörde die Einrichtung einer ersten Auslandsniederlassung in der Schweiz.
1950 ging die Penicillin-Produktion im Werk Höchst in Betrieb, deren Kapazität für die Versorgung des gesamten deutschen Marktes ausreichte. An der Einweihung nahmen neben dem amerikanischen Hochkommissar John Jay McCloy der Frankfurter Oberbürgermeister Walter Kolb sowie Vertreter der Hessischen Landesregierung und der Bundesregierung teil. Das Unternehmen firmierte nun als Farbwerke Hoechst vormals Meister Lucius & Brüning US Administration. Der Umsatz in Höchst wuchs von 163 Millionen DM (1949) auf 253 Millionen (1950).
Das Gesetz Nr. 35 der Alliierten Hohen Kommission schuf die Voraussetzung für die Entflechtung der I.G. Farben, das heißt für die Gründung von Nachfolgegesellschaften. Dabei orientierte man sich im Wesentlichen an den Besatzungszonen. Die am 7. Dezember 1951 gegründete Farbwerke Hoechst Aktiengesellschaft vormals Meister Lucius & Brüning umfasste schließlich den größten Teil der in der amerikanischen Zone gelegenen Werke der I.G. Farben; neben dem Werk Höchst waren dies die Werke Griesheim, Offenbach, Gersthofen und Gendorf sowie als Tochtergesellschaften die Knapsack-Griesheim AG, das Werk Bobingen (wo 1950 die Produktion der Chemiefaser Perlon aufgenommen worden war), die Behringwerke in Marburg, die Kalle AG in Wiesbaden und Anteile an der Wacker Chemie und der Sigri (die heutige SGL Carbon).

### 1952 bis 1974
Am 1. Januar 1952 trat die I.G. Farben in Liquidation und nannte sich von da an I.G. Farbenindustrie AG i.L. Ihre einzige Aufgabe war es, alte Ansprüche zu verwalten und die rechtlichen Folgen der während der Zeit des Nationalsozialismus begangenen Verbrechen zu übernehmen, während sich ihre Nachfolgegesellschaften frei entwickeln sollten. Um die Entschädigung der Zwangsarbeiter in der Zeit des Nationalsozialismus wurde von 1950 bis 1953 vor dem Landgericht Frankfurt am Main ein Musterprozess geführt (Norbert Wollheim gegen IG Farbenindustrie AG i.L.). Der Prozess endete in zweiter Instanz vor dem Oberlandesgericht Frankfurt am Main 1958 durch einen globalen Vergleich, der die Zahlung von insgesamt 30 Millionen DM durch die I.G. Farbenindustrie an mehrere tausend ehemalige Zwangsarbeiter vorsah.
Im ersten Geschäftsjahr 1952 beschäftigten die Farbwerke 15.000 Menschen in der Muttergesellschaft und fast 27.000 im Konzern. Der Umsatz betrug etwa 750 Millionen DM, wovon etwa 20 Prozent im Export erzielt wurden. Bereits 1952 erwarb Hoechst den Dortmunder Chemieanlagenbauer Uhde. Das Grundkapital von anfangs nur 100.000 DM war am 27. März 1953 in einer außerordentlichen Hauptversammlung rückwirkend zum 1. Januar 1952 auf 285,7 Millionen festgelegt worden. Dies entsprach der Bewertung der aus der I.G. Farben eingebrachten Sachanlagen im Einbringungsvertrag vom 26. März 1953. Auf das Eigenkapital zahlte man im ersten Geschäftsjahr eine Dividende von vier Prozent. Damit waren die Farbwerke Hoechst neben BASF und Bayer der kleinste der drei großen I.G.-Farben-Nachfolger.
Trotz zäher Verhandlungen war es den Farbwerken nicht gelungen, die seit 1904 mit Hoechst verbundenen Cassella-Werke wieder in den Konzern zu integrieren. Die Farbwerke mussten sich mit einer Minderheitsbeteiligung von knapp über 25 Prozent begnügen. Den gleichen Anteil erhielten auch BASF und Bayer.
Erster Vorstandsvorsitzender der Farbwerke Hoechst (1952 bis 1969) wurde Karl Winnacker, Aufsichtsratsvorsitzender Hugo Zinßer. Jeder der 12 Vorstände erhielt anfangs ein Monatsgehalt von 6.000 DM. Alle Investitionen über 5000 Mark mussten zunächst von der Kontrollbehörde genehmigt werden. Erst am 27. März 1953 wurde das Unternehmen endgültig aus der alliierten Kontrolle entlassen. Im gleichen Jahr wurde in Somerville (New Jersey) als erste ausländische Tochtergesellschaft die American Hoechst Co. mit Hilfe deutscher Chemiker gegründet.
1955 bis 1963 hatte Friedrich Jähne den Vorsitz im Aufsichtsrat inne. Er war nach seiner Verurteilung im I.G.-Farben-Prozess bereits Ende 1948 wieder aus der Haft entlassen worden.
1956 kamen Rastinon und Euglucon, die ersten oralen Antidiabetika, auf den Markt. Sie gehörten zu einer neuen Klasse von Wirkstoffen, den Sulfonylharnstoffen, deren Herstellung der Forschungsabteilung von Hoechst gemeinsam mit Boehringer Mannheim gelang. Als Geschenk zur 600-Jahr-Feier der Stadt Höchst errichteten die Farbwerke ein öffentliches Schwimmbad, das Silobad. Ebenfalls 1956 stiftete Hoechst der Universität Frankfurt anlässlich der Gründung des Instituts für Kernphysik den Forschungsreaktor Frankfurt, der 1958 als zweiter Kernreaktor in der Bundesrepublik Deutschland in Betrieb ging.
1957 installierte Hoechst als erstes europäisches Unternehmen eine Computeranlage. Der mit Tausenden von Elektronenröhren ausgestattete Großrechner vom Typ IBM 705 gehörte zur damals leistungsfähigsten Kategorie von Datenverarbeitungsanlagen für kommerzielle und wissenschaftliche Aufgaben. Sein Kernspeicher konnte 20.000 Zeichen speichern und seine Zentraleinheit 400 Multiplikationen pro Sekunde ausführen. Er blieb bis Anfang der 1960er Jahre im Einsatz.
Bis Ende der 1950er Jahre verdreifachte sich der Umsatz auf 2,7 Milliarden Mark, die Zahl der Mitarbeiter im Konzern stieg auf über 50.000. Das Wachstum wurde getrieben von einer Vielzahl neuer Produkte, vor allem Kunstfasern (Trevira) und Kunststoffen. Seit 1954 produzierte Hoechst Polyvinylchlorid, seit 1955 auch Polyethylen unter dem Markennamen Hostalen nach dem Ziegler-Natta-Verfahren. Voraussetzung für die neuen Produktionen war die Umstellung der Rohstoffversorgung von der Kohlechemie auf die Petrochemie. Hatte man früher das benötigte Acetylen aus Karbid gewonnen, für dessen Herstellung viel elektrische Energie benötigt wurde, so baute man 1955 in Höchst eine Spaltanlage für schweres Rohöl, den sogenannten Koker. Die Anlage konnte etwa 20.000 Tonnen Ethylen pro Jahr liefern, daneben Methan, Ethan und Propylen. Mit seiner 100 Meter hohen Kolonne und einer stets brennenden Fackel an der Spitze bildete er etwa 20 Jahre lang ein Wahrzeichen des Werkes Höchst. In einer weiteren Anlage, der Hochtemperaturpyrolyse, konnte man aus Leichtbenzin neben Ethylen auch Acetylen gewinnen. Damit besaßen die Farbwerke eine Rohstoffbasis, aus der sich neben den Kunststoffen auch Acetaldehyd, Essigsäure, Vinylacetat und Mowiol sowie daraus abgeleitete Produkte wie das Konservierungsmittel Sorbinsäure herstellen ließen.

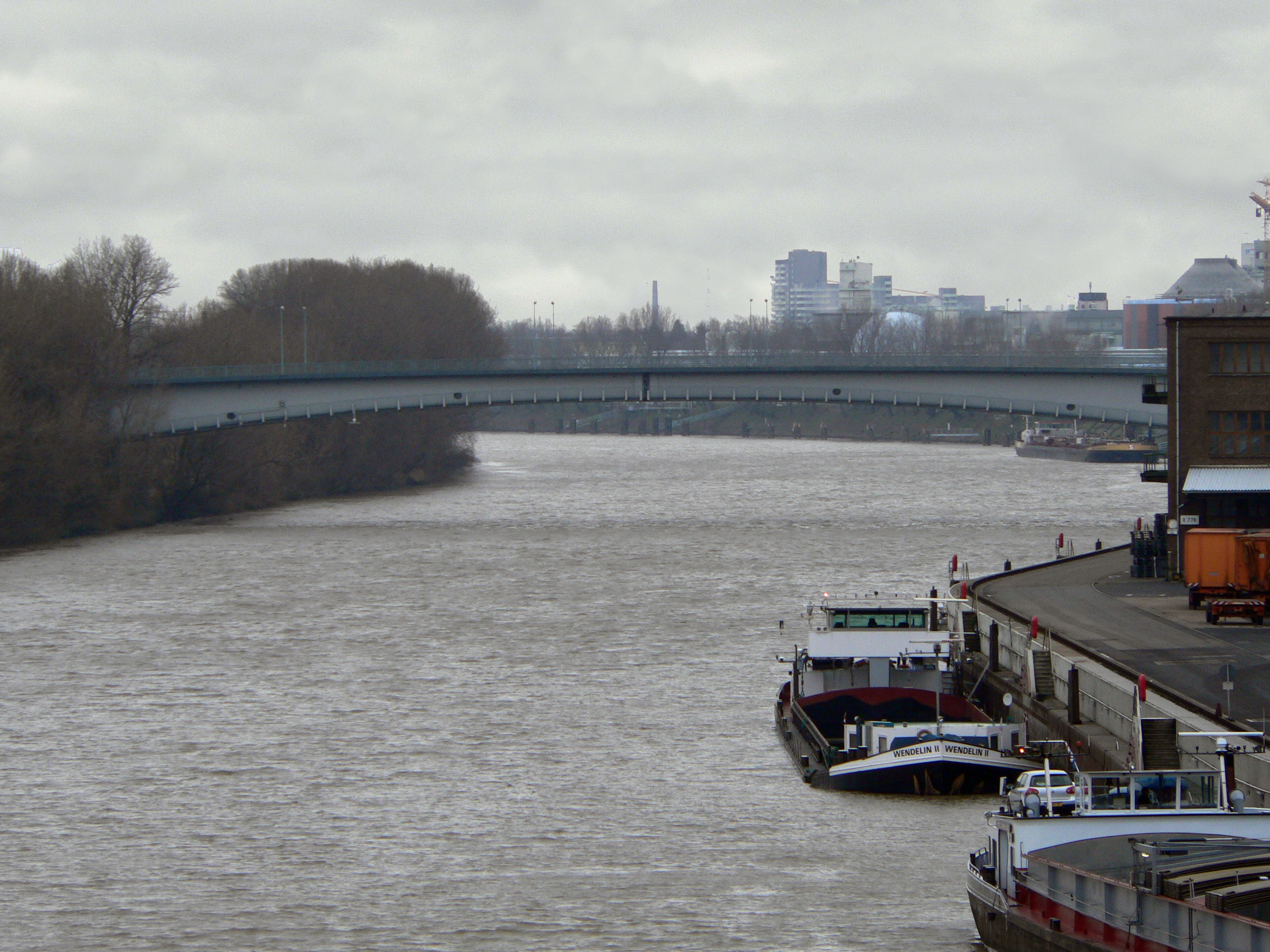
Werksbrücke Mitte

Da das Werk Höchst inzwischen seine Kapazitätsgrenzen erreicht hatte und es nur südlich des Mains noch freie Flächen für eine Erweiterung gab, wurde 1960 die Werksbrücke Mitte gebaut. Ein Wasserwerk und das im September 1960 eingeweihte Hauptlabor waren die ersten Gebäude im neuen Südwerk, das rasch wuchs und seitdem einen großen Teil der Investitionen aufnahm.
1961 nahmen eine neue Produktionsstätte im wenige Kilometer von Höchst entfernten Kelsterbach den Betrieb auf. Am neuen Standort, der von der benachbarten Caltex-Raffinerie in Raunheim mit Vorprodukten versorgt wurde, produzierten die Farbwerke Höchst sowie die Ticona, ein Gemeinschaftsunternehmen von Hoechst und Celanese, unter dem Markennamen Hostaform hauptsächlich Kunststoffe für technische Anwendungsgebiete.

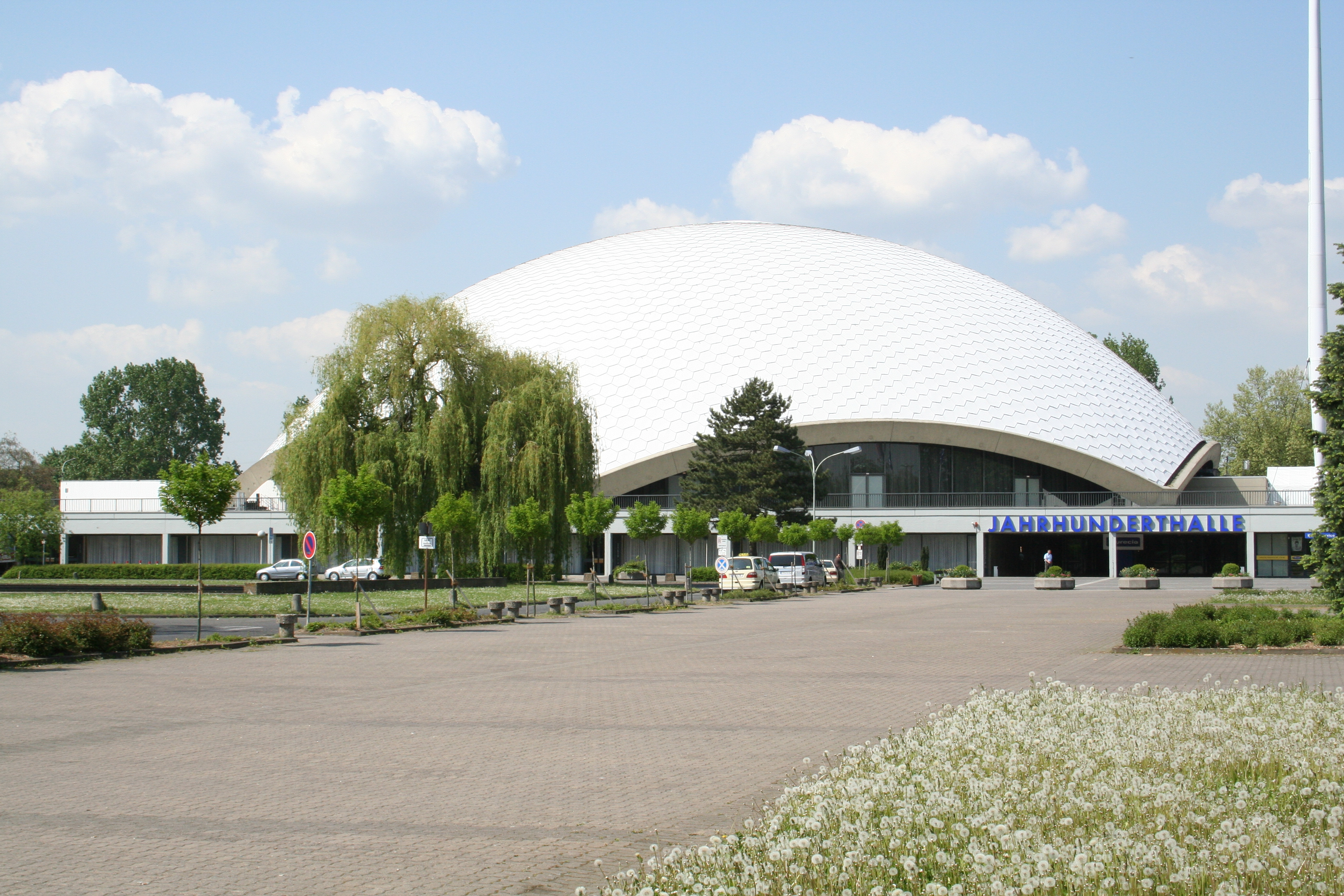
Die Jahrhunderthalle

Zum hundertjährigen Jubiläum 1963 ließen die Farbwerke Hoechst die Jahrhunderthalle errichten. Im Jubiläumsjahr beschäftigten die Farbwerke Hoechst AG 63.000 Mitarbeiter, darunter 8.000 im Ausland, und erwirtschaften einen Jahresumsatz von 3,5 Milliarden DM, davon 41 Prozent in über 70 Ländern außerhalb Deutschlands. 230.000 Aktionäre, darunter etwa 20.000 Belegschaftsaktionäre, teilten sich das Grundkapital von 770 Millionen DM. Die Dividende war auf 18 Prozent gestiegen, doch lag die Eigenkapitalbasis und die Rentabilität deutlich unter der vergleichbarer amerikanischer Unternehmen.
1964 übernahm Hoechst die Kapitalmehrheit der Chemischen Werke Albert in Mainz-Amöneburg, wo neben Arzneimitteln hauptsächlich Kunstharze hergestellt wurden. Im Werk Gendorf begann die Produktion von Hostaflon. Das erstmals ausgebrachte Diuretikum Lasix wurde für viele Jahre einer der Hauptumsatzträger des Pharmabereiches von Hoechst.
1965 investierte Hoechst zum ersten Mal in größerem Umfang in Umweltschutzanlagen. Im Stammwerk ging die erste Stufe der biologischen Abwasserreinigung in Betrieb, damals die erste biologische Kläranlage für industrielle Abwässer in Europa. Die Auslandsorganisation von Hoechst, die sich mittlerweile auf etwa 120 Staaten erstreckte, wurde in zahlreiche Landesgesellschaften gegliedert, welche die Aktivitäten aller Sparten im jeweiligen Land bündelten. Im selben Jahr wurde der Konzern Anteilseigner der Höchster Porzellanmanufaktur, die Beteiligung endete mit der Umstrukturierung des Unternehmens im Jahr 2001.
Mit der Inbetriebnahme der Faserwerke in Bad Hersfeld und Spartanburg (South Carolina), dem Werk Vlissingen für die Herstellung von Phosphor-Produkten sowie der Übernahme der Mehrheit an Spinnstoffabrik Zehlendorf AG in Berlin wuchs der Konzern 1966 weiter. 1967 übernahm Hoechst die Süddeutsche Zellwolle AG in Kelheim und die Reichhold Chemie AG in Hamburg. Im selben Jahr ging die neue Pharma-Fertigung H600 im Stammwerk in Betrieb, eines der größten Fabrikgebäude Europas. Erstmals wurde mehr als die Hälfte der Umsatzerlöse von damals 6,6 Milliarden DM im Ausland erzielt. Die wöchentliche Arbeitszeit war inzwischen auf 41,25 Stunden gesunken. Neue Elemente der betrieblichen Sozialpolitik, wie eine erfolgsabhängige Jahresprämie und die Finanzierung von Eigenheimen, ergänzten die traditionellen Instrumente, z. B. den Bau von Werkswohnungen oder die nach Dienstalter gezahlte Treueprämie. Die Gehaltszahlung erfolgte ab 1969 auch für die Arbeiter nicht mehr per Lohntüte, sondern bargeldlos und monatlich.
1968 folgten weitere Übernahmen, darunter die Mehrheitsbeteiligung an dem französischen, auf Hormone spezialisierten Pharmaunternehmen Roussel Uclaf, des Düsseldorfer Kosmetikunternehmens Marbert und der Farbwerke Schröder & Stadelmann in Lahnstein. Der Weltumsatz überschritt 1969 erstmals die Schwelle von 10 Milliarden DM. Rolf Sammet wurde Vorstandsvorsitzender als Nachfolger von Karl Winnacker.
Am 1. Januar 1970 konnten die Farbwerke in einer von der Presse Flurbereinigung genannten Transaktion die Anteile der anderen Farben-Nachfolger an Cassella übernehmen. Im Gegenzug gab Hoechst seine Anteile an den Chemischen Werken Hüls an Bayer ab. Auch zwischen Bayer und BASF kam es zu einem Tausch von Beteiligungen. Damit endeten die letzten Kapitalverflechtungen der Farbennachfolger untereinander.
Zum 1. Januar 1970 trat eine Neuorganisation des Unternehmens in Kraft. Das Unternehmen hatte nunmehr 14 Geschäftsbereiche. Die internen Querschnittsfunktionen wie Beschaffung, Personal und Finanz- und Rechnungswesen wurden als Ressorts bezeichnet, unter denen das Ingenieurwesen das größte war. Die Auslandsvertretungen wurden in Landes- oder Regionengesellschaften gebündelt. Jedes der etwa 14 Mitglieder des Vorstandes war für mehrere Geschäftsbereiche, Ressorts oder Regionen verantwortlich. Diese Organisationsstruktur blieb bis zum Beginn der 1990er Jahre bestehen.

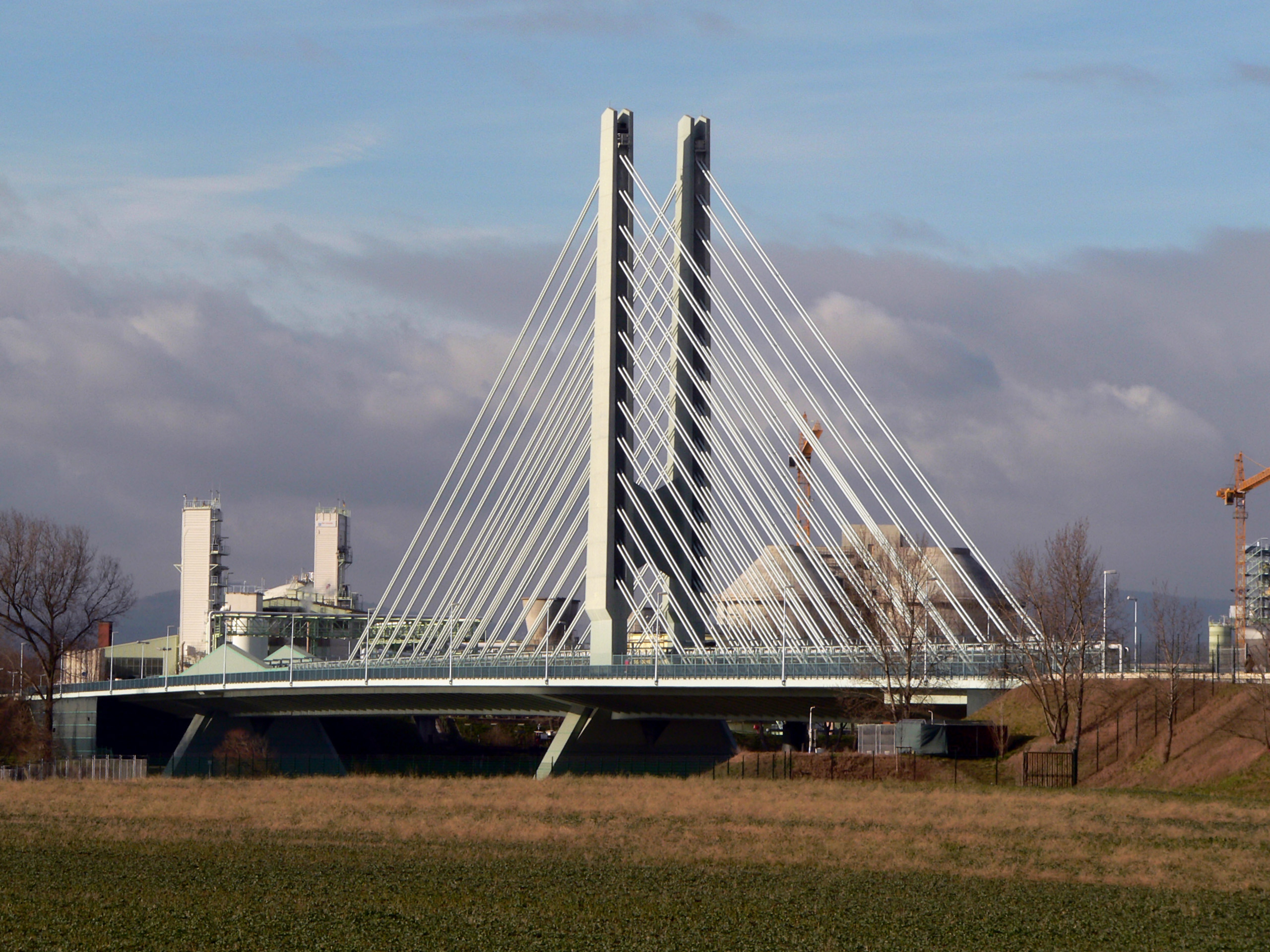
Die zwischen 1970 und 1972 errichtete Werksbrücke West zwischen Sindlingen und Kelsterbach

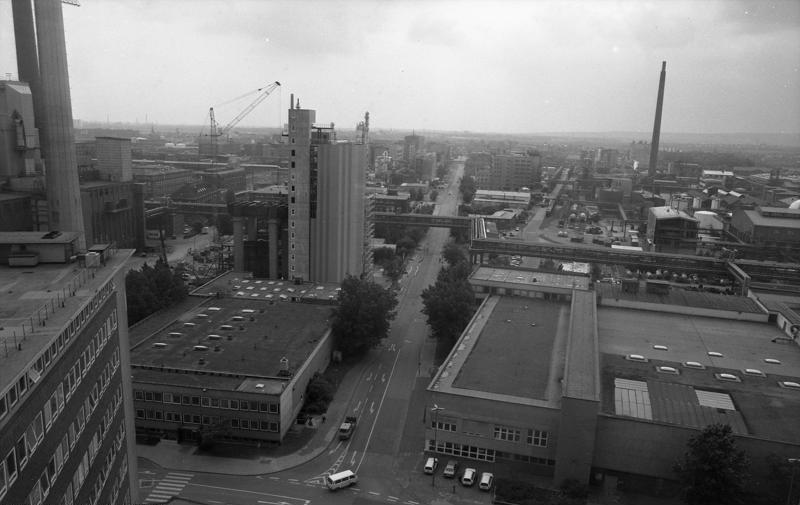
Das Werksgelände 1988

1970 führten die Farbwerke Hoechst die 40-Stunden-Woche ein. Die Dividende erreichte mit 10,- DM je Aktie zu 50 DM Nennwert eine Höhe, die erst 1985 wieder erreicht wurde. Bereits 1971 kam es durch die Freigabe des Wechselkurses von DM in Dollar trotz steigender Umsätze zu einem Gewinnrückgang, so dass die Dividende auf 7,50 DM abgesenkt werden musste. 1972 waren 146.300 Mitarbeiter im Hoechst-Konzern beschäftigt und erzielten einen Jahresumsatz von 13,6 Milliarden DM. Erstmals gehörten dazu die im selben Jahr übernommene Herberts GmbH in Wuppertal, ein Hersteller von Autolacken mit weltweit rund 5000 Mitarbeitern, sowie die Faserwerke Ernst Michalke GmbH & Co. in Langweid am Lech. Das neu auf den Markt gebrachte Trental gegen Durchblutungsstörungen wurde bald zum langjährig umsatzstärksten Medikament des Pharmabereiches.

### 1974 bis 1990
1974 legte das Unternehmen seinen alten Namen Farbwerke Hoechst AG vormals Meister Lucius & Brüning ab und firmierte seitdem als Hoechst Aktiengesellschaft. Im selben Jahr übernahm Hoechst 56 Prozent des französischen Pharmaunternehmens Roussel-Uclaf. Die erste Ölkrise von 1973 brachte aufgrund der Verteuerung von Rohstoffen und der im Folgejahr einsetzenden Konjunkturkrise deutliche Einschnitte und zwang das Unternehmen zu Rationalisierungen. Im zweiten Halbjahr 1974 führte Hoechst erstmals Kurzarbeit für zeitweise rund 5000 Mitarbeiter der Geschäftsbereiche Faser, Farben und Lacke ein. Im selben Jahr brachte die aus der Wiesbadener Kalle hervorgegangene infotec GmbH mit dem Infotec 6000 den ersten digitalen Fernkopierer Europas auf den Markt. Die Technik der Infotec 6000 war die Basis für den heute immer noch gültigen Telefax-Standard G3.
1975 legte Hoechst seine eigenen petrochemischen Anlagen zur Äthylenversorgung still und beteiligte sich mit einem Viertel der Anteile an dem Raffinerieunternehmen UK Wesseling. Für die Rohstoffversorgung der Werke Höchst und Kelsterbach sorgte seitdem eine Pipeline, die von Rotterdam aus den Rhein entlang bis Ludwigshafen führt.
Die verschärfte Rezession des Jahres 1975 sorgte trotz Rationalisierungen und Kurzarbeit für einen Gewinneinbruch, der auch in den Folgejahren kaum aufgeholt wurde. Obwohl der Weltumsatz mittlerweile auf 20,7 Milliarden DM gestiegen war, musste die Dividende von 9 DM im Vorjahr auf 7 DM abgesenkt werden. Die Eigenkapitalrendite des Konzerns betrug nur noch 5,8 Prozent, stieg aber im Folgejahr wieder auf 11,1 Prozent. 1975 beschäftigte der Konzern weltweit 182.470 Mitarbeiter.
Nach einem Anstieg von Gewinn und Dividende 1976 konnten bereits für 1977 wieder nur 6 DM ausgeschüttet werden. Der Konzerngewinn hatte sich bei annähernd konstantem Umsatz auf 304 Millionen DM halbiert. Allein der Faserbereich verzeichnete Verluste von 241 Millionen DM, aber auch Farben und Kunststoffe litten unter der Abschwächung der Weltkonjunktur. Im Faserbereich kam es zu Produktionsstilllegungen, z. B. der Anlagen zur Produktion von Perlon-Fäden bei der Tochtergesellschaft Spinnstoffwerke Zehlendorf in Berlin. 1978 und 1979 erholten sich die Geschäfte, so dass die Dividende für 1979 wieder angehoben werden konnte.

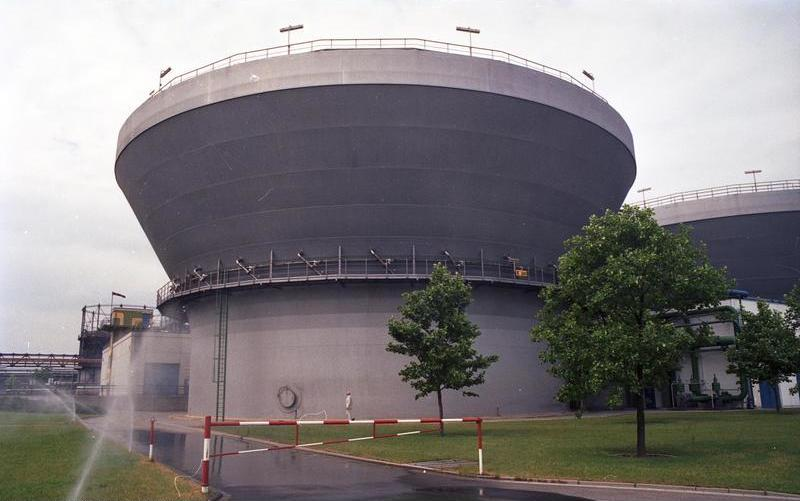
Biohoch-Reaktor zur biologischen Abwasserreinigung im Werk Höchst

Ab 1979 wurden zur biologischen Abwasserreinigung neu entwickelte Biohoch-Reaktoren in verschiedenen deutschen Werken errichtet. Die 15 bis 30 Meter hohen Bauwerke erlaubten eine effektivere Reinigung der Abwässer, bei gleichzeitig geringerem Energie- und Platzbedarf gegenüber den früheren Betonbecken.
Das 1980 eingeführte Claforan, ein parenterales Cephalosporin, wurde zum erfolgreichen Antibiotikum und löste in den 1990er Jahren das Trental als umsatzstärkstes Medikament von Hoechst ab.
Anfang der 1980er Jahre stieg der Umsatz aufgrund der hohen Rohstoffpreise auf über 34 Milliarden DM an. Der Jahresüberschuss sank jedoch ab. Vor allem das Jahr 1982 wurde mit nur noch 317 Millionen Mark zu einem der schwächsten Geschäftsjahre. Die schwache Entwicklung war vor allem auf die Bereiche Kunststoffe und Landwirtschaft zurückzuführen.
1982 übernahm Kuwait eine Beteiligung von knapp 25 Prozent an der Hoechst AG. Bei der französischen Tochtergesellschaft Roussel-Uclaf, die nach dem Willen der linken Koalitionsregierung unter Premierminister Pierre Mauroy verstaatlicht werden sollte, kam es zu einer Einigung auf dem Verhandlungsweg. Hoechst musste seine Beteiligung von 57,9 Prozent nur auf 54,5 Prozent zurücknehmen.
Auf der Hauptversammlung 1983 traten erstmals Vertreter alternativer Gruppen als Opponenten auf. Sie hielten der Verwaltung mangelnde Umweltschutzanstrengungen vor und verlangten, auf die Ausschüttung einer Dividende zu verzichten und den „gesamten Bilanzgewinn für Zwecke des Umweltschutzes“ zu verwenden. Es kam zu Tumulten unter den Aktionären. Die Polizei nahm einen der Opponenten zeitweise in Gewahrsam.
Im selben Jahr teilte das Unternehmen mit, dass der Aufwand für Forschung, Investitionen und Betriebskosten mit 1,2 Milliarden DM einen neuen Höchststand erreicht hatte. Um einen „sozialverträglichen Personalabbau“ einzuleiten, bot Hoechst älteren Arbeitnehmern ab 58 Jahren erstmals die Frühpensionierung an.
1984 trennte sich Hoechst von der Beteiligung an UK Wesseling und übernahm alle Anteile der Ruhrchemie in Oberhausen. Im Stammwerk wurde nach sechzig Jahren die Düngemittelproduktion aus Ammoniak und Salpetersäure stillgelegt. Bis dahin hatte die gelbe Rauchfahne der Salpetersäurefabrik ein Wahrzeichen des Werkes Höchst gebildet.
Ebenfalls 1984 wurde ein Antrag für den Bau einer Anlage zur Produktion von Humaninsulin nach einem biotechnischen Verfahren aus gentechnisch veränderten Coli-Bakterien im Werk Höchst gestellt. Die Fertigstellung und Genehmigung der Anlage verzögerte sich wegen der unklaren Gesetzeslage und des Widerstandes der ab 1985 amtierenden rot-grünen Landesregierung. Erst nachdem 1990 das Verwaltungsgericht Frankfurt anhängige Klagen zurückgewiesen hatte, konnte die Anlage 1998 in Betrieb genommen werden. Diese mit 300 Mio. DM sehr kostenträchtige Verzögerung hatte zur Folge, dass von der Konzernleitung für ähnliche Projekte fortan andere Standorte favorisiert wurden.
Die bisher den Angestellten vorbehaltene Pensionskasse wurde 1984 auch für die Arbeiter geöffnet. 80 Prozent nutzen das neue Angebot.
1985 trat Wolfgang Hilger die Nachfolge des seit 1969 amtierenden Vorstandsvorsitzenden Rolf Sammet an. 1986 musste Hoechst das 1976 eingeführte Antidepressivum Alival wegen Verdacht auf schwere Nebenwirkungen aus dem Markt nehmen. Nach einem Brandunglück am 1. November 1986 im Chemiewerk Schweizerhalle bei Basel, bei dem austretendes Löschwasser in den Rhein geriet und ein schweres Fischsterben auslöste, geriet die chemische Industrie in die Kritik der Öffentlichkeit. Hoechst reagierte darauf mit der Veröffentlichung von Leitlinien für Umweltschutz und Sicherheit für die Unternehmensziele.
Anfang 1987 übernahm Hoechst für über 5 Milliarden DM das US-amerikanische Chemieunternehmen Celanese Corporation und verschmolz es mit der Landesgesellschaft American Hoechst zur Hoechst Celanese Corporation. Es handelte sich zum damaligen Zeitpunkt um die größte Auslandsinvestition eines deutschen Unternehmens. Der damals für USA verantwortliche Jürgen Dormann charakterisierte dies mit den Worten „Der Vorstoß in eine neue Dimension, quantitativ und qualitativ.“ Nach der Übernahme erreichte der US-Markt mit 25 Prozent des Konzernumsatzes von 37 Milliarden DM die gleiche Größenordnung wie der deutsche Markt. Mit der Übernahme erreichte Hoechst vor allem bei technischen Fasern und organischen Chemikalien eine stärkere Marktposition. Die Microfasern Trevira Finesse und Trevira Micronesse wurden in der Textilindustrie eingeführt, zunächst vor allem für Sportbekleidung. Der 1967 zufällig entdeckte Süßstoff Acesulfam (Sunett) erhielt nach Abschluss der toxikologischen Prüfungen in vielen Ländern seine Zulassung.

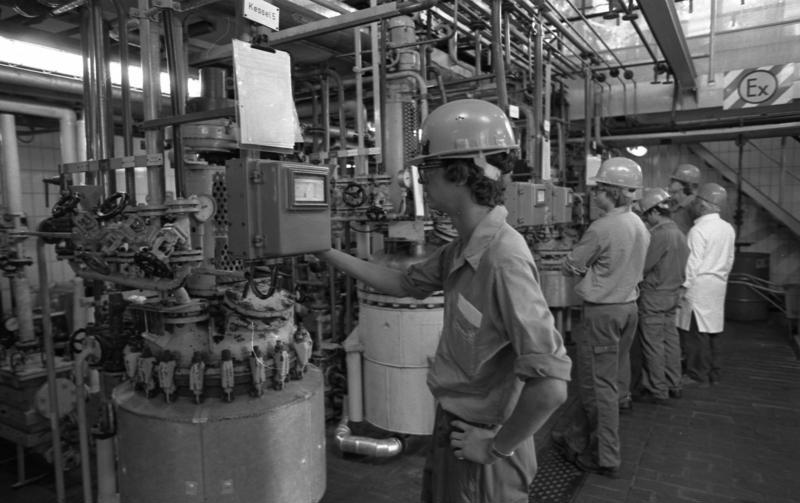
Lehrlingsausbildung bei der Hoechst AG (1982)

Aufgrund des Montreal-Protokolls vom 16. September 1987, das die Verwendung von Fluor-Chlor-Kohlenwasserstoffen einschränkte, die für das 1977 erstmals beobachtete Ozonloch verantwortlich gemacht wurden, bot Hoechst als größter europäischer Hersteller von FCKW die Rücknahme gebrauchter Kältemittel in einem geschlossenen Kreislauf an. Forderungen nach einer Einstellung der Produktion lehnte Hoechst ab. Erst 1990 kündigte das Unternehmen nach einer öffentlichen Kampagne gegen den Vorstandsvorsitzenden Hilger die schrittweise Produktionseinstellung bis 1995 an, fünf Jahre vor dem im Montreal-Protokoll festgelegten Zeitpunkt.
Der 1987 abgeschlossene Entgelttarifvertrag schaffte die unterschiedlichen Lohn- und Gehaltssysteme für Arbeiter und Angestellte ab und schuf ein einheitliches System aus 13 Tarifentgeltstufen. Der zwischen Hoechst und der Gewerkschaft Chemie-Papier-Keramik ausgehandelte Haustarifvertrag ergänzte den Tarifvertrag noch um eigene, über den normalen Tarifentgelten liegende und mit zunehmender Betriebszugehörigkeit ansteigende Entgeltstufen.
Am 17. Januar 1987 wurde Rudolf Cordes, Leiter der Hoechst-Niederlassung in Libanon, Syrien und Jordanien, von einer Hisbollah-Gruppe namens Kämpfer für die Freiheit verschleppt. Die Entführer wollten die Freilassung von Mohammed Ali Hamadi erzwingen, der am 13. Januar 1987 auf dem Flughafen Frankfurt verhaftet worden war. Während der kurz nach Cordes ebenfalls verschleppte Siemens-Mitarbeiter Alfred Schmidt im September 1987 freikam, wurde Cordes erst nach 605 Tagen Geiselhaft am 12. September 1988 freigelassen.
Die Geschäftsjahre 1988, in dem Hoechst sein 125-jähriges Jubiläum feierte, und 1989 werden zu den wirtschaftlich erfolgreichsten Geschäftsjahren in der Geschichte der Hoechst AG. 1989 betrug der Konzernumsatz fast 46 Milliarden DM. Der Gewinn vor Ertragssteuern stieg auf 4146 Millionen DM, zum damaligen Zeitpunkt der höchste je von einem börsennotierten deutschen Unternehmen erzielte Gewinn. Auch die Eigenkapitalrendite erreichte mit 19,1 Prozent (1988) bzw. 17,9 Prozent einen Höchstwert.
Dem am 1. Juli 1988 eingeführten DAX gehörte die Hoechst AG mit einer Gewichtung von 3,03 Prozent an.

## Die Umgestaltung zur strategischen Management-Holding

### 1990 bis 1994
| Jahr | Mitarbeiter | Umsatz weltweit | Umsatz Deutschland |
| ---- | ----------- | --------------- | ------------------ |
| 1989 | 169.295     | 45,898 Mrd. DM  | 10,465 Mrd. DM     |
| 1990 | 172.900     | 44,862 Mrd. DM  |                    |
| 1991 | 179.332     | 47,186 Mrd. DM  | 11,644 Mrd. DM     |
| 1992 | 177.668     | 45,870 Mrd. DM  | 11,354 Mrd. DM     |

1990 beschäftigte der Hoechst-Konzern 172.900 Mitarbeiter bei einem Jahresumsatz von 44,862 Mrd. DM. Der Konsolidierungskreis vergrößerte sich durch die Aufstockung zweier Minderheitsbeteiligungen: Die Anteile an dem Kosmetikhersteller Schwarzkopf wurden von 49 Prozent auf 77 Prozent erhöht, an dem Phosphathersteller BK Ladenburg von 50 Prozent auf 100 Prozent. Das Handelsgeschäft mit Büro- und Fernkopierern der Marke infotec wurde an die niederländische HCS Technology NV verkauft.
Nach dem Rekordjahr 1989 brach das Ergebnis vor Steuern im Folgejahr bei stagnierendem Umsatz um 20 Prozent auf 3,215 Mrd. DM (1990) ein. Mit der Einstellung der Düngemittelproduktion in Oberhausen und der Carbidherstellung in Knapsack wurden zwei traditionelle Produktlinien aufgegeben. In der ehemaligen DDR übernahm die Hoechst-Tochter Messer Griesheim 14 Standorte zur Herstellung und zum Vertrieb von Technischen Gasen.

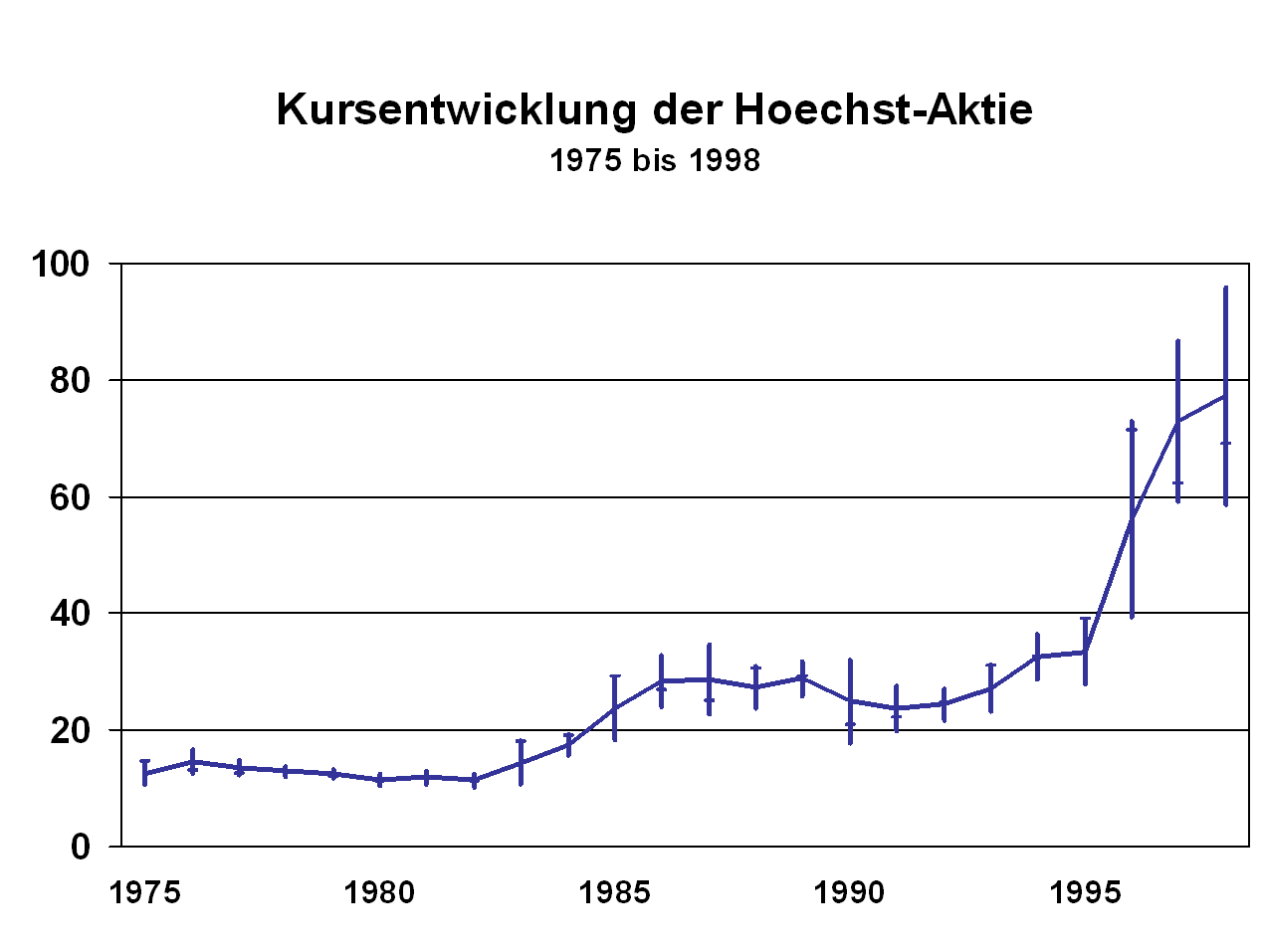
Kursentwicklung der Hoechst-Aktie 1975 bis 1998

Auch in den folgenden Geschäftsjahren ging das Konzernergebnis vor Steuern bei weitgehend konstantem Umsatz von etwa 46 Mrd. DM jährlich um rund 20 Prozent zurück, von 2,562 Mrd. (1991) über 2,108 Mrd. (1992) auf nur noch 1,227 Mrd. DM 1993. Die Dividende der Hoechst-Aktie (50 DM-Nennwert) musste daher von 13 DM (1989) über 12 DM (1991) und 9 DM (1992) auf schließlich 7 DM je Aktie gesenkt werden. Die Eigenkapitalrendite im Konzern sank auf 5,5 Prozent. Dies hatte zur Folge, dass der im internationalen Vergleich ohnehin niedrige Börsenkurs weiter sank. Der gesamte Konzern war an der Börse zeitweise mit weniger als 11 Mrd. DM bewertet, bei einem bilanziellen Eigenkapital von 13,7 Mrd. DM. Damit bestand die theoretische Gefahr einer feindlichen Übernahme, für die es im angelsächsischen Raum schon Beispiele gab. So hatte die britische ICI 1993 auf Druck eines Minderheitsaktionärs ihr Pharma- und Landwirtschaftsgeschäft abgespalten und als eigenständiges Unternehmen (Zeneca PLC) an die Börse gebracht.
Hoechst war allerdings durch seine Aktionärsstruktur – Kuwait und eine von der Hoechster Hausbank kontrollierte Beteiligungsgesellschaft hielten zusammen mehr als ein Drittel der Anteile – und das damalige Verhalten der deutschen Banken, die ihr Depotstimmrecht regelmäßig im Sinne der Verwaltung ausübten, vor einem tatsächlichen Übernahmeversuch geschützt. Um die Kursentwicklung zu verbessern, war das Unternehmen auf das Engagement ausländischer Investoren angewiesen. Im Oktober 1991 wurde die Hoechst-Aktie an der Börse in Tokio eingeführt, und der Vorstand deutete an, dass er auch eine Notierung in New York anstrebte, sobald die damals noch bestehenden Hürden infolge unterschiedlicher Rechnungslegungsvorschriften dies gestatteten.
Die schwache Geschäftsentwicklung war nicht allein auf konjunkturelle und währungskursbedingte Zyklen zurückzuführen, sondern wies auf Struktur- und Innovationsschwächen des Unternehmens hin. Der Pharmabereich, Anfang der 1980er Jahre noch Weltmarktführer, war zehn Jahre später deutlich hinter Konkurrenten wie Merck & Co. und Glaxo zurückgefallen. Vor allem in den wichtigen Pharma-Märkten USA und Japan lag der Marktanteil unter zwei Prozent. Erschwerend kam hinzu, dass eine 1984 beantragte Genehmigung für die von Hoechst entwickelte gentechnische Insulin-Produktion im Werk Höchst sich über mehrere Instanzen bis 1990 hinzog; die Genehmigung erfolgte erst, nachdem der Bundestag das neue Gentechnikgesetz verabschiedet hatte, so dass Hoechst Marktanteile an ausländische Wettbewerber verlor. Die Markteinführung des gentechnisch hergestellten Insulins verzögerte sich aber nicht nur durch die politische und juristische Auseinandersetzung, sondern auch durch Änderungen im Produktionsverfahren.
Anfang 1991 untergliederte Hoechst die bislang 16 Geschäftsbereiche mit ihren rund 25.000 Produkten in ca. 100 ergebnisverantwortliche Business Units, die eigene Strategieoptionen entwickeln sollten. Alle wesentlichen Entscheidungen, z. B. für Investitionen und Portfoliobereinigungen, fielen jedoch weiterhin auf Unternehmensebene. Hierzu zählten Produktionsstilllegungen (z. B. für das Zwischenprodukt Resorcin und eine veraltete Chloralkali-Elektrolyse in Höchst, chloriertes Polyethylen in Gersthofen und Waschmittelphosphate in Knapsack), Ersatzinvestitionen (vornehmlich im Ausland, z. B. für die Produktion von Polyethylen und Polypropylen, wobei veraltete Anlagen in Deutschland aufgegeben wurden) und eine Konzentration der Pharmaforschung auf wenige erfolgversprechende Arbeitsgebiete. Das letzte Amtsjahr des Vorstandsvorsitzenden Wolfgang Hilger war zudem von einem gravierenden Vertrauensverlust in der Öffentlichkeit nach einer Serie von Störfällen überschattet. Innerhalb des Vorstands mit zwölf Mitgliedern entwickelte sich 1993 allmählich eine schwache Mehrheit für eine neue, von Dormann favorisierte Konzernstrategie. Gegner wie Utz-Hellmuth Felcht verließen resigniert den Vorstand.

### 1995 bis 2000
Im April 1994 übernahm Jürgen Dormann den Vorsitz im Vorstand. Alle Vorgänger wie Wolfgang Hilger, Rolf Sammet oder Karl Winnacker hatten über eine klassische chemische Ausbildung verfügt, Dormann dagegen nicht. Unter dem Motto Hoechst Aufbruch 1994 setzte er eine Reihe von Veränderungsprozessen im Unternehmen in Gang, die er bereits bis Ende 1993 eingeleitet hatte. Erstmals veröffentlichte der Konzern ein Renditeziel: 15 Prozent Nettoeigenkapitalrendite im Mittel eines Konjunkturzyklusses, in einzelnen Geschäftsbereichen wurden für 1995 20 Prozent Nettoeigenkapitalrendite als Ziel vorgegeben. Gleichzeitig begann eine Reihe von Struktur- und Portfolioveränderungen, bei denen die Rolle der Hoechst AG als Stammhaus des Konzerns zurückgedrängt wurde. Innerhalb der Hoechst AG wurde die seit 1969 geltende Matrixorganisation aus Geschäftsbereichen, Landesgesellschaften und den Ressorts/Zentralen Abteilungen genannten Stabs- und Zentralfunktionen aufgegeben. Aus Zentralabteilungen wurden bislang künftige Vorstandsmitglieder rekrutiert, sie wurden daher auch treffend „Goldfischteich“ genannt.
| ZDA  | – Zentrale Direktionsabteilung                   |
| ZSV  | – Zentralsekretariat Vorstand                    |
| ZÖA  | – Zentralabteilung Öffentlichkeitsarbeit         |
| I+K  | – Zentralabteilung Information und Kommunikation |
| RE   | – Zentralabteilung Revision                      |
| AVI  | – Abteilung VI (Direktoren)                      |
| AVI  | – Abteilung VI                                   |
| VK   | – Verkaufskoordination                           |
| FRW  | – Finanz- und Rechnungswesen                     |
| RPSV | – Recht, Patente, Steuern, Versicherungen        |
| FO   | – Forschung                                      |
| TW   | – Technische Werksleitung                        |
| PSW  | – Personal- und Sozialwesen / Werksverwaltung    |
| BE   | – Beschaffung                                    |
| IW   | – Ingenieur-Technik                              |
| VK   | – Verkaufskoordination                           |

Das neue Organigramm enthielt statt 16 nur noch sieben Geschäftsbereiche mit 30 statt 120 Geschäftseinheiten, anstelle der Ressorts traten Serviceeinheiten, die ihre internen Dienstleistungen zu marktgerechten Bedingungen anbieten sollten. Bis auf die Werke Höchst, Gendorf, Knapsack und Kalle wurden alle Werke nur einem Geschäftsbereich zugeordnet. Dormann kündigte an, dass Hoechst sich von allen Geschäftsaktivitäten trennen werde, in denen man nicht zu den drei führenden Anbietern in Europa, Asien und Amerika zähle.
Anfang 1995 teilte Hoechst mit, die Tochtergesellschaft Cassella AG auf die Hoechst AG zu verschmelzen und die restlichen außenstehenden Aktionäre abzufinden. Die Cassella-Tochter Riedel-de Haën AG wurde an Allied Signal (der Industriechemikalienbereich) und Sigma-Aldrich (der Laborchemikalienbereich) verkauft. Der bisherige Geschäftsbereich Kosmetika (GB M) wurde aufgelöst: Die Düsseldorfer Marbert GmbH wurde an Perform verkauft, die Cassella-Tochter Jade Cosmetic GmbH in Frankfurt-Fechenheim an L’Oréal und die Firma Schwarzkopf an Henkel. Insbesondere die Übernahme von Jade brachte Dormann viel öffentliche Kritik ein, weil der neue Eigentümer nur den Markennamen weiterführte und die Produktion in Fechenheim einstellte. Insgesamt ging durch die Restrukturierung der Cassella und des Kosmetikbereiches die Zahl der Arbeitsplätze in Fechenheim zwischen 1993 und 2001 von 2800 auf etwa 1100 zurück. Dormann rechtfertigte seine Strategie damit, dass der Strukturwandel unausweichlich sei und Hoechst nur durch eine Konzentration auf Kerngeschäfte im Wettbewerb Schritt halten könne; auch die abzugebenden Konzernbereiche könnten sich nur in einem anderen unternehmerischen Umfeld erfolgreich entwickeln.
Ebenfalls 1995 verkaufte Hoechst das Anlagenbauunternehmen Uhde an Krupp, den Keramikhersteller CeramTec an Dynamit Nobel und den Phosphathersteller BK Ladenburg an Rotem-Amfert-Negev. Die Tochtergesellschaft SGL Carbon wurde in mehreren Tranchen 1995 und 1996 als Aktiengesellschaft an die Börse gebracht. Das defizitäre Geschäft mit Textilfarbstoffen brachte Hoechst in ein neu gegründetes Gemeinschaftsunternehmen mit dem Wettbewerber Bayer ein, die DyStar. Auch dieser offene Bruch mit der Tradition, dem ursprünglichen Kerngeschäft der Farbwerke Höchst, rief öffentliche Kritik hervor. Andererseits brachte der entschlossene Umbau des Konzerns Dormann Ende 1995 den Titel Manager des Jahres ein. Der Konzernumsatz stieg 1995 auf über 52 Milliarden DM (1995), der Konzerngewinn vor Steuern auf 3954 Millionen und im Folgejahr sogar auf 5146 Millionen. In beiden Jahren erreichte Hoechst mit einer Eigenkapitalrendite von 16 Prozent das selbstgesteckte Ziel.
Im Juli 1995 übernahm Hoechst für 7,1 Milliarden DM den amerikanischen Pharmakonzern Marion Merrell Dow (MMD) und führte bis Ende 1996 alle Pharma-Einheiten des Konzerns, neben dem Pharma-Bereich der Hoechst AG noch die Tochtergesellschaften Roussel-Uclaf in Frankreich und die Behringwerke in Marburg, zum neuen Geschäftsbereich Hoechst Marion Roussel zusammen. Das Pharmageschäft erhielt damit innerhalb des Portfolios ein immer höheres Gewicht. Ein großer Teil des Umsatzes stammte jedoch aus älteren, nicht mehr patentgeschützten Medikamenten. Trotz eines Forschungsetats von jährlich 1,6 Milliarden DM fehlten neue Medikamente mit hohem Umsatzpotential, sogenannte Blockbuster, und 80 Prozent des Betriebsergebnisses der Hoechst AG wurden nach wie vor in Europa erwirtschaftet, wo es insbesondere für den Chemiebereich kaum noch Wachstumspotentiale gab. Die Mitarbeiterzahl war auf 120.000 gesunken.

„Das Geschäftsjahr 1995 erwies sich für Hoechst als sehr erfolgreich mit hohen Gewinnzuwächsen. Pikanterweise erzielten gerade Bereiche, die Dormann eigentlich vom Konzern abtrennen wollte, eine besonders positive Geschäftsentwicklung. Gleichzeitig bereitete die Integration der Pharmafirma Marion Merrell Dow große Probleme und war mit hohen Kosten verbunden.“

Deshalb entwickelte Hoechst 1996 die Strategie, das Unternehmen zu einer Strategischen Management Holding umzugestalten und nach dem Vorbild der Novartis den Schwerpunkt auf Life Sciences zu legen, das heißt auf Pharma und Landwirtschaft. Um eine aktive Rolle bei der erwarteten Konsolidierung des Pharmamarktes zu spielen, zum Beispiel durch Übernahmen oder Fusionen, sollte das Chemiegeschäft abgetrennt werden. Ende 1996 beschlossen Vorstand und Aufsichtsrat, das Geschäft mit Spezialchemikalien an die schweizerische Clariant gegen eine Beteiligung von 45 Prozent der Kapitalanteile der Clariant zu verkaufen. Zum 1. Juli 1997 wurde der Verkauf wirksam. Damit übernahm Clariant auch einen Großteil der globalen Infrastruktur von Hoechst mit zahlreichen Werken und Landesgesellschaften. Gleichzeitig gliederte Hoechst alle verbliebenen operativen Geschäfte der Hoechst AG in eigenständige Gesellschaften aus: Das Polyethylen-Geschäft in die Hostalen GmbH, die europäischen Polypropylen-Aktivitäten in die Targor GmbH, ein 50-50-Joint Venture mit der BASF. Diese beiden Unternehmen gehören mittlerweile zu Lyondellbasell Industries. Die organischen Basischemikalien gingen in die Celanese GmbH über. Die vier von mehreren Geschäftsbereichen genutzten Standorte Gendorf, Höchst, Knapsack und Wiesbaden wurden in Industrieparks mit den neugegründeten Betreibergesellschaften InfraServ Gendorf, Infraserv Höchst, InfraServ Knapsack (heute YNCORIS) und InfraServ Wiesbaden umgewandelt. Die Gesellschaften erhielten aus steuerlichen Gründen die Rechtsform einer GmbH & Co. KG, bei der die Kommanditanteile jeweils auf die großen Standortnutzer aufgeteilt wurden. Persönlich haftender Gesellschafter aller Standortgesellschaften wurde die InfraServ Verwaltungs-GmbH, eine Tochtergesellschaft der Hoechst AG. Als sichtbares Zeichen für den Bruch mit der Vergangenheit ersetzte Hoechst das bekannte Unternehmenssymbol Turm und Brücke durch ein einfaches schwarzes oder blaues Quadrat. Ab 1998 bestand die Konzernmuttergesellschaft Hoechst AG nur noch aus dem Corporate Center, einem Führungsstab mit etwa 200 Mitarbeitern.
Trotz der Umgestaltung zur Managementholding gelang es Hoechst zunächst nicht, einen geeigneten Partner für das Life-Science-Geschäft zu finden. Sondierungsgespräche mit Bayer blieben erfolglos, weil Bayer einen gleichberechtigten Merger of equals ablehnte und auf der Führungsrolle beharrte. Anfang 1997 verlor Hoechst zudem das Vertrauen der Analysten, nachdem das Unternehmen überraschend für das letzte Quartal 1996 einen Verlust von 300 Millionen DM im Pharmabereich ausweisen musste. Das Pharmageschäft entwickelte sich auch 1997 und 1998 rückläufig, obwohl Hoechst Anfang 1997 die noch ausstehenden 43 Prozent der Anteile an Roussel-Uclaf für 5,4 Milliarden übernommen hatte und für das gentechnisch hergestellte Insulin unter dem Markennamen Insuman eine Marktzulassung für die Europäische Union erhalten hatte. Damit blieb auch das Gesamtergebnis des Konzerns weit hinter den Erwartungen und hinter der Entwicklung der immer noch als Maßstab angesehenen anderen I.G.-Farbennachfolger Bayer und BASF zurück. Der Gewinn vor Steuern sank von 5146 Millionen DM (1995) auf 3157 Millionen (1997) bzw. 3103 Millionen (1998), die Eigenkapitalrendite von 16,5 Prozent auf 9,5 Prozent bzw. 11,3 Prozent.
Ein daraufhin gestartetes Restrukturierungsprojekt in der Pharmaforschung führte zwar zu den angestrebten Kosteneinsparungen, löste aber erhebliche Proteste in der Belegschaft aus. Im Industriepark Höchst äußerten Beschäftigte und Führungskräfte der Pharmaforschung ihren Unmut in öffentlichen Montagsdemonstrationen. Der geplante Börsengang der Pharmasparte wurde daraufhin abgesagt, stattdessen suchte Hoechst erneut nach einem Fusionspartner.
Mitte 1998 begannen Dormann und der Vorstandsvorsitzende von Rhône-Poulenc, Jean-René Fourtou, mit entsprechenden Verhandlungen. Am 1. Dezember 1998 gaben die beiden Unternehmen ihren geplanten Zusammenschluss bekannt. Zur Vorbereitung der Fusion verkaufte Hoechst im Oktober 1998 Hostalen an Elenac, ein Joint Venture der BASF mit der Shell. Die Wuppertaler Herberts GmbH (Autolacke) wurde an DuPont verkauft, die restlichen Clariant-Anteil über ein Bookbuilding an die Börse gebracht. Das in der Trevira GmbH zusammengefasste Geschäft mit Polyesterfasern ging an KoSa, ein Gemeinschaftsunternehmen der amerikanischen Koch Industries, Inc. mit der mexikanischen Saba. Der geschützte Markenname Trevira und das Geschäft mit Hochleistungs-Polyester-Fasern und -Filamenten wurde separat veräußert, es gehört heute der indischen Reliance Group. Das bisherige Gemeinschaftsunternehmen Hoechst Diafoil (Polyesterfolien) wurde von der Mitsubishi Chemical Corporation übernommen.
Schließlich brachte Hoechst das restliche, in der Celanese AG zusammengefasste Chemiegeschäft in einem sog. spin-off an die Börse. Für jeweils 10 Hoechst-Anteile erhielten die Aktionäre eine Aktie der Celanese.
1999 gehörte Hoechst zu den 16 Gründungsmitgliedern der Stiftungsinitiative der Deutschen Wirtschaft, welche die Hälfte des Kapitals der Stiftung „Erinnerung, Verantwortung und Zukunft“ aufbrachte. Hauptaufgabe der Stiftung war die Entschädigung ehemaliger Zwangsarbeiter aus der Zeit des Nationalsozialismus. Die bereits im Oktober 1996 gegründete und mit 50 Millionen Euro dotierte Hoechst Foundation dient der Förderung von Musik, Theater, Kunst und Literatur (fine arts), von gesellschaftlichen Projekten mit dem Schwerpunkt Gesundheitswesen (Civil Society) sowie von Wissenschaft, Forschung und Lehre (Science). 2000 wurde sie in Aventis Foundation (Aventis Stiftung) umbenannt.
1999 fusionierte Hoechst, das nunmehr im Wesentlichen noch aus dem Pharmabereich und der Landwirtschaftstochter Hoechst Schering AgrEvo bestand, mit Rhône-Poulenc zu Aventis; die Fusion erfolgte in Form eines öffentlichen Übernahmeangebots im Oktober 1999 durch Rhône-Poulenc zahlbar in Aktien der Rhône-Poulenc (wobei Rhône-Poulenc gleichzeitig in Aventis umbenannt wurde). Das fusionierte Unternehmen, nach Umsatz das zum damaligen Zeitpunkt zweitgrößte Pharmaunternehmen der Welt, nahm seinen Sitz in Straßburg und war an der Pariser Börse notiert. Die Leitung der Pharmasparte wurde in Frankfurt angesiedelt, die Landwirtschaftssparte in Lyon. Dormann hatte diese Konstruktion befürwortet, da er in der Fusion die einzige europäische Perspektive für Hoechst sah. Die Hoechst AG blieb als Zwischen-Holding erhalten und bündelte alle deutschen Tochtergesellschaften von Aventis. Die Aktie blieb weiterhin in Frankfurt notiert, wurde jedoch nur noch wenig gehandelt, da weniger als vier Prozent außenstehende Aktionäre verblieben waren. Die Marke Hoechst, die traditionell an vielen Apotheken zu sehen war, wurde nach und nach zugunsten des neuen Aventis-Firmenzeichens aufgegeben.
Am Jahresende 2003 waren in den Gesellschaften des Hoechstkonzerns (als 98,1%ige Tochtergesellschaft der Aventis AG) noch 15.900 Mitarbeiter beschäftigt.

## Die Entwicklung seit der Gründung von Aventis

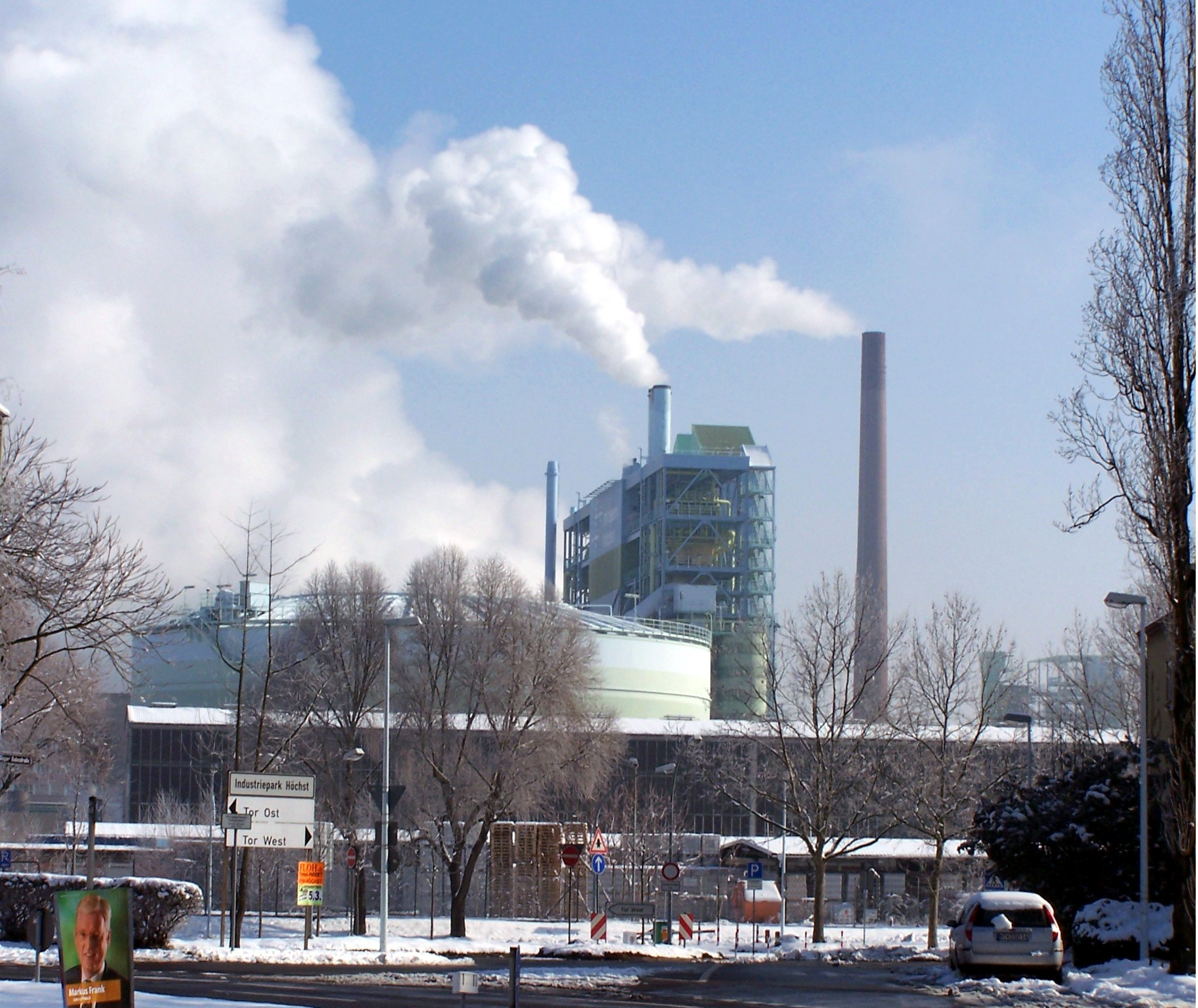
Tor West des Industrieparks Höchst im Winter 2005/2006

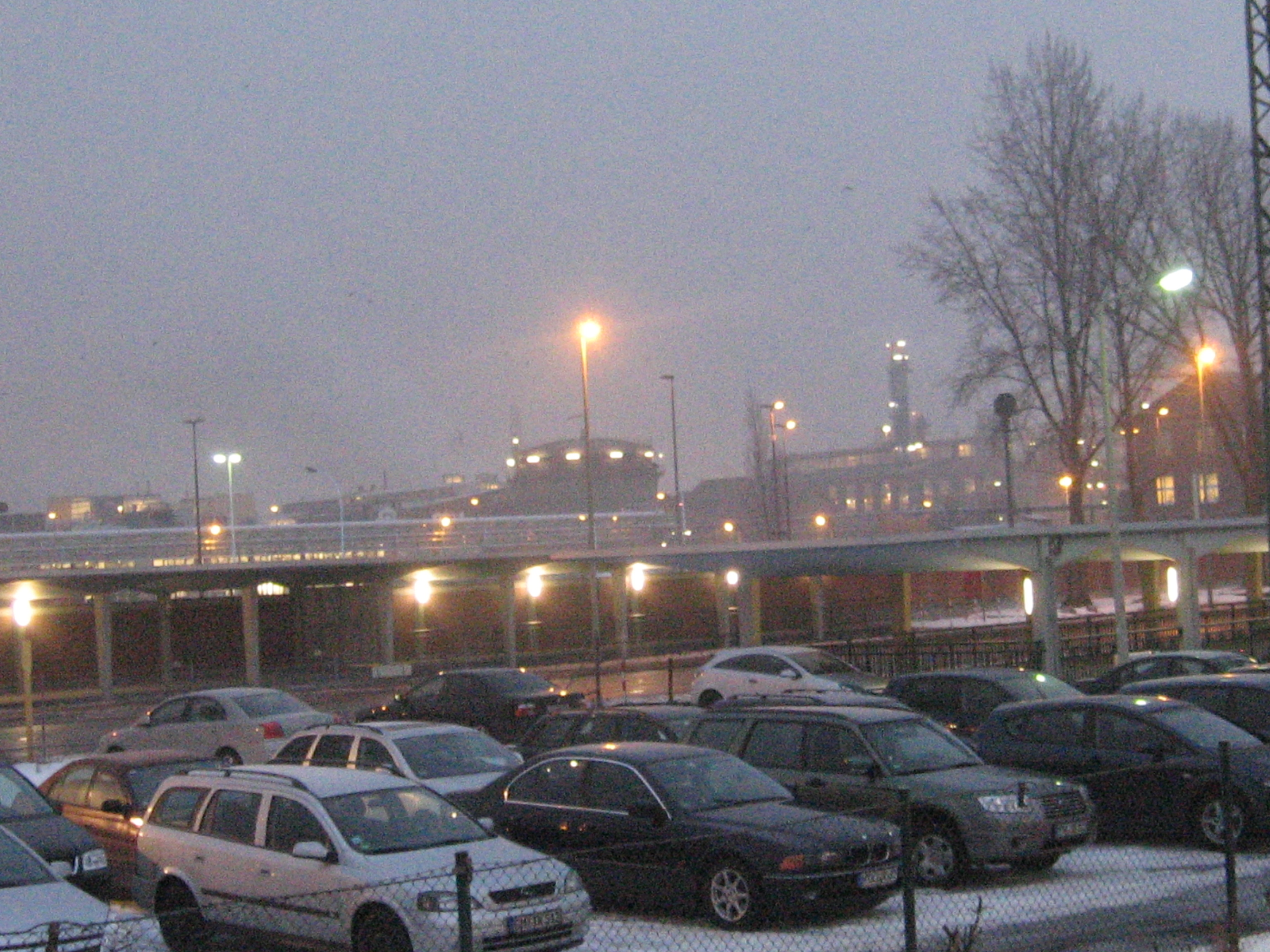
Der Industriepark Höchst vom Bahnhof Frankfurt-Höchst Farbwerke aus gesehen

Außer den Geschäftsbereichen Pharma und Landwirtschaft hatte Hoechst noch einige Beteiligungen in die Fusion eingebracht, die in den Folgejahren verkauft wurden. Den 66,6-Prozent-Anteil an Messer Griesheim übernahmen 2001 die Finanzinvestoren Allianz Capital Partners und Goldman Sachs. 2005 kaufte die Wacker Chemie AG ein 50-prozentiges Anteilpaket von dem Hoechst-Nachfolger Sanofi-Aventis zurück, das sich seit 1921 im Besitz der Farbwerke befunden hatte.
Mitte 2004 fusionierte Aventis mit dem französischen Pharmakonzern Sanofi-Synthélabo. Das neue Unternehmen Sanofi-Aventis wurde zum größten Pharmaunternehmen Europas. Der Zusammenschluss erfolgte, nachdem Sanofi-Synthelabo am 26. Januar 2004 mit Unterstützung seiner Großaktionäre und der französischen Regierung bei der Pariser Börsenaufsicht AMF ein an die Aventis-Aktionäre gerichtetes (feindliches) Übernahmeangebot gerichtet hatte.
Sanofi-Aventis beschloss nach der Übernahme, die verbliebenen Hoechst-Aktionäre abzufinden und die Hoechst AG von der Börse zu nehmen. Auf der letzten Aktionärssitzung von Hoechst am 21. Dezember 2004 in Wiesbaden wurden die restlichen 2 Prozent Aktien von Kleinaktionären an Aventis zu je 56,60 € verkauft („squeeze-out“). Dieses Ergebnis der zweitägigen Sitzung macht immerhin 600 Millionen € aus. Die gegen den Hauptversammlungsbeschluss angestrengten Anfechtungsklagen wurden im Juli 2005 durch Vergleich beigelegt. Sanofi-Aventis übernahm das gesamte Grundkapital von Hoechst und sagte die für den 29. Juli geplante Hauptversammlung ab. Im Oktober 2005 wechselte Hoechst die Rechtsform von einer Aktiengesellschaft in eine Gesellschaft mit beschränkter Haftung. Die Hoechst GmbH ist heute eine Zwischenholding innerhalb der Sanofi-Aventis-Gruppe ohne operative Geschäfte.
Größter Standort von Sanofi-Aventis ist nach wie vor der Industriepark Höchst, für den die Entwicklung der Hoechst AG seit Ende der 1990er Jahre insgesamt vorteilhaft verlief. Im Industriepark Höchst wurden seit 2000 jährlich mehr als 300 Mio. Euro investiert, das ist mehr als in den besten Jahren der Hoechst AG. Die Zahl der Arbeitsplätze stieg von ca. 19.000 Ende der 1990er Jahre auf ca. 22.000 im Jahr 2005, davon etwa 8000 bei Sanofi-Aventis; im September 2011 waren es noch 7 360. Im November 2011 wurde bekannt, dass 333 Stellen in der Forschung und Entwicklung wegfallen sollen.
Die Weiterentwicklung des Industrieparks Höchst ist kaum noch von Sanofi-Aventis abhängig. Die größten Investitionsprojekte zwischen 2008 und 2011 mit einem Volumen von zusammen mehr als einer Milliarde Euro waren der Neubau eines Ersatzbrennstoff-Kraftwerks und der Neubau des Ticona-Werkes, das dem Ausbau des Frankfurter Flughafens weichen musste.
Die Farbenstraße und der S-Bahn-Haltepunkt Farbwerke erinnern noch heute an die Ursprünge der Hoechst AG.
Das Unternehmensarchiv wurde von 2000 bis 2009 von der HistoCom GmbH verwaltet, die auch zahlreiche Publikationen zur Unternehmensgeschichte herausgegeben hat. Am 2. September 2009 wurde die HistoCom GmbH wieder in die Hoechst GmbH integriert. Das Firmenmuseum der Hoechst AG befand sich bis Ende 2006 im Alten Schloß in Höchst. Es soll einen neuen Platz im Bolongaropalast erhalten. Die Ausstellung Zeitstreifen am Besucherempfang des Industrieparks Hoechst dokumentiert die Geschichte der Hoechst AG und des Industriestandortes Höchst.

## Wichtige Produkte und Verfahren der Geschäftsbereiche
| Produkt                                                       | Zeitraum                         |
| Farben und Pigmente                                           | Farben und Pigmente              |
| ------------------------------------------------------------- | -------------------------------- |
| Fuchsin, Aldehydgrün                                          | ab 1863                          |
| Alizarin                                                      | ab 1869                          |
| Eosin, Methylviolett, Methylgrün                              | ab 1874                          |
| Patentblau, Auramin, Rhodamin                                 | ab 1888                          |
| Indigo                                                        | ab 1900                          |
| Thioindigo und andere Küpenfarben                             | ab 1905                          |
| Hansagelb – erstes organisches Pigment                        | ab 1908                          |
| Naphtol AS Pigmente                                           | ab 1912                          |
| Remazol und andere Reaktivfarbstoffe                          | ab 1954                          |
| Medikamente – Wirkstoff (Handelsname)                         |                                  |
| Dimethyloxychinicin (Antipyrin)                               | 1883                             |
| Aminophenazon (Pyramidon)                                     | 1897                             |
| Adrenalin                                                     | 1904                             |
| 4-Aminobenzosäure-2-(N,N-diethylamino-) ethylester (Novocain) | 1905                             |
| Arsphenamin (Salvarsan)                                       | 1910                             |
| Metamizol (Novalgin)                                          | 1922                             |
| Insulin                                                       | 1923                             |
| Pethidin (Dolantin)                                           | 1939                             |
| Penicillin                                                    | 1945                             |
| Methadon (Polamidon)                                          | 1949                             |
| Tolbutamid (Rastinon), Glibenclamid (Euglucon)                | 1956                             |
| Furosemid (Lasix)                                             | 1964                             |
| Pentoxifyllin (Trental)                                       | 1974                             |
| Nomifensin (Alival)                                           | 1976–1986                        |
| Cefotaxim (Claforan)                                          | 1980                             |
| Tiaprofensäure (Surgam)                                       | 1981                             |
| Ofloxacin (Tarivid)                                           | 1985                             |
| Terfenadin (Teldane), (in USA: Seldane)                       | 1985–1998 (in USA zurückgezogen) |
| Roxithromycin (Rulid)                                         | 1988                             |
| Ramipril (Delix, Tritace), (in USA: Altace)                   | 1990                             |
| Cefpodoxim (Orelox)                                           | 1992                             |
| Cephalosporine Cefodizim (Modivid), Cefpirom (Cefrom)         | 1993                             |
| Fexofenadin (Telfast), (in USA: (Allegra))                    | 1995                             |
| Glimepirid (Amaryl)                                           | 1996                             |
| Leflunomid (Arava)                                            | 1999                             |
| Lebensmittelzusatzstoffe                                      |                                  |
| Sorbinsäure und Sorbate                                       | 1958                             |
| Acesulfam (Sunett)                                            | 1987                             |

Hoechst besaß seit den 1970er Jahren eine sehr komplexe Struktur aus 16 Geschäftsbereichen („GB“), die mit Buchstaben bezeichnet waren und jeweils für eine Produktionssparte standen. Als Business Units („BU“) wurden die Geschäftseinheiten (Untereinheiten) eines GB bezeichnet.
- A: Chemikalien
- B: Technische Kunststoffe
- C: Landwirtschaft
- D: Feinchemikalien und Farben (Anm.: gemeint sind Farbstoffe, Farbpigmente)
- E: Tenside und Hilfsmittel
- F: Fasern und Faservorprodukte (mit sechs BU's)
- G: Lacke und Kunstharze
- H: Kunststoffe und Wachse
- J: Folien
- K: Informationstechnik
- L: Pharma
- M: Kosmetikgesellschaften (Marbert, Jade, Schwarzkopf GmbHs)
- N: Anlagenbau (UHDE GmbH)
- O: Carbonerzeugnisse (SIGRI GmbH)
- P: Schweißtechnik, Industriegase (Messer Griesheim GmbH)
- S: Technische Keramik (Hoechst CeramTec AG)

Daneben gab es noch eine zusammenfassende Grobeinteilung in „Geschäftsfelder“:
- Geschäftsfeld Chemikalien und Farben: GB's A + D + E
- Geschäftsfeld Fasern: GB F
- Geschäftsfeld Polymere: GB's B + G + H + J
- Geschäftsfeld Landwirtschaft: GB C
- Geschäftsfeld Gesundheit: GB's L + M
- Geschäftsfeld Technik: GB's K + N + O + P + S sowie sonstiges

Die meisten Geschäftsbereiche besaßen ein sehr breites Spektrum von Produkten. Marketing, Produktmanagement, Verkaufsorganisation und Kundenservice waren bereichsspezifisch organisiert. Zum Teil gab es innerhalb der Bereiche noch besondere Vertriebsorganisationen für einzelne Produktlinien, da zum Beispiel Wursthüllen, die an mittelständische fleischverarbeitende Betriebe verkauft werden sollten, eine andere Form der Kundenbetreuung erforderten als Polyesterfolien für die Herstellung von Tonträgern und Videobändern.
Die meisten Erzeugnisse wurden an industrielle Weiterverarbeiter oder Tochtergesellschaften ausgeliefert. Mit Ausnahme von Medikamenten stellte Hoechst keine Produkte für Endverbraucher her. Tochtergesellschaften übernahmen meist die Konfektionierung der Produkte für Endverbraucher mit bekannten Markennamen, z. B. Glutolin (Kleister), Trevira oder Hostalen.
1995 wurde die Organisationsstruktur der Hoechst AG grundlegend überarbeitet und nach Ausgliederungen verbliebene Aktivitäten auf sieben Geschäftsbereiche reduziert:

### Chemikalien (GB A)
1995 erzielte der Geschäftsbereich Chemikalien mit 9900 Mitarbeitern einen Umsatz von 5391 Mio. DM, davon 25 Prozent mit Anorganischen Chemikalien (Chlor-, Fluor-, Schwefel- und Phosphorverbindungen), 19 Prozent mit Methanol, Formaldehyd und Acrylaten, 19 Prozent mit Oxoprodukten und Aminen, 37 Prozent mit Acetylverbindungen. Der Chemikalienbereich war über viele Jahre einer der wichtigsten Umsatz- und Ergebnisträger von Hoechst gewesen. Zahlreiche Verfahren waren bei Hoechst entwickelt oder erstmals eingesetzt worden, darunter das Wacker-Hoechst-Verfahren zur Herstellung von Aldehyden und die 1959 bis 1975 betriebene Hochtemperaturpyrolyse von Leichtbenzin. Viele Produktionsprozesse liefen in mehreren Verarbeitungsstufen ab, so z. B. die Herstellung von Vinylacetat aus Essigsäure, die durch Oxidation von Acetaldehyd gewonnen wurde. Die Produkte des Chemikalienbereiches wurden teilweise von anderen Geschäftsbereichen der Hoechst AG für die Weiterverarbeitung benötigt, zum Beispiel Vinylacetat für die Herstellung von Polyvinylacetat und Polyvinylalkohol oder Essigsäure für die Herstellung von Keten, Diketen und Sorbinsäure.
Ein wichtiges Produkt des Chemikalienbereiches waren die von Mitte der 1960er Jahre bis 1994 hergestellten Fluorchlorkohlenwasserstoffe (FCKW), die als Kältemittel und Treibgas unter dem Markennamen Frigen dienten, bis die Gefährlichkeit von Halogenkohlenwasserstoffen für die Ozonschicht erkannt wurde. Als Ersatz entwickelte Hoechst das chlorfreie Kältemittel 1,1,1,2-Tetrafluorethan (R134a) und für medizinische Aerosole das Heptafluorpropan (R227). Grundlage für diese Produktlinie waren die Chloralkali-Elektrolyse nach dem Amalgam-Verfahren und die Methanchlorierung, für die Hoechst ein eigenes Verfahren unter Einsatz eines Schlaufenreaktors entwickelt hatte. Seit 1970 wurde die Produktion von Fluoraromaten an die Tochtergesellschaft Riedel-de Haen verlagert, Fluoraliphaten verblieben im Werk Höchst.

### Technische Kunststoffe (GB B)
Einen eigenen Geschäftsbereich bildete das Arbeitsgebiet Technische Kunststoffe, das 1995 einen Umsatz von 1441 Millionen DM erzielte. Zu den Produkten des Bereiches gehörten POM (Hostaform, 45 % Umsatzanteil), Thermoplastische Polyester wie PBT (Celanex, Vandar, 12 %), Fluorpolymere wie PTFE und PCTFE (Hostaflon, 17 %), Ultrahochmolekulares Polyethylen (Hostalen GUR, 7 %), PPS (Fortron, 4 %), das Flüssigkristallpolymer Vectra LCP (7 %) sowie Cyclo-Olefin-Copolymere (Topas).

### Spezialchemikalien (GB D)
Dieser Bereich wies das breiteste Produktspektrum von allen auf. Auch nach dem Verkauf von Riedel-de Haën AG erzielte er mit 8160 Millionen DM den zweitgrößten Umsatz und beschäftigte 27.865 Mitarbeiter. Den größten Beitrag zum Umsatz lieferten Tenside und Hilfsmittel, darunter Waschmitteleinsatzstoffe (TAED, SKS-6), Superabsorber, Glykole für den Einsatz als Brems- und Hydraulikflüssigkeiten oder Frostschutz- und Enteisungsmittel, Korrosionsschutz und Bohrspülflüssigkeiten.
Zum Bereichsumsatz Spezialchemikalien trugen die Polymerisate 14 Prozent bei, darunter Polyvinylacetat (Mowilith), Polyvinylalkohol (Mowiol) und Methylcellulose (Tylose). Weitere Umsatzträger waren Pigmente (16 %), Feinchemikalien (11 %), Drucktechnik (10 %), Textilfarbstoffe (7 %), Additive für die Kunststoffverarbeitung (5 %), Masterbatches (4 %) und Lebensmittelzusatzstoffe (2 %) bei.

### Fasern (GB F)
Der Geschäftsbereich Fasern war der weltgrößte Hersteller von Polyester und Acetatfasern. Er umfasste die sechs Business Units „Faservorprodukte“, „Hochfest“, „Spunbond“, „Monofil“, „Fasern“ sowie „Filamente“. Die BU Faservorprodukte (800 Mitarbeiter, 300.000 jato 1994) belieferte außer den anderen BU's auch externe Industriekunden mit ca. 25 % der hergestellten Polyesterchipmengen. Ihre europäischen Vorproduktanlagen befanden sich in den Werken Offenbach und Gersthofen, in der Betriebsstätte Münchsmünster sowie bei Hoechst Guben, in den Niederlanden (Vlissingen) sowie Portugal (Portalegre).
Der Jahresumsatz 1995 des GB Fasern betrug 7.195 Millionen DM, die mit 21.445 Mitarbeitern erzielt wurden, darunter etwa die Hälfte mit Textilfasern. Der Umsatz verteilte sich auf die Bereiche Polyester (Trevira, 54 %), Polyamid (16 %), Polyacryl (10 %), sonstige synthetische Fasern (9 %) und Cellulosefasern (10 %).

### Kunstharze (Polykondensate) (GB G)
Durch Beteiligung von Hoechst an den Chemischen Werken Albert AG, Wiesbaden, erweiterte der Konzern 1964 sein Portfolio um polymere Beschichtungsmaterialien. 1967 folgte die Übernahme der Reichhold Chemie AG in Hamburg-Wandsbek.
Initiiert durch die persönlichen Kontakte von Albert und Reichhold erwarb Hoechst ab 1969 Aktien der österreichischen Vianova Kunstharz AG in Graz und gliederte diesen Kunstharzproduzenten bis 1976 vollständig in den Geschäftsbereich G der Hoechst AG ein. Hauptabnehmer der Kunstharzprodukte waren alle europäischen Automobilhersteller sowie die industrielle Farbenindustrie. Dem Wettbewerber BASF folgend baute sich Hoechst konsequent ein Reich von Lack- und Farbenherstellern auf.
- 1968 übernahm Hoechst die Farbwerke Schröder und Stadelmann AG in Oberlahnstein. Das Unternehmen hatte hier schon seit 1871 als Hersteller von Erd- und Mineralfarben bestanden und 1954 mit der Herstellung von Halbzeugen für thermoplastische Kunststoffe begonnen. 1975 nahm Hoechst die Produktion von Masterbatches für die Färbung von Polyolefin-Kunststoffen und Kunststoff-Fasern auf. 1991 verlegte Hoechst die Zentrale seines Masterbatch-Geschäftes nach Lahnstein. Seit 1997 gehört das Werk zur Clariant GmbH.
- 1969 übernahm Hoechst die österreichische STOLLLACK AG in Guntramsdorf. Sie geht auf die Gründung der Lack- und Farbenfabrik Peter Stoll 1890 zurück.[55] Seit 1999 verkauft an DuPont Performance Coatings, seit 2013 an den Private-Equity-Fonds Carlyle Group.
- 1970 das zweitgrößte britische Farben- und Lackunternehmen Berger, Jenson & Nicholson Ltd, das mit 42 Lackfabriken bereits in 25 Ländern vertreten war. Es war 1790 gegründet worden.[56] Seit 1988 verkauft an Williams Holdings.
- 1970 die kleine innovative und 1884 gegründete niederländische Firma Wagemakers Lakfabrieken N.V. in Breda. Zeitgleich auch die kleine Farbenfabrik Wilhelm Urban & Co. in Wehlheiden, die durch (Kasslerbraun)-Erdfarbe bekannt wurde.
- 1971 zunächst 25 %, 1974 dann die restlichen 75 % der Spies, Hecker & Co., Köln, die 1978 in die 'Dr. Kurt Herberts & Co. GmbH' eingegliedert wurde.
- 1972 beteiligte sich Hoechst auch mehrheitlich am Lackhersteller Dr. Herberts & Co GmbH in Wuppertal. Die Firma war 1866 als Firnis- und Lacksiederei von Otto Luis Herberts gegründet worden.[57] 1999 verkauft an DuPont Performance Coatings, 2013 an den Private-Equity-Fonds Carlyle Group.
- 1974 die Flamuco GmbH in München und Stuttgart als Lack- und Farben-Hersteller mit Farbenfachgeschäftskette. Die schweizerische Tochtergesellschaft Flamuco-Merz AG in Pratteln wurde 1984 als Spies Hecker AG in die Hoechst AG aufgenommen.[58] Seit 1999 verkauft an DuPont International Operations Sàrl.

Für die eigene Kunstharzproduktion entwickelte man ausgehend von klassischen Phenol-, Polyester-, Epoxid-, Acryl- und Alkydharzen ab 1970 wasserlösliche Harze, vorrangig für die anaphoretische, fünf Jahre später für die kataphoretische Tauchlackierung (Resydrol). An ausländischen Standorten wurden zusätzliche Produktionskapazitäten (weltweit ca. 250.000 jato, Marktanteil ca. 30 %) geschaffen. Vergleichbare Automobilbeschichtungssysteme boten in Europa neben Wettbewerber BASF auch die amerikanische PPG Industries Lacke GmbH, die zuvor den deutschen Hersteller Wülfing übernommen hatten, an. Bei Automobilen wird heute als erste Schicht eine kataphoretische Abscheidung auf der Karosserie durchgeführt, die zweite Schicht basiert auf Alkydharzen und die Außenhaut versiegelt ein Acrylharz. UP-Harze finden bei Windkrafträdern in großen Mengen Anwendung.
Zum 1. Oktober 1995 lagerte Hoechst sein Kunstharzgeschäft als Vianova Resins GmbH aus, die 1998 von einem Investmentbankkonsortium (Deutsche Bank und Morgan Grenfell Equity Partners), 2000 von Solutia, 2002 von UCB (Union Chimique Belge) und zuletzt 2005 von Cytec (USA) übernommen wurde. 2012 gliederte Cytec sein Kunstharzgeschäft über den Private-Equity-Fonds Advent International aus. Es firmiert seit 2013 als Allnex (Belgien).

### Kunststoffe (Polymerisate) (GB H)
Der Geschäftsbereich Kunststoffe beschäftigte 1995 5335 Mitarbeiter und erzielte einen Umsatz von 3603 Millionen DM. Bereits ab 1955 stellte Hoechst als erstes Unternehmen in Europa Polyethylen (Hostalen) nach dem Ziegler-Natta-Verfahren her, ab 1958 auch Polypropylen (Hostalen PP). Ab 1985 forschte Hoechst auf dem Gebiet der Metallocen-Katalysatoren; die Entwicklungen kamen jedoch vor der Umgestaltung von Hoechst nicht mehr zur Marktreife. Etwa ein Drittel des Umsatzes im Geschäftsbereich Kunststoffe erzielte Hoechst mit Folien, darunter Polypropylenfolien, Polyesterfolien und Hartfolien aus PVC (zum Beispiel für Kreditkarten oder Möbelbeschichtungen).

### Informationstechnik (GB K)
1972 wurde bei Kalle AG der Geschäftsbereich Informationstechnik gegründet. Der europaweite Vertrieb von Fotokopiergeräten wurde gestartet. 1974 führte infotec mit dem digitalen Fernkopierer Infotec 6000 als Erster in Europa den Fernkopierer in den Telefax-Markt ein. Die Technologie der Infotec 6000 war die Basis für den heute immer noch gültigen Gruppe-3 Standard. 1987 folgte die Einführung des ersten digitalen Kopiergerätes Infotec 5020. Im Jahr 1990 wurde Infotec von der Hoechst AG an die niederländische HCS-Gruppe verkauft.

### Pharma (GB L)
Der Geschäftsbereich Pharma erzielte nach der Übernahme von Marion Merrell Dow (MMD) 1995 einen Jahresumsatz von 11,5 Milliarden DM, wobei MMD seit Mitte des Jahres einbezogen war.
Ein Teil der Top-10-Medikamente wurde schon seit Jahrzehnten produziert. Die Liste der umsatzstärksten Produkte des Geschäftsbereiches Pharma für die Geschäftsjahre 1990 bis 1998 umfasst insgesamt 15 Medikamente, von denen fünf über den gesamten Zeitraum zu den Top-10 gehörten und zwei von MMD übernommen wurden. Der Anteil der Top-10 am gesamten Pharma-Umsatz lag in allen Jahren zwischen 34,9 und 43,6 Prozent, mit einem Mittelwert von 39,4 Prozent.
| Wirkstoff (Handelsname)                                                                        | Wirkstoff (Handelsname)          | 1990  | 1991  | 1992  | 1993  | 1994  | 1995  | 1996  | 1997  | 1998  | Gesamt- umsatz Mio. DM | Umsatz- anteil % |
| ---------------------------------------------------------------------------------------------- | -------------------------------- | ----- | ----- | ----- | ----- | ----- | ----- | ----- | ----- | ----- | ---------------------- | ---------------- |
| Pentoxifyllin (Trental)                                                                        | Durchblutungsstörungen           | 593   | 658   | 670   | 633   | 585   | 637   | 701   | 715   | 467   | 5.659                  | 5,8 %            |
| Cefotaxim (Claforan) (a)                                                                       | Antibiotikum                     | 684   | 675   | 584   | 603   | 589   | 468   | 503   | 543   | 452   | 5.101                  | 5,2 %            |
| Diltiazem (Cardizem)                                                                           | Ca-Anthagonist (Bluthochdruck)   |       |       |       |       |       | 681   | 1.418 | 1.478 | 1.433 | 5.010                  | 5,1 %            |
| Furosemid (Lasix)                                                                              | Diuretikum                       | 381   | 403   | 400   | 370   | 381   | 371   | 449   | 454   | 444   | 3.653                  | 3,7 %            |
| Glibenclamid (Daonil)                                                                          | Diabetes                         | 382   | 439   | 528   | 541   | 342   | 285   | 361   | 347   | 325   | 3.550                  | 3,6 %            |
| Roxithromycin (Rulid)                                                                          | Antibiotikum                     | 189   | 277   | 349   | 413   | 441   | 451   | 419   | 455   | 422   | 3.416                  | 3,5 %            |
| Ramipril (Delix, Tritace)                                                                      | ACE-Hemmer (Bluthochdruck)       |       |       |       | 224   | 292   | 351   | 479   | 609   | 710   | 2.665                  | 2,7 %            |
| Terfenadin (Teldane) und Fexofenadin (Telfast)                                                 | Antihistaminika (Antiallergika)  |       |       |       |       |       | 334   | 748   | 548   | 853   | 2.483                  | 2,5 %            |
| Metamizol (Novalgin)                                                                           | Nichtopioid-Analgetikum          | 191   | 208   | 228   | 253   | 253   |       | 322   | 347   | 387   | 2.189                  | 2,2 %            |
| Ofloxacin (Tarivid) (b)                                                                        | Antibiotikum                     |       |       | 204   | 237   | 237   | 252   | 274   | 297   |       | 1.501                  | 1,5 %            |
| Disopyramid (Rythmodan)                                                                        | Herzrhythmusstörungen            | 171   | 202   | 184   | 228   | 253   | 242   |       |       |       | 1.280                  | 1,3 %            |
| (Humaninsulin)                                                                                 | Diabetes                         | 136   | 153   | 173   |       |       |       |       |       | 308   | 770                    | 0,8 %            |
| Faktor VIII                                                                                    | Blutgerinnungsmittel             | 147   | 162   | 200   | 209   |       |       |       |       |       | 718                    | 0,7 %            |
| Tiaprofensäure (Surgam)                                                                        | Nichtsteroidales Antirheumatikum | 170   | 186   |       |       |       |       |       |       |       | 356                    | 0,4 %            |
| Propentofyllin (Hextol)                                                                        | Morbus Alzheimer                 |       |       |       |       | 212   |       |       |       |       | 212                    | 0,2 %            |
| Top 10                                                                                         | Top 10                           | 3.044 | 3.363 | 3.520 | 3.711 | 3.585 | 4.072 | 5.674 | 5.793 | 5.801 | 38.563                 | 39,4 %           |
| Andere                                                                                         | Andere                           | 5.021 | 5.647 | 5.916 | 6.226 | 6.691 | 6.362 | 7.346 | 8.179 | 7.936 | 59.324                 | 60,6 %           |
| (a) 1980, von französischer Tochterfirma Roussel Uclaf abgezogen. (b) Lizenzprodukt aus Japan. |                                  |       |       |       |       |       |       |       |       |       |                        |                  |

Die Liste der 10 umsatzstärksten Medikamente von Hoechst führten drei besonders entwicklungsträchtige Präparate an:
- Diltiazem (Cardizem, von MMD übernommenes Produkt)
- Terfenadin (Teldane) (von Hoechst) und Weiterentwicklung Fexofenadin (Telfast, Allegra, von MMD)
- Ramipril (Delix, Tritace, von Hoechst)

Ihre Patente liefen im Zeitraum 1999 bis 2005 aus.

## Werke und Tochtergesellschaften
Neben dem Stammwerk Höchst gab es zeitweise bis zu 14 weitere Werke, die ebenfalls als Betriebsstätten der Hoechst AG geführt wurden. Die Werke in Gersthofen und Knapsack gehörten schon vor der Bildung der I.G. Farbenindustrie 1925 zu den Farbwerken Höchst. Die übrigen Werke kamen nach der Wiedergründung der Farbwerke Höchst 1952 durch Übernahmen hinzu. Die meisten Standorte gehörten zuvor Tochtergesellschaften, die – zumeist einige Jahre nach der Übernahme – in die Hoechst AG eingegliedert wurden. Einige dieser Standorte waren älter als das Werk Höchst. Die Werke in Bad Hersfeld und Kelsterbach wurden durch die Hoechst AG auf der grünen Wiese neu errichtet, ohne dass hier zuvor bereits Produktionsanlagen bestanden hätten.
Die meisten Geschäftsbereiche von Hoechst waren auf mehrere Werke verteilt. Einige Werke, vor allem die sogenannten Faserwerke, waren spezialisiert auf bestimmte Produktlinien, andere stellten ein ähnlich breites Spektrum an Produkten her wie das Werk Höchst. Während die Forschung überwiegend in Höchst konzentriert war, besaßen die meisten Werke bis in die 1990er Jahre nicht nur eine eigene Infrastruktur, sondern auch interne Serviceeinheiten wie eine eigene Personalabteilung, Informatik- und Kommunikationsabteilung oder Ingenieurtechnik.
In den 1990er Jahren galt die Vielfalt der Produktionsstandorte als strategischer Nachteil, da Wettbewerber wie BASF oder Bayer auf wenige Standorte konzentriert waren. So musste Hoechst beispielsweise an vier Standorten eine kapital- und energieintensive Chloralkali-Elektrolyse betreiben, um die Versorgung der Standorte mit Chlor zu gewährleisten, das sich nicht in größeren Mengen transportieren lässt.
Bei der Aufteilung der Hoechst AG 1997 wurden die meisten Werke einer der Nachfolgegesellschaften zugewiesen. Die vier großen, von mehreren Geschäftsbereichen genutzten Werke Höchst, Kalle-Albert, Gendorf und Knapsack wurden in Industrieparks umgewandelt.

### Die Faserwerke Bobingen, Hersfeld, Kelheim und Hoechst Guben GmbH (GB F)
Eine Reihe von Werken der Hoechst AG gehörten zum Geschäftsbereich Fasern, weil in ihnen hauptsächlich Kunst- und Naturfasern für verschiedene Anwendungen produziert wurden.
- Werk Bobingen

Das Werk Bobingen ging auf eine 1899 gegründete Kunstseide-Fabrik zurück. Es kam bei der Entflechtung der I.G. Farbenindustrie 1952 unter die Kontrolle der Farbwerke Höchst und wurde ab 1955 als Werk Bobingen geführt. Von 1950 bis 1971 wurde hier die Polyamidfaser Perlon hergestellt, die 1937 von Paul Schlack, später langjähriger Leiter der Faserforschung von Hoechst, synthetisiert worden war. 1954 begann auch die Produktion von Polyester-Fasern unter dem Markennamen Trevira. Im Laufe der Zeit entwickelte Hoechst in Bobingen eine Vielzahl von Polyester-Fasern, Filamenten und Vliesen für unterschiedliche Anwendungen, darunter ab 1980 schwerentflammbare Textilfasern (Trevira CS) und ab 1987 die Microfasern Trevira Finesse und Trevira Micronesse. 1998 wurde das Werk Bobingen zum Industriepark Werk Bobingen.
- Werk Hersfeld

1966 errichtete Hoechst am traditionellen Tuchmacherstandort Bad Hersfeld ein neues Werk für die Herstellung von Polyester-Filamenten (BU Filamente). Es wurde 1998 an AlliedSignal und 2004 an Sun Capital Partners, Inc. verkauft, die das Werk heute als Performance Fibers GmbH betreiben. Teile des Werks Guben gehören ebenfalls zu dieser Firma.
- Werk Kelheim

1968 erwarb Hoechst eine Mehrheitsbeteiligung an der Süddeutsche Chemiefaser AG in Kelheim und gliederte sie 1974 als Werk Kelheim in den Konzern ein. Das Werk war ursprünglich am 17. Mai 1935 als Süddeutsche Zellwolle AG Kelheim gegründet worden und produzierte Viskose-Spinnfasern (Danufil) sowie Polyacrylnitrilfasern (Dolan). Die Dolan-Betriebe wurden seit 1972 mit Hoechst-eigenem Acrylnitril aus der nahegelegenen Betriebsstätte Münchsmünster versorgt.
Januar 1994 erfolgte die Ausgliederung aus der AG als Faserwerk Kelheim GmbH und Gründung eines Joint Venture Courtaulds European Fibres mit der britischen Courtaulds plc.
1998 übernahm die niederländische AkzoNobel N. V. und benannte das Werk um in Acordis Kelheim GmbH.
2004 wurde das Werk vom Private-Equity-Fonds „EQUI-Fibres“ gekauft, der Viskosefaserbereich in Kelheim Fibres GmbH umbenannt und der Acrylfaserbereich als Tochtergesellschaft DOLAN GmbH ausgegliedert. Die österreichische Lenzing AG erwarb zum 1. Januar 2008 die Dolan GmbH, der geplante mehrheitliche Erwerb der Kelheim Fibres GmbH wurde aus kartellrechtlichen Gründen aber 2012 untersagt. Lenzing betreibt auf dem Werksgelände seit 2008 als Joint Venture auch die kleine Spezialitätensparte European Precursor GmbH.
- Werk Hoechst Guben GmbH

1992 erwarb Hoechst über die Treuhandgesellschaft durch Privatisierung das Chemiefaserkombinat „Herbert Warnke“ in der Wilhelm-Pieck-Stadt Guben (Brandenburg). 38,5 Mio. DM Bundesmittel als Investitionsbeihilfen wurden nur für ein wirtschaftlich eigenständiges Unternehmen „Hoechst Guben GmbH“ bestimmt, wären aber nicht für ein konzernvernetztes „Werk Guben“ gewährt worden. Guben gehörte bis 1994 zur BU Faservorprodukte und belieferte andere Werke des Geschäftsbereichs.

### Werk Gendorf
Von 1939 bis 1941 errichtete die Anorgana GmbH, eine Tochtergesellschaft der I.G. Farbenindustrie, im Auftrag des Heereswaffenamtes bei dem Weiler Gendorf, heute ein Ortsteil von Burgkirchen an der Alz, ein damals hochmodernes Chemiewerk für die Herstellung organischer Grundchemikalien wie Acetaldehyd, Ethylenoxid und Glykole. Die Lage im Bayerischen Chemiedreieck sicherte die Rohstoffversorgung, da die Wacker Chemie im benachbarten Burghausen sowie die Süddeutschen Kalkstickstoffwerke in Trostberg ebenfalls Beteiligungsgesellschaften der I.G. Farben waren. Den zur Herstellung von Carbid und Chlor benötigten elektrischen Strom lieferten Kraftwerke an Inn, Alz und Salzach.
Den Zweiten Weltkrieg überstand das Werk unbeschädigt. 1951 ging die Anorgana GmbH nach Aufhebung der alliierten Zwangsverwaltung an den Freistaat Bayern, der das Werk Gendorf 1955 an die Farbwerke Hoechst verkaufte. In den 1960er Jahren wurde die Rohstoffversorgung mit dem Bau der Transalpinen Ölleitung, einer Raffinerie bei Burghausen und einer Ethylen-Pipeline auf Erdöl umgestellt. 1997 wurde das Werk Gendorf zum Industriepark Werk Gendorf.
In Gendorf wurden und werden neben organischen Chemikalien unter anderem Natronlauge, Zinntetrachlorid, Vinylchlorid, Enteisungsmittel, Korrosionsschutzmittel sowie die Kunststoffe PVC (Hostalit) und PTFE (Hostaflon) hergestellt.

### Werk Gersthofen (GB F)
1900 gründeten die Farbwerke Höchst in Gersthofen bei Augsburg ein neues Werk, weil hier aufgrund eines von der Elektrizitäts-AG vormals W. Lahmeyer & Co. errichteten Laufwasserkraftwerks am Lech eine sichere Stromversorgung gewährleistet war. In Gersthofen sollte synthetisches Indigo hergestellt werden. 1902 nahm das Werk die Produktion von Chromsäure, Chinon und Phthalsäure auf. 1905 kam noch Monochloressigsäure hinzu. Nach der Gründung der I.G. Farben begann 1927 die Produktion von Wachsen. Nach Kriegsende stand das Werk von 1945 bis 1951 als Lech-Chemie unter US-amerikanischer Verwaltung, kam jedoch bei der Entflechtung der I.G. Farbenindustrie als Werk Gersthofen wieder zu den Farbwerken Höchst. Schwerpunkt des Werks Gersthofen lag auf der Produktion von Wachsen, Polymeradditiven und von Zwischenprodukten auf Basis von Essigsäure. Daneben befanden sich hier Anlagen zur Produktion von Faservorprodukten (BU Faservorprodukte) sowie von Polyestergranulaten (PET). 1997 übernahm die Clariant GmbH das Werk Gersthofen und entwickelte es 2002 zum Industriepark Gersthofen weiter.

### Werk Griesheim

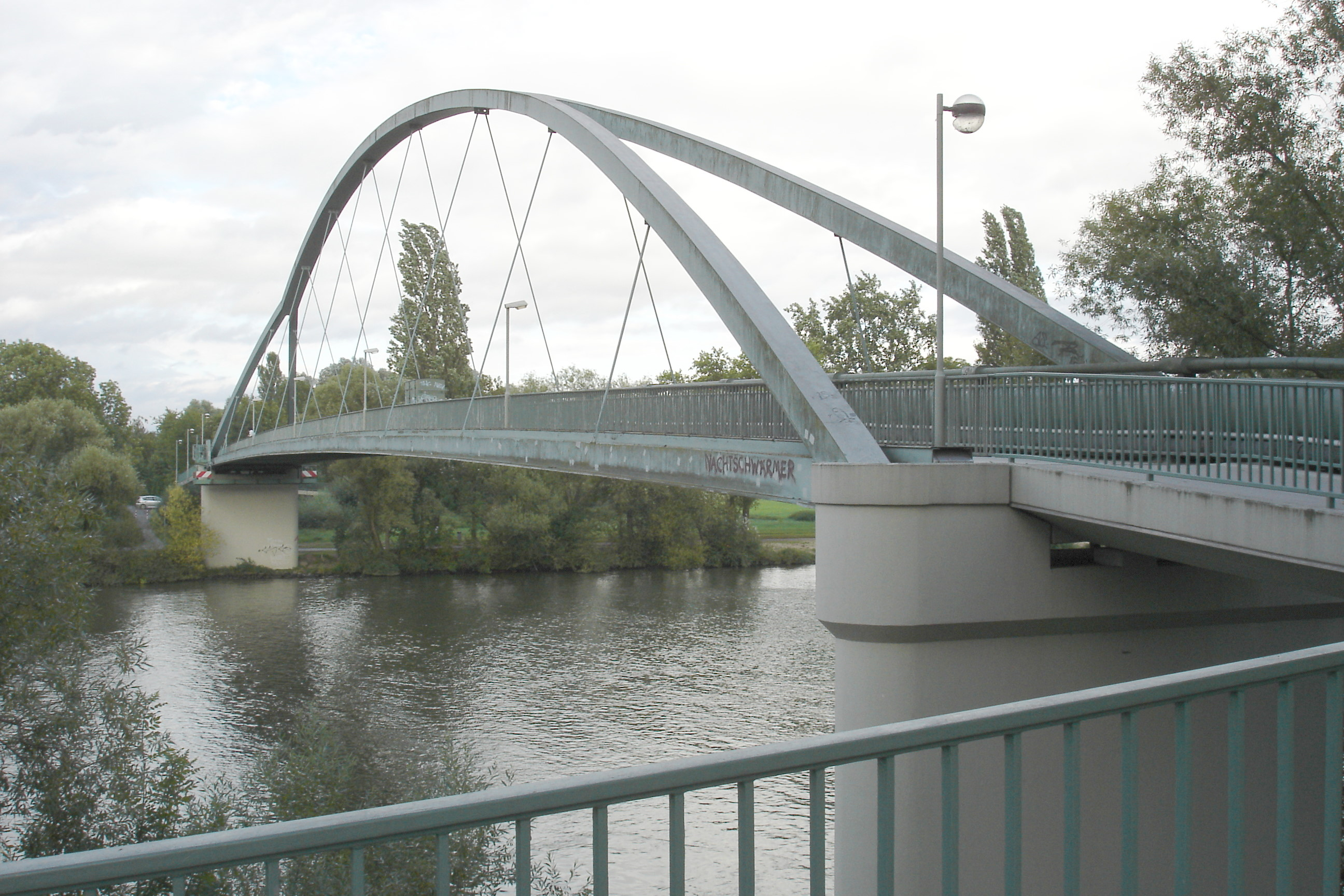
Der Arthur-von-Weinberg-Steg verbindet seit 1981 die Werke Cassella und Offenbach

Die 1856 in Griesheim am Main gegründete Chemische Fabrik Griesheim-Elektron gehörte zu den Pionieren der Elektrochemie. Bereits 1892 ging die erste Chloralkali-Elektrolyse in Griesheim in Betrieb, der 1893 eine weitere Anlage in Bitterfeld folgte. 1905 erwarb Griesheim-Elektron die Farbenfabrik Oehler in Offenbach am Main, da das Farbengeschäft zu jener Zeit die profitabelste Sparte der chemischen Industrie war. 1912 kam mit Naphtol AS das erste Zweikomponenten-Färbeverfahren auf den Markt. 1908 entwickelte Griesheim-Elektron den Werkstoff Elektron, eine Legierung von Magnesium und Aluminium, die vor allem in der Optik, Feinmechanik und im Flugzeugbau verwendet wird.
1912 gelang Fritz Klatte (gemeinsam mit seinen Mitarbeitern Emil Zacharias und Adolf Rollett) in Griesheim erstmals die Herstellung von Polyvinylchlorid (PVC) und Polyvinylacetat. Das Unternehmen fand jedoch keine technische Anwendung für PVC, das zunächst nur zur Lagerung der bei der Elektrolyse entstehenden großen Mengen von Chlor genutzt wurde, und gab die Patente später zurück. Erst Ende der 1920er Jahre kam es zur großtechnischen Anwendung des Kunststoffes PVC. 1925 schloss sich das Unternehmen der I.G. Farbenindustrie an.
Bei der Entflechtung der I.G. Farben 1951 wurde die Autogen- und Schweißtechnik-Sparte in die Knapsack Griesheim AG ausgegliedert, an der die Farbwerke Hoechst eine Mehrheitsbeteiligung erhielten. Ab 1965 firmierte dieses Unternehmen als Messer Griesheim GmbH. Der Rest der Chemischen Fabrik Griesheim wurde als Werk Griesheim in die Farbwerke Hoechst eingegliedert. Der Betrieb in Offenbach sollte ursprünglich nach 1945 demontiert werden, wurde dann aber als „Napthol-Chemie Offenbach“ aufrechterhalten und wurde später als Werk Offenbach bei Hoechst integriert.
Ebenfalls durch Entflechtung der I.G. Farbenindustrie ergab sich zusammen mit Siemens die neue Sparte der Graphitelektrodenproduktion in Griesheim. Hieraus ging 1985 die Sigri GmbH sowie nach Zusammenschluss mit amerikanischen Herstellern 1992 die SIGRI Great Lakes Carbon GmbH hervor. 1995 kapitalisierte Hoechst seine Beteiligungen durch Börsennotierung des ausgegliederten Unternehmens SGL Carbon AG.
Die Betriebe des Werkes Griesheim stellten überwiegend Vor- und Zwischenprodukte her, die in den anderen Werken des Rhein-Main-Gebietes weiterverarbeitet wurden. Ab 1977 produzierte Hoechst in Griesheim die Wirkstoffe für das Insektizid Thiodan, die Herbizide Arelon, Afalon und Aresin sowie ein Vorprodukt für das Herbizid Puma. 1997 kamen das Werk mit dem Verkauf des Geschäftsbereiches Spezialchemikalien an die schweizerische Clariant.

### Werk Offenbach (GB F)
Im Werk Offenbach (BU Faservorprodukte) wurde unter anderem das Dimethylterephthalat hergestellt, das in anderen Werken als Polyethylenterephthalat (PET) zu Textilfasern unter dem Markennamen Trevira, zu Polyesterfolien (Hostaphan) und Getränkeflaschen weiterverarbeitet wurde. 1997 kam das Werk mit dem Verkauf des Geschäftsbereiches Spezialchemikalien an die schweizerische Clariant, die 2001 an eine Gruppe ehemaliger Hoechst-Manager weiterverkaufte. 2010 wurden alle Betriebe geschlossen und demontiert.

### Werk Hamburg (GB G)

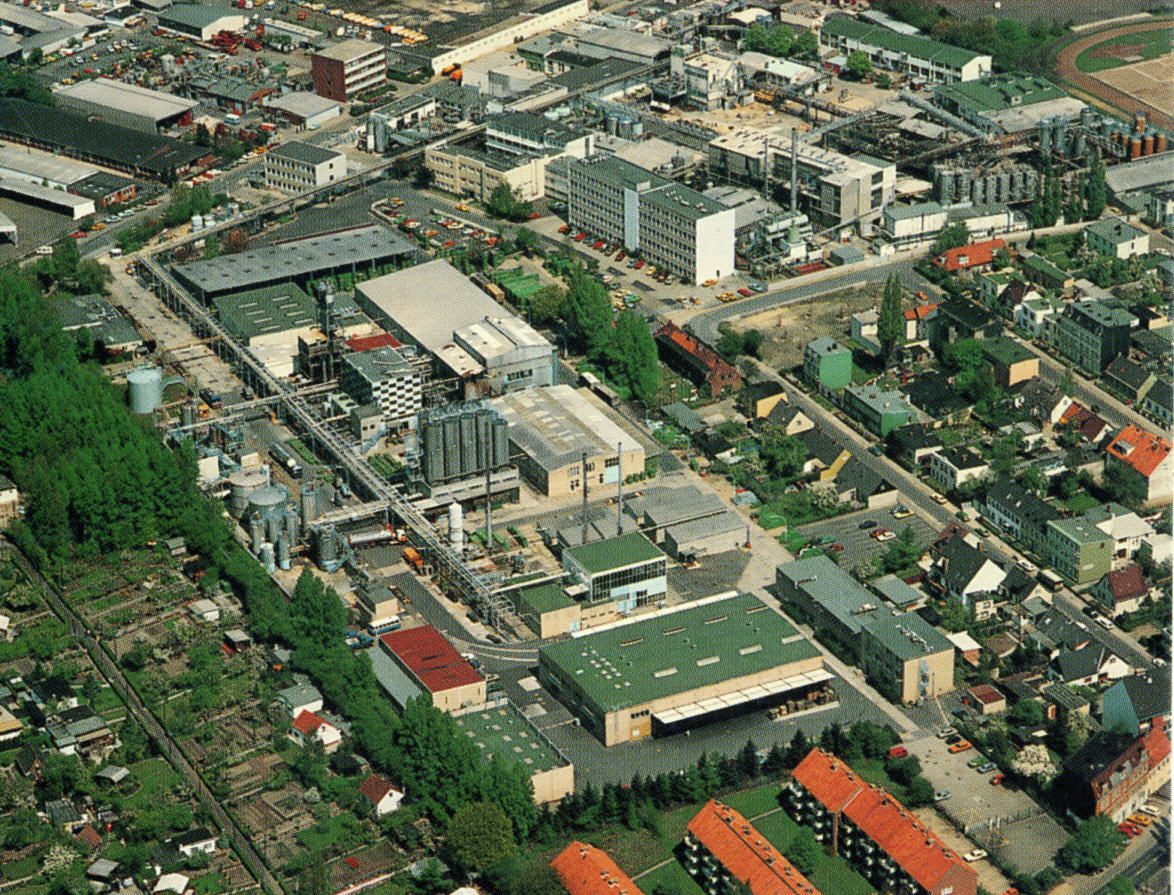
Werk Hamburg 1995

Das 1933 als Beckacite Kunstharz GmbH gegründete Werk wurde 1967 von den Chemischen Werken Albert AG übernommen und ab 1969 als „Werk 13“ in den Hoechst-Konzern integriert. Die Produktion konzentrierte sich ab 1980 auf wasserlösliche Kunstharze (Resydrol, Daotan) neben klassischen UP-Harzen (Beckopox) und Acrylharzen (Synthacryl, Macrynal). Die lose koordinierte Produkt- und Verfahrensentwicklung befand sich in den Werken Albert und Graz.
Die Mitarbeiterzahl des Werks sank von 400 im Jahr 1990 auf 280 bei der Ausgliederung aus dem Hoechstkonzern und Stilllegung der Resydrol-Produktion 1995.
Bis zum Übergang auf UCB (Union Chimique Belge) 2002 sank die Mitarbeiterzahl weiter auf ca. 170, wegen Stilllegung weiterer Betriebsteile zehn Jahre später auf knapp 100. Im März 2023 gab die Geschäftsführung bekannt, dass das Werk in Hamburg bis Mitte 2024 stillgelegt wird und bis 2026 demontiert und abgerissen wird.

### Werk Albert (GB G)

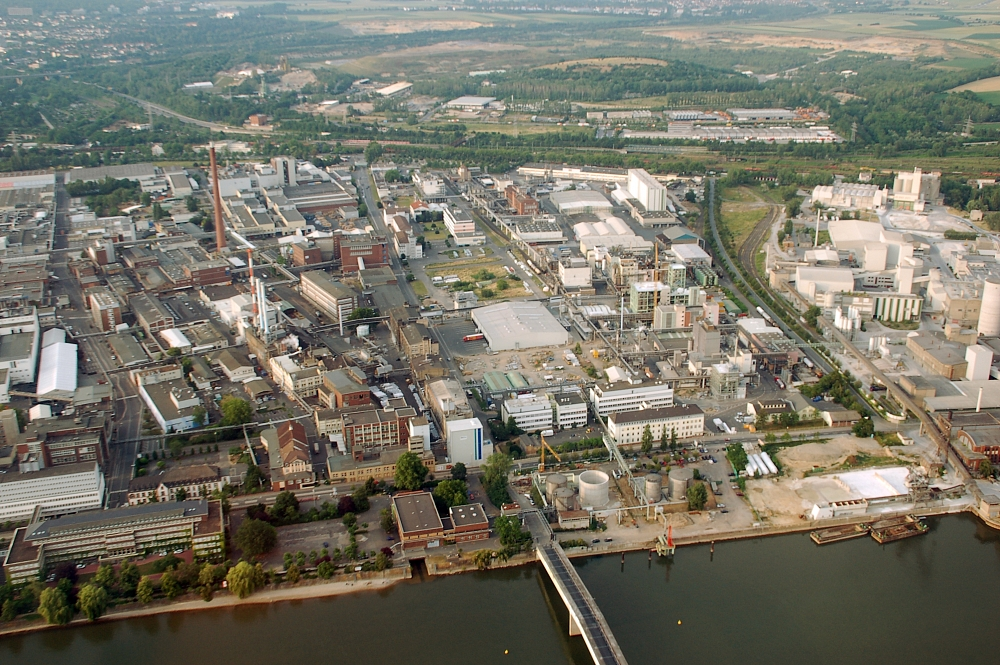
Luftbild des Industrieparks Kalle-Albert

1964 übernahm Hoechst die Mehrheit an der Chemische Werke Albert AG, die seit 1861 ihren Sitz in Mainz-Amöneburg hatten. 1972 gliederte Hoechst die Albert AG als Werk Albert in die Muttergesellschaft ein.
Das Werk war von der benachbarten Kalle AG nur durch eine Straße getrennt, die bis 1945 die Landesgrenze zwischen Preußen und Hessen bildete. 1988 wurden die Werke Kalle und Albert räumlich zum Werk Kalle-Albert zusammengelegt und 1997 zum Industriepark Kalle-Albert umgestaltet.
Albert war ein bedeutender Hersteller von Kunstharzen, darunter die 1910 von Ludwig Berend und Kurt Albert entwickelten Albertole, phenolmodifizierte Kolophoniumharze, die als Grundstoffe für Autolacke und später als Bindemittel für Druckfarben dienten.

### Werk Kalle (GB J, K)
Die 1863 gegründete Kalle AG in Wiesbaden-Biebrich wurde 1952 von Hoechst übernommen und 1972 als Werk Kalle in die Muttergesellschaft eingegliedert.
Kalle stellte unter anderem Folien her – zunächst aus Viskose (Cellophan), später aus Kunststoffen wie PVC, PE, PP (Trespaphan) und Polyester (Hostaphan), die für Verpackungszwecke, aber auch für technische Anwendungen wie Kondensatoren oder Ton- und Videobänder genutzt wurden. Darüber hinaus gehörten nahtlose Wursthüllen (Nalo), das Trockenlichtpauspapier Ozalid, Kunststoffe für optische Speichermedien (Ozadisc) sowie Foto- und Fernkopierer (Infotec) zu den in Wiesbaden und im Werk Neunkirchen hergestellten Produkten. Das Werk Neunkirchen trug nach der Ausgliederung 1995 den Namen „Hoechst Trespaphan GmbH“ (HRB 1962 – 1. September 1995).

### Werk Knapsack
Siehe auch: Chemiepark Knapsack

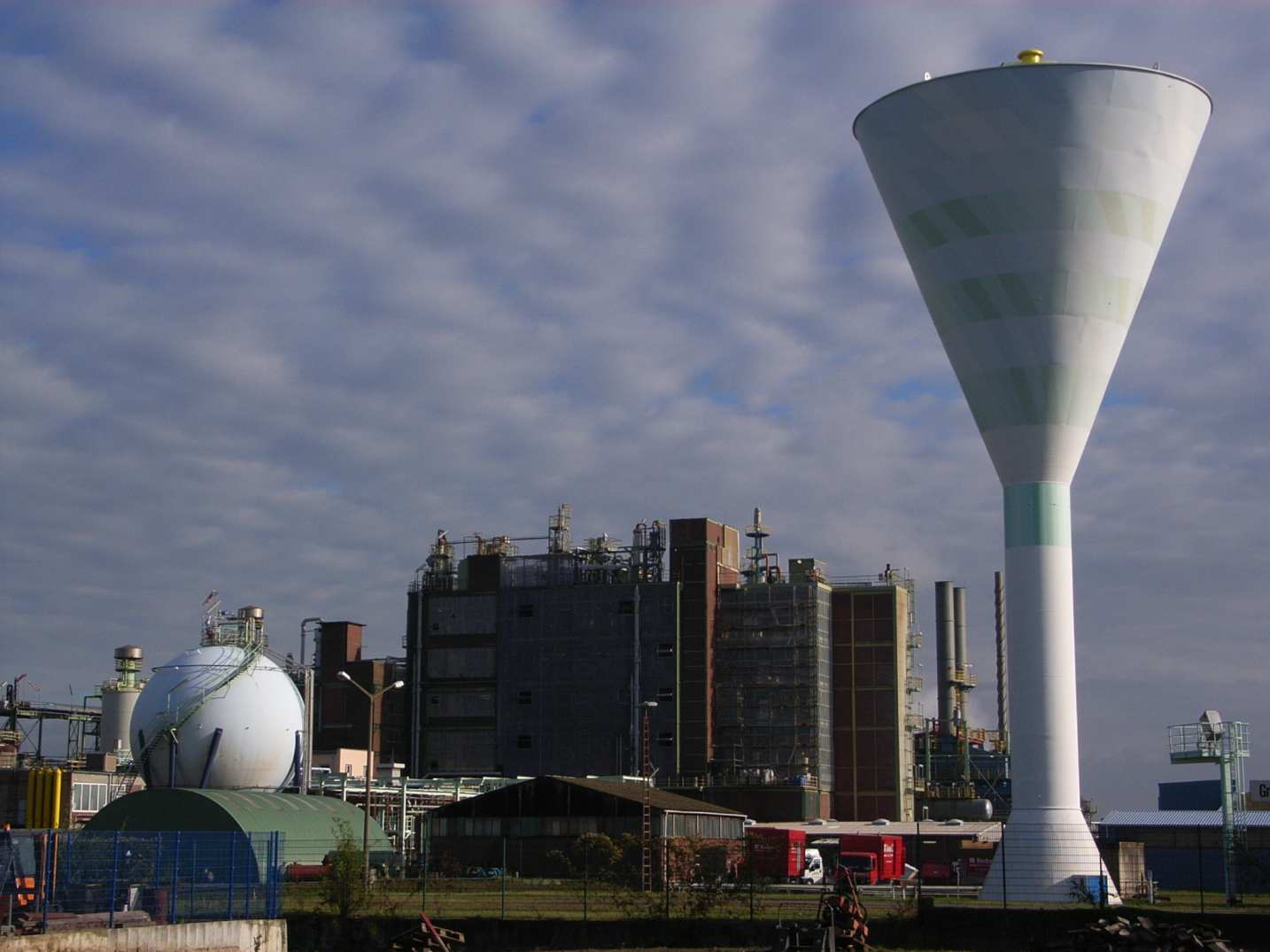
Chemiepark Knapsack, Wasserturm und Produktionsanlagen

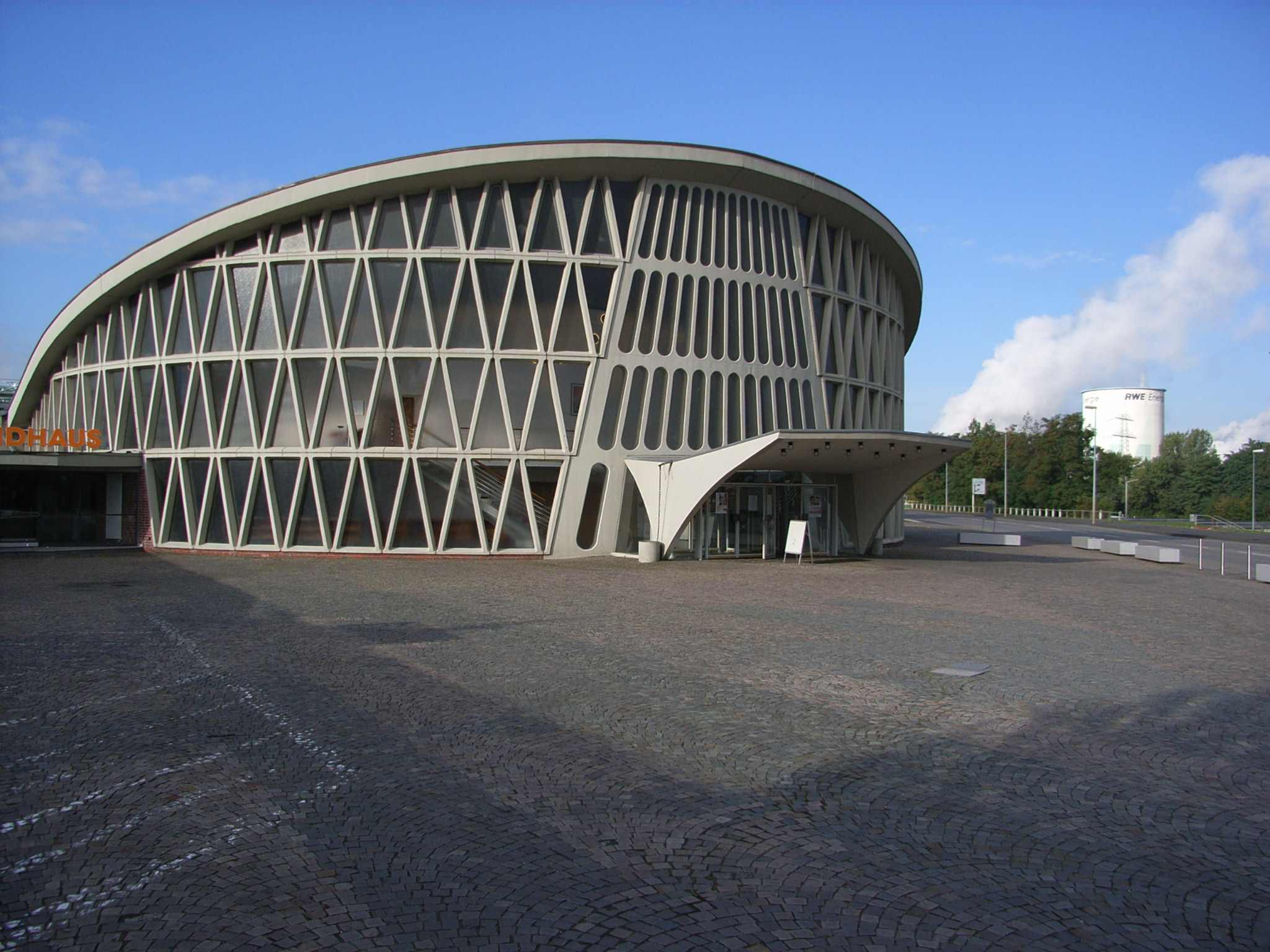
Das 1956 erbaute Feierabendhaus Knapsack

1906 gründete die Frankfurter Carbid Aktiengesellschaft ein Zweigwerk in Hürth-Knapsack, dessen Lage im Rheinischen Braunkohlerevier eine sichere Rohstoffversorgung für die Herstellung von Kalkstickstoff und Calciumcarbid gewährleistete. Von 1916 bis 1918 führten die Farbwerke Höchst das seit 1909 als Aktiengesellschaft für Stickstoffdünger firmierende Geschäft und bauten es erheblich aus. Das aus Carbid gewonnene Acetylen bildete die Grundlage für die Herstellung von Essigsäure und Essigsäureanhydrid. Zur Dampf- und Stromversorgung des Werkes baute RWE das Kraftwerk Goldenberg, zum damaligen Zeitpunkt das größte Kraftwerk Europas.
1944 wurde das Werk bei einem Luftangriff völlig zerstört. Die Knapsack-Griesheim AG, ab 1965 Knapsack AG wurde 1952 zu einer Tochtergesellschaft von Hoechst. 1953 begann der allmähliche Neuaufbau der Produktion mit der Herstellung von Phosphaten für Waschmittel, später folgten chlorierte und organische Chemikalien (Acetaldehyd, Aceton, Acrylnitril, Chloropren, Dichlorethan, Vinylchlorid, Monochloressigsäure) und Kunststoffe (Polyethylen, Polypropylen, Polyvinylchlorid). 1960 wurde das Werk Knapsack um einen Werksteil in Hürth erweitert.
1974 verschmolz Hoechst die Knapsack AG auf die Muttergesellschaft und gliederte sie als Werk Knapsack in die Hoechst AG ein. Ab 1977 produzierte Hoechst in Knapsack auch Pflanzenschutzmittel, zum Beispiel das Insektizid Hostathion (Triazophos), das Fungizid Derosal (Carbendazim) und das Herbizid Illoxan (Diclofop-methyl).
1990 legte Hoechst nach 82 Jahren den letzten Carbidofen still und stellte auch alle noch auf Carbid basierenden Produktionen ein. 1991 endete nach 35 Jahren Betriebsdauer die Produktion des Waschmittelrohstoffes Natriumtripolyphosphat. Gemäß der Phosphathöchstmengenverordnung durften Waschmittel seit 1984 nur noch halb so viel Phosphate wie in den 1970er Jahren enthalten. 1986 waren die ersten phosphatfreien Vollwaschmittel auf den Markt gekommen.
1992 beendete Hoechst auch die Herstellung von Phoban (Phosphabicyclononan) und von elementarem Phosphor, 1993 von Ferrosilicium. Für die aufgegebenen Produkte standen teilweise modernere Verfahren und umweltschonende Alternativen zur Verfügung, oder ihre Herstellung war aufgrund steigender Umweltschutzanforderungen nicht mehr wirtschaftlich. Damit traf der Strukturwandel das Werk Knapsack schneller und härter als andere Hoechster Standorte. Von ehemals etwa 3500 Arbeitsplätzen gingen etwa 1500 verloren. Auch Neuinvestitionen in die Erzeugung von Polypropylen, Polyethylen und des Natrium-Schichtsilikats SKS-6, eines Wasserenthärters, der die Phosphate in Waschmitteln ersetzte, konnten den Rückgang nicht kompensieren. 1997 wurde das Werk Knapsack zum Chemiepark Knapsack unter der Leitung der InfraServ GmbH & Co. Knapsack KG (seit Juni 2019 YNCORIS).

### Werk Ruhrchemie
Das 1927 als Kohlechemie AG gegründete und 1928 in Ruhrchemie AG umbenannte Unternehmen begann 1929 mit der Produktion von Düngemitteln an seinem Stammsitz in Oberhausen-Holten. 1934 ging hier die erste nach dem Fischer-Tropsch-Verfahren arbeitende Anlage zur Herstellung von flüssigen Kohlenwasserstoffen in Betrieb. 1938 entwickelte Otto Roelen die Oxo-Synthese von Aldehyden, die unter anderem zur Herstellung von Polyolen, Carbonsäuren, Estern und Lösemitteln dienen.
1958 beteiligten sich die Farbwerke Höchst an der Ruhrchemie, zunächst mit 25 Prozent. Die Beteiligung wurde in den 1960er und 1970er Jahren schrittweise auf 66 2/3 Prozent erhöht. 1960 begann die Herstellung von Polyethylen hoher Dichte (HDPE), 1972 von Polyethylen niedriger Dichte (LDPE).
1984 übernahm Hoechst von UK Wesseling die restlichen Anteile der Ruhrchemie und gliederte sie als Werk Ruhrchemie in die Hoechst AG ein. Die Produktion von Düngemitteln wurde 1990 stillgelegt. Das Werk Ruhrchemie kam 1999 an die Celanese AG, die es 2007 unter dem neuen Namen Oxea an eine Privatinvestorfirma Advent International verkaufte. Die Celanese-Tochter Ticona errichtete 2000 in Oberhausen eine Anlage zur Herstellung von Cyclo-Olefin-Copolymeren (Topas), ein Anfang der 1990er Jahre von der Hoechster Zentralforschung entwickelter technischer Kunststoff. Die Produktlinie wurde 2004 an einen Finanzinvestor verkauft und gehört seit 2006 der TOPAS Advanced Polymers GmbH, einem Joint Venture der japanischen Unternehmen Daicel und Polyplastics.

### Weitere Werke und Beteiligungsgesellschaften
- Büromöbelhersteller GOLDBACH
- Tierversuchsanstalt Kastengrund

In der Nähe von Hattersheim errichtete der GB Pharma Anfang der 1960er Jahre eine Tierversuchsanstalt für die präklinischen Wirkstoffentwicklung sowie erforderliche Wirkstoffprüfung an Klein- und Großtieren (Kleinorganismen, Mäuse, Ratten, Katzen, Beagle-Hunde und Affen).
Der Standort wurde von Sanofi-Aventis übernommen und wegen „Überkapazitäten“ Ende 2011 geschlossen.
- Betriebsstätte Münchsmünster

Anfang 1970 etablierten die Firmen Hoechst AG, Gelsenberg AG (Essen) und SKW AG (Trostberg) einen gemeinschaftlich genutzten petrochemischen Betrieb in Münchsmünster. Hoechst bezog von hier eigenes Polyethylen für die Hostalen-Produktion. 1997 wurden die Hoechst-Aktivitäten in eine Hostalen Polyethylen GmbH ausgelagert und 1998 von Elanec GmbH übernommen. Letztere wurde zum 1. Oktober 2000 an ein Joint Venture LyondellBasell von BASF und Shell verkauft.
1972 installierten Hoechst und SKW AG (Trostberg) eine gemeinsame Produktionsanlage für Acrylnitril (ACN), das als Rohstoff im Werk Kelheim für die Polyacrylfaser Dolan verwendet wurde. 1998 verkaufte Hoechst seine Beteiligung an SKW, die daraufhin die ACN-Anlage stilllegte.
- Ticona (Werk Kelsterbach)

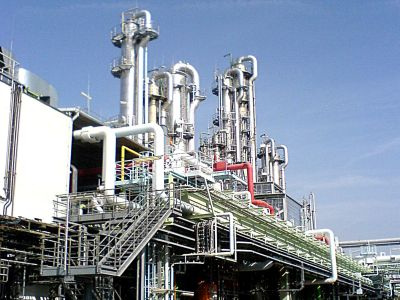
Ehemaliger Monomerbetrieb bei Ticona

1961 gründeten die Farbwerke Hoechst mit der Celanese Corporation of America, damals der viertgrößte amerikanische Chemiekonzern, ein Joint Venture zur Herstellung technischer Kunststoffe. Als europäische Produktionsstätte des Unternehmens Ticona zur Herstellung von Polyoxymethylen (POM) entstand ein neues Werk in Kelsterbach bei Frankfurt, etwa sechs Kilometer südwestlich des Stammwerkes Höchst gelegen. Der technische Kunststoff wurde unter dem Handelsnamen Hostaform verkauft. Auch die Hoechst AG produzierte im Werk Kelsterbach, unter anderem Ethylenoxid und Polypropylen, da das Werk über die nahegelegene Caltex-Raffinerie in Raunheim eine günstige Rohstoffversorgung hatte.
Nachdem die Raffinerie schon 1975 stillgelegt worden war, übernahm eine Pipeline aus Rotterdam die Rohstoffversorgung. 1987 übernahm Hoechst die Celanese, so dass Ticona nun eine Tochtergesellschaft wurde. Die Hoechst AG legte ihre Kelsterbacher Anlagen in den 1990er Jahren nach und nach still und übertrug das Werk 1997 der Ticona, die 1999 zu einer Tochtergesellschaft der an die Börse gebrachten Celanese AG wurde.
Da das Werk dem Ausbau des Flughafens Frankfurt im Weg stand, beschloss Ticona im Juli 2007, eine neue Produktionsanlage im nahegelegenen Industriepark Höchst zu errichten. Nach Inbetriebnahme der neuen Anlage und dem Umzug im September 2011 wurden die in der Einflugschneise der neuen Landebahn gelegenen Anlagen demontiert. Der neue Eigentümer Fraport wird das 45 Hektar große Gelände als Gewerbegebiet Airport City West vermarkten.
- Cassella (Werk Fechenheim)

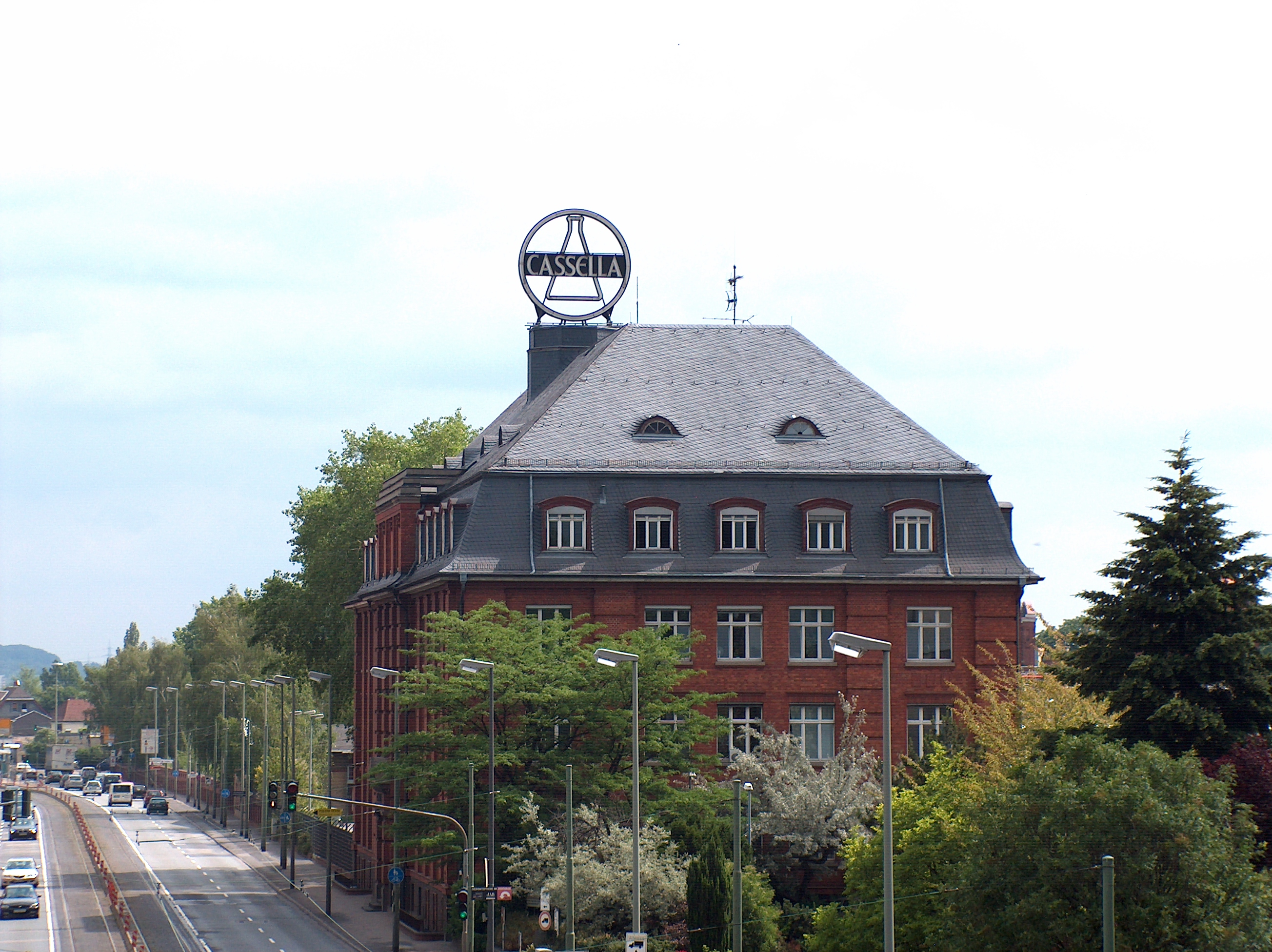
Ehemaliges Cassella-Verwaltungsgebäude in Fechenheim

An den 1870 gegründeten Farbwerken Leopold Cassella & Co. in Fechenheim hielten die Farbwerke Höchst bereits seit 1904 ein Viertel der Anteile. Die Cassella-Anteilseigner Leo Gans und Arthur von Weinberg wurden 1928 Ehrenbürger von Frankfurt. Zusammen mit Arthurs Bruder Carl von Weinberg gehörten sie ab 1925 dem Aufsichtsrat der I.G. Farben an. Sie zählten zu den bedeutendsten Frankfurter Unternehmerpersönlichkeiten und Mäzenen. Nach der nationalsozialistischen Machtergreifung 1933 wurden sie wegen ihrer jüdischen Abstammung verfolgt und aus allen Ämtern vertrieben.
1951 wurde die Cassella Farbwerke Mainkur AG wieder aus der I.G. Farben ausgegliedert. 1970 übernahm Hoechst insgesamt 75,6 Prozent der Anteile an dem Unternehmen, zu dem auch die Tochtergesellschaften Cassella Riedel Pharma, Riedel-de Haën in Seelze und der Kosmetikhersteller Jade gehörten. Am Stammsitz des Unternehmens in Fechenheim wurden hauptsächlich Pigmente, Farbstoffe, Melaminharze und eine Vielzahl von Zwischenprodukten hergestellt.
Ab 1994 stockte Hoechst seine Beteiligung weiter auf und fand die restlichen außenstehenden Aktionäre schließlich ab und gliederte das Unternehmen als Werk Cassella (auch Werk Fechenheim) in die Hoechst AG ein. Die bisherige Pharmaforschung in Fechenheim wurde geschlossen, die Cassella-Tochtergesellschaften verkauft. 1995 Hoechst übertrug den Melaminharz-Betrieb F46 (GB G) an die ausgegliederte Vianova Resins GmbH und verkaufte die restlichen Betriebsteile von Cassella u. a. mit seinem Geschäftsbereich Spezialchemikalien an Clariant.
Seit 2001 gehören die Werke Cassella und Offenbach der AllessaChemie GmbH, einem von ehemaligen Hoechst-Managern gegründeten Unternehmen. 2005 ging aus dem Melaminharz-Betrieb die neu gegründete Ineos Melamines GmbH des Ineos-Konzerns hervor.

#### Inländische Tochtergesellschaften
Ende 1993 gehörten folgende inländischen Tochtergesellschaften zum Hoechst-Konzern:
| Gesellschaft                                     | Geschäftsbereich/ Produkte                                 | Kapitalanteil | Umsatz 1993 in Mio. DM | Gewinn n. St. in Mio. DM |
| ------------------------------------------------ | ---------------------------------------------------------- | ------------- | ---------------------- | ------------------------ |
| Abieta Chemie GmbH, Gersthofen                   | Kolophoniumharz                                            | 50 %          |                        |                          |
| Behringwerke AG, Marburg                         | GB L: Impfstoffe, Diagnostika                              | 100 %         | 1399                   | 116                      |
| BK Ladenburg GmbH, Ladenburg                     | Phosphate                                                  | 100 %         | 236                    | 2                        |
| Cassella Farbwerke Mainkur AG, Frankfurt am Main | Farbstoffe, Pharma (L), Melaminharze (G)                   | 75,6 %        | 787                    | 54                       |
| Ernst Michalke GmbH & Co., Langweid              | GB F: Fasern (Filamentgarne)                               | 100 %         | 149                    | −56                      |
| Betriebsstätte Münchsmünster                     | ACN (GB F, BU Faservorprodukte), Polyethylen               | 30–50 %       |                        |                          |
| Hans Schwarzkopf GmbH, Hamburg                   | GB M: Kosmetika                                            | 77 %          | 730                    | 9                        |
| Herberts GmbH, Wuppertal                         | GB G: Lackfarben und Industrielacke                        | 100 %         | 953                    | −11                      |
| Hoechst CeramTec AG, Selb                        | GB S: Technische Keramik                                   | 100 %         | 245                    | 4                        |
| Hoechst Diafoil GmbH, Wiesbaden                  | GB J: Polyesterfolien                                      | 66,7 %        | 197                    | −74                      |
| Hoechst Guben GmbH, Guben                        | Polyesterchips (GB F, BU Faservorprodukte)                 | 100 %         | 73                     | −75                      |
| Hoechst Veterinär GmbH, Unterschleißheim         | Veterinärpharmaka                                          | 100 %         | 252                    | 12                       |
| Jade Cosmetic GmbH, Frankfurt am Main            | GB M: Kosmetika                                            | 75,6 %        | 197                    | 10                       |
| Marbert GmbH, Düsseldorf                         | GB M: Kosmetika                                            | 100 %         | 97                     | −3                       |
| Messer Griesheim GmbH, Frankfurt am Main         | GB P: Industriegase, Schweißtechnik                        | 66,7 %        | 1.371                  | 15                       |
| Nutrinova GmbH, Frankfurt am Main                | Sunett (Acesulfam)                                         |               |                        |                          |
| Riedel-de Haën AG, Seelze                        | Labor- und Industriechemikalien, Flusssäure, Photopigmente | 72,2 %        | 326                    | 12                       |
| Sigri Great Lakes Carbon, Wiesbaden              | Graphit                                                    | 59,3 %        | 1.165                  | −2                       |
| Spinnstofffabrik Zehlendorf AG, Berlin           | GB F: Trevira Spinnfasern und Filamentgarne                | 98,6 %        | 123                    | −22                      |
| Ticona Polymerwerke GmbH, Kelsterbach            | GB B: Technische Kunststoffe                               | 100 %         | 183                    | −28                      |
| ThyssenKrupp Uhde GmbH, Dortmund                 | GB N: Anlagenbau                                           | 100 %         | 1.161                  | 14                       |

#### Ausländische Tochtergesellschaften
Ende 1992 gehörten folgende ausländischen Tochtergesellschaften zum Hoechst-Konzern:
| Gesellschaft | Geschäftsbereich/ Produkte | Kapitalanteil        | Umsatz 1992 in Mio. DM | Land           |
| --- | -------------------------- | -------------------- | ---------------------- | -------------- |
| Hoechst Belgium S.A., Brüssel | –                          | 99,9 %               | 188                    | Belgien        |
| Hoechst Danmark A/S, Rødovre (Søborg) | GB G: Kunstharze (nur UP)  | 100 % (Verkauf 1996) | 97                     | Dänemark       |
| Roussel Uclaf Gruppe, Paris | GB L: Pharma               | 54,5 % a)            | 4.369                  | Frankreich     |
| Société Française Hoechst Gruppe, Puteaux g) i) | Kunstharze (G),            | 99,9 %               | 1.253                  | Frankreich     |
| Hoechst Hellas AG, Athen | Kunstharze (G), ab 1997    | 100 %                | 121                    | Griechenland   |
| Hoechst U.K. Gruppe, Hounslow | Farben (G)                 | 100 %                | 1.173                  | Großbritannien |
| Hoechst Italia Gruppe, Milano | –                          | 100 %                | 1.000                  | Italien        |
| Hoechst SARA S.p.A., Romano D'Ezzelino f) | Pulverlacke (G),           | 100 %                |                        | Italien        |
| Hoechst Holland Gruppe, Amsterdam k) | Farben (G), Fasern (F)     | 100 %                | 1.149                  | Niederlande    |
| Hoechst Austria Gruppe, Wien e) | Farben, Kunstharze (G),    | 100 %                | 517                    | Österreich     |
| Hoechst Portuguesa S.A., Mem Martins j) | Kunstharze (G), Fasern (F) | 100 %                | 218                    | Portugal       |
| Svenska Hoechst AB, Göteborg | –                          | 100 %                | 149                    | Schweden       |
| Hoechst Ibérica Gruppe, Barcelona d) | Kunstharze (G),            | 99,8 %               | 995                    | Spanien        |
| Türk Hoechst A.S., Istanbul | –                          | 100 %                | 163                    | Türkei         |
| Hoechst do Brasil S.A., São Paulo h) | Kunstharze (G),            | 100 %                | 728                    | Brasilien      |
| HOECHST MAROC S.A., Casablanca | Kunstharze (G), ab 1997    | 100 %                | -                      | Morocco        |
| Quimica Hoechst de México S.A., Méx. D.F. | –                          | 100 %                | 278                    | Mexico         |
| Hoechst Celanese Corporation c), Somerville (N.J.) | Photoresists, Fasern (F)   | 100 %                | 10.991                 | USA            |
| Marion Merrell Dow (MMD), Kansas City | GB L: Pharma               | 100 % a)             | - (1995) -             | USA            |
| Hoechst Chemical Industries (Thailand) Ltd., Bangkok b) | GB G: Kunstharze           | 100 %                | - (1996) -             | Thailand       |
| Hoechst Australia Gruppe, Melbourne | –                          | 100 %                | 379                    | Australien     |
| Hoechst Japan Gruppe, Tokyo | –                          | 100 %                | 1.509                  | Japan          |
| Hoechst Tokuyama Ltd., Shunan | Schichtsilikat SKS-6       | 60 %                 | - (1995) -             | Japan          |
| Hoechst South Africa, Johannesburg | –                          | 100 %                | 654                    | Südafrika      |
| a) 1997: 100% Hoechst Marion Roussel AG. b) Produktionsanlagen in Map Ta Phut (Rayong). c) Übernahme von „Celanese Corporation“ durch „American Hoechst Corporation“, Photoresist-Produktion durch Division Azoplate. d) Produktionsanlagen in La Llagosta (Barcelona), verkauft 2011 an Synthecoat. e) Produktionsanlagen in Werndorf. f) Produktionsanlagen in Romano d'Ezzelino. g) Produktionsanlagen in Dijon. h) Produktionsanlagen in Suzano. i) Pilotanlage in Cuise-Lamotte. j) Produktionsanlage in Portalegre. k) Produktionsanlage in Vlissingen. |                            |                      |                        |                |

## Hoechst in der Kritik

### LizenzproduktRU 486
1980 entdeckten Forscher der französischen Hoechst-Tochter Roussel-Uclaf den Wirkstoff Mifepriston, der intern unter dem Kürzel RU 486 geführt wurde. Die Substanz hemmt die Wirkung des Gestagens Progesteron und blockiert die Rezeptoren für Glukokortikoide; wird sie während der Schwangerschaft eingenommen, führt dies innerhalb von 48 Stunden zur Ablösung der Gebärmutterschleimhaut. In Verbindung mit einem Prostaglandin lässt sich dadurch eine künstliche Fehlgeburt auslösen. 1988 wurde das Medikament in Frankreich unter dem Handelsnamen Mifegyne für den Schwangerschaftsabbruch zugelassen, 1992 auch in Großbritannien und Schweden. Abtreibungsgegner prägten den Begriff Abtreibungspille für das Präparat und fürchteten, mit der Zulassung werde die willkürliche Tötung ungeborenen Lebens gefördert. Sie griffen Hoechst in der Öffentlichkeit und auf Hauptversammlungen für die Entwicklung und Vermarktung des Wirkstoffes an. Der Erzbischof von Köln, Kardinal Meisner, bezeichnete es als „eine unsägliche Tragödie, wenn sich am Ende dieses Jahrhunderts die chemische Industrie ein zweites Mal anschicken würde, in Deutschland ein chemisches Tötungsmittel für eine bestimmte gesetzlich abgegrenzte Menschengruppe zur Verfügung zu stellen“, andere Kritiker riefen zum Boykott von Hoechst auf.
Auch innerhalb von Hoechst war das Medikament umstritten. Der Vorstandsvorsitzende Wolfgang Hilger galt selbst als Abtreibungsgegner und teilte im Juni 1991 auf der Hauptversammlung mit, dass Hoechst die Zulassung in keinem Land von sich aus beantragen werde, sondern nur auf ausdrückliche Aufforderung der jeweiligen Regierung. Zudem knüpfte Hoechst den Zulassungsantrag an die Bedingung, dass in dem jeweiligen Staat eine gesetzliche Regelung und eine medizinische Infrastruktur für Schwangerschaftsabbrüche bestehe. Das Medikament sollte ausschließlich unter dem Namen von Roussel-Uclaf verkauft werden, das zu diesem Zeitpunkt noch außenstehende Aktionäre hatte.
In Deutschland kam es zu keinem Zulassungsantrag, weil die damalige Bundesgesundheitsministerin Gerda Hasselfeldt dies ablehnte. Es bestehe keine ärztliche Notwendigkeit für das Medikament, da es auch andere Methoden des Schwangerschaftsabbruches gebe. Kritiker warfen Hoechst daraufhin vor, mit dieser restriktiven Haltung die Schuld am Tod von Frauen zu tragen, die ohne RU 486 bei fehlgeschlagenen Schwangerschaftsabbrüchen ums Leben kämen, vor allem in der Dritten Welt.
Im April 1997 verzichtete Hoechst auf Produktion, Verkauf und Weiterentwicklung von RU 486 und trat alle Rechte an dem Medikament an den ehemaligen Vorstandsvorsitzenden von Roussel-Uclaf, Edouard Sakiz, ab. Der neue Rechteinhaber beantragte die Zulassung in Deutschland, die schließlich nach weiteren öffentlichen Auseinandersetzungen 1999 erfolgte.

### AntidepressivumAlival
1992 wurden drei frühere Hoechst-Manager der vorsätzlichen Körperverletzung in 20 Fällen und der Körperverletzung mit Todesfolge in drei Fällen angeklagt, weil sie das 1976 in den Handel gekommene Antidepressivum Alival und sein Kombinationspräparat Psyton (Wirkstoff Nomifensin) trotz lebensbedrohlicher Nebenwirkungen zu spät vom Markt genommen haben sollen. Die weltweite Rücknahme erfolgte am 21. Januar 1986, obwohl Kenntnisse über die Risiken von Alival spätestens im Juni 1984 konkret geworden seien. Dies war das erste Mal nach dem Contergan-Skandal, dass Pharmamanager wegen des „Inverkehrbringens bedenklicher Arzneimittel“ vor Gericht standen. Zu den 20 zur Anklage gebrachten Gesundheitsschädigungen zählten u. a. Blutzersetzung, Leberschaden, Arzneimittelfieber und beidseitiges Nierenversagen. Insgesamt hatten die deutschen Ermittler über 600 Fälle von unerwünschten Nebenwirkungen aufgelistet. In mehreren Fällen erhielten Geschädigte nach zum Teil jahrelangen Auseinandersetzungen vor Gericht finanzielle Leistungen von Hoechst. Der deutsche Arzt und Arzneimittelkritiker Ulrich Moebius ging von ca. 100 Todesfällen und mindestens 10.000 geschädigten Patienten aus. Das britische Komitee für Arzneimittelsicherheit listete 53 durch Alival verursachte Fälle von Leberschäden auf, 47-mal kam es zu Bluterkrankungen, vier Briten starben. In den USA, wo Alival unter dem Namen Merital im Handel war, wurde Hoechst im April 1991 zur Zahlung von 202.000 US-Dollar verurteilt, was der höchsten gesetzlich möglichen Strafe entsprach. Hätte Hoechst der Überwachungsbehörde FDA die sich verdichtenden Gesundheitsrisiken von Alival rechtzeitig gemeldet, wäre das Mittel dort nicht oder nur mit erheblichen Einschränkungen zugelassen worden.

### Chemieunfälle 1993
1993 löste eine Folge von Betriebsunfällen in verschiedenen Werken der Hoechst AG eine schwere Vertrauenskrise aus. Am 22. Februar 1993 um vier Uhr morgens kam es in einem Betrieb des Werkes Griesheim aufgrund eines Bedienungsfehlers zu einem plötzlichen Druckanstieg in einem Reaktor. Fast 10 Tonnen eines Chemikaliengemisches, ca. 25 % davon o-Nitroanisol, traten über ein Sicherheitsventil aus und schlugen sich in Form eines klebrigen gelben Niederschlags auf einem 1,2 Kilometer langen und 300 Meter breiten Streifen nieder. Betroffen waren Wohngebiete für rund 1000 Menschen und etwa 100 Kleingärten in den Ortsteilen Schwanheim und Goldstein. Etwa 40 Personen mussten wegen Atembeschwerden, Haut- und Augenreizungen oder Kopfschmerzen ärztlich behandelt werden. In einer wochenlangen Reinigungsaktion mussten 36 Hektar von dem Niederschlag gereinigt und etwa 5000 Kubikmeter Erde entsorgt werden. Das Unternehmen gab später die direkten Kosten für die Beseitigung der Schäden mit 40 Millionen Deutsche Mark an; hinzu kamen die Kosten für die durch den Unfall ausgelöste Überprüfung der Anlagensicherheit in allen Betrieben.
Noch gravierender war der Imageschaden für die Hoechst AG. Das Krisenmanagement und besonders die Kommunikationspolitik des Unternehmens stießen in der Öffentlichkeit auf scharfe Kritik, da Hoechst in den ersten Informationen ein Sicherheitsdatenblatt verwendet hatte, in dem die Chemikalie o-Nitroanisol als mindergiftig eingestuft war. Eine neuere, dem Unternehmen bereits vorliegende Studie hatte dagegen zum Ergebnis, dass die Chemikalie in Tierversuchen bei hohen Konzentrationen möglicherweise krebserregend sei. Das städtische Gesundheitsamt gab noch am Tag des Störfalls bekannt, dass aufgrund der geringen Konzentration des Stoffs keine unmittelbare Gesundheitsgefahr von der Chemikalienmischung ausgehe. Die Öffentlichkeit war dadurch jedoch nicht beruhigt, zumal die mit den Aufräumarbeiten beauftragten Arbeiter Schutzanzüge und Atemmasken trugen. Zwei Tage nach dem Unfall kritisierten der hessische Umweltminister Joschka Fischer und in der Folge auch Bundesumweltminister Klaus Töpfer und das Umweltbundesamt die Informationspolitik der Hoechst AG. Erst zehn Tage nach dem Unfall trat der Vorstandsvorsitzende Wolfgang Hilger vor die Öffentlichkeit, bat bei den Bürgern von Schwanheim und Goldstein um Entschuldigung, schloss aber zugleich personelle Konsequenzen aus.
In den nächsten Wochen ereigneten sich zwei weitere Unfälle im Werk Höchst: Am 15. März 1993 kam es im Mowiol-Betrieb bei Wartungsarbeiten an einem gekapselten Förderband zu einer Methanol-Verpuffung, bei der ein Mitarbeiter getötet und ein weiterer schwer verletzt wurde. Am 2. April traten aus einem gebrochenen Glasrohr mehrere hundert Kilogramm stark ätzendes Oleum aus, die in einer Wolke Richtung Kelsterbach und Flughafen Frankfurt zogen.
Um die Langzeitfolgen des Griesheimer Unfalls zu erforschen, beauftragte das Stadtgesundheitsamt das Bremer Institut für Präventionsforschung und Sozialmedizin (BIPS), ein Expositionsregister für die 20.000 Bewohner der beiden betroffenen Stadtteile zu erstellen. Etwa 6600 Bewohner beteiligten sich an der Befragung, deren Daten für 30 Jahre gespeichert bleiben sollten. Das Stadtgesundheitsamt kam zu dem Ergebnis, dass keine Hinweise auf chronische, asthmatische oder neurodermitische Erkrankungen als Folge des Unfalls vorliegen. Gleichwohl beschäftigte die Frage nach weiteren Forschungen und dem Umgang mit den erhobenen Daten noch im März 2007 die Frankfurter Stadtverordnetenversammlung.

## Dormann in der Kritik
Es wird Dormann vorgeworfen, als damaliges Vorstandsmitglied des drittgrößten Pharmaproduzenten die Forschung so weit reduziert zu haben, dass innerhalb weniger Jahre keine innovativen Hoechst-Medikamente mehr auf den Markt gelangten. Aus einem Pharmaunternehmen mit innovativen Medikamenten aus eigener Grundlagenforschung wurde so bis zur Auflösung der Hoechst AG eine Verkaufsfirma für rein marketingorientierte scheininnovative Präparate.
Zudem soll er bei der Ausgliederung den zukünftigen Marktwert vorhandener Hoechst-Präparate falsch eingeschätzt und weit unter Wert verkauft haben sowie im Fall des Blockbusters Ramipril bestehende patentrechtliche Verpflichtungen missachtet haben.

### Shareholder Value oder Zerschlagung eines Traditionsunternehmens?
Bereits kurz nach dem Beginn der Umstrukturierung von Hoechst gab es in der Öffentlichkeit Kritik an der Unternehmensstrategie, weil der Verkauf von Tochtergesellschaften und Unternehmensteilen mit Arbeitsplatzverlusten verbunden war. Von Ausnahmen abgesehen, wie beim Verkauf der Jade-Cosmetic GmbH, erfolgte der Personalabbau im Rahmen einer Betriebsvereinbarung und ohne betriebsbedingte Kündigungen. Die Instrumente der Frühpensionierung und Altersteilzeit galten in den 1990er Jahren noch als sozialverträglich. Hiervon wurde auch die gesamte Zulieferindustrie im Frankfurter Großraum hart getroffen, wie das IWSG der Universität Frankfurt 2001 analysieren konnte.
Von Mitarbeitern und Öffentlichkeit wurde die Umstrukturierung oft als Zerschlagung empfunden, zumal die Mitarbeiterzahl im Konzern bis Ende 1998 von ehemals 170.000 auf knapp 100.000 sank. Andererseits fand der aus eigenem Antrieb begonnene Totalumbau eines DAX-Unternehmens auch viele Befürworter. Hoechst war 1994 nach Umsatz das sechstgrößte Unternehmen in Deutschland und eines der ersten, das sich am Konzept des Shareholder Value orientierte. Tatsächlich stieg der Aktienkurs der Hoechst AG bis 1998 zunächst deutlich stärker als bei vergleichbaren Unternehmen, und nach der Fusion mit Rhone-Poulenc erreichte Aventis im Jahr 2000 eine Marktkapitalisierung von 66 Mrd. Euro – doppelt so viel wie Bayer und BASF damals zusammen.
Bis heute wird die Entwicklung von Hoechst unterschiedlich beurteilt. Zum 20-jährigen Jubiläum des DAX, aus dem die Hoechst-Aktie Ende 1999 fiel, veröffentlichte die Wirtschaftswoche einen Artikel, in dem die Wertentwicklung aller jemals dem DAX angehörigen Aktien verglichen wurde. Hoechst steht dabei an 10. Stelle mit 879 Prozent. Die Wertentwicklung seit 1988 war damit besser als bei Bayer (604 Prozent), aber schlechter als bei BASF (1309 Prozent).
Kritisch urteilte das ehemalige Vorstandsmitglied Karl-Gerhard Seifert, zuletzt für die Geschäftsbereiche Pharma (GB L) und Landwirtschaft (GB C) verantwortlich, in einem 2008 erschienenen Artikel:

„Die Profiteure der Zerschlagung waren nicht – wie immer wieder behauptet wird – die Hoechst-Aktionäre, sondern Private-Equity-Fonds und Konkurrenzunternehmen, die manchmal ein gutes Schnäppchen machen konnten. Heute fragen sich viele Leute: Wie konnte das alles passieren?“

„Die Antwort ist sehr einfach, auch wenn sie vielen missfällt: Es waren (fast) alle dafür. Die Aktionäre, also die Eigentümer, vertreten im Aufsichtsrat, fanden diese Visionen toll. Die Mitarbeiter und auch die Gewerkschaft, vertreten im paritätisch besetzten Aufsichtsrat, konnten sich den visionären Vorstellungen nicht entziehen und stimmten zu, teilweise mit gemischten Gefühlen, wie sie später sagten.“

Eine neutrale wissenschaftliche Auseinandersetzung mit der Umstrukturierung der Hoechst AG ist mittlerweile erschienen. Im Rückblick 150 Jahre nach der Gründung halten sich kritische Stimmen zur Zerschlagung eines deutschen Weltkonzerns.